# Kölnisches Stadtmuseum

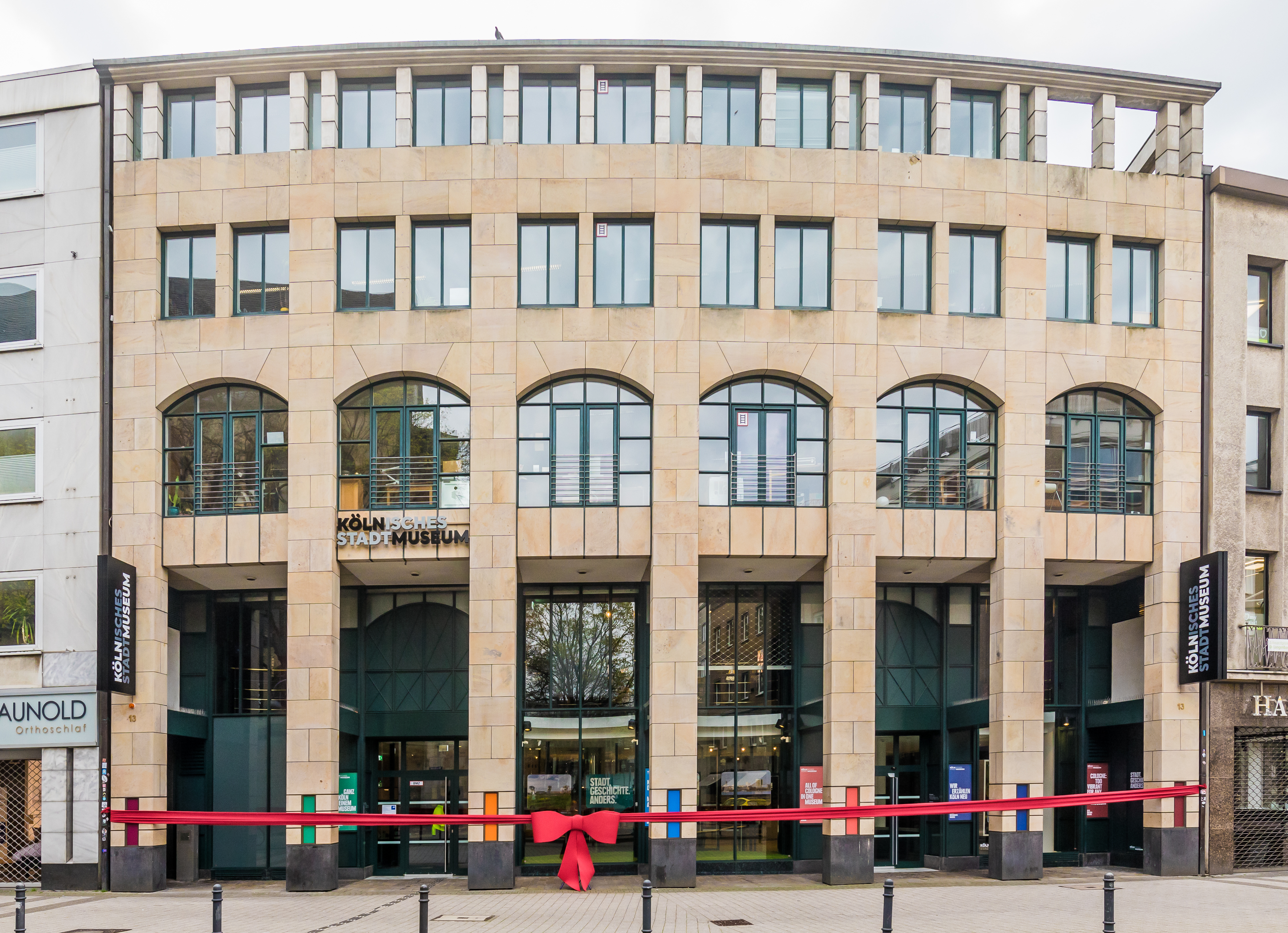
Sitz des Kölnischen Stadtmuseums (Interim): Haus Franz Sauer (2024)

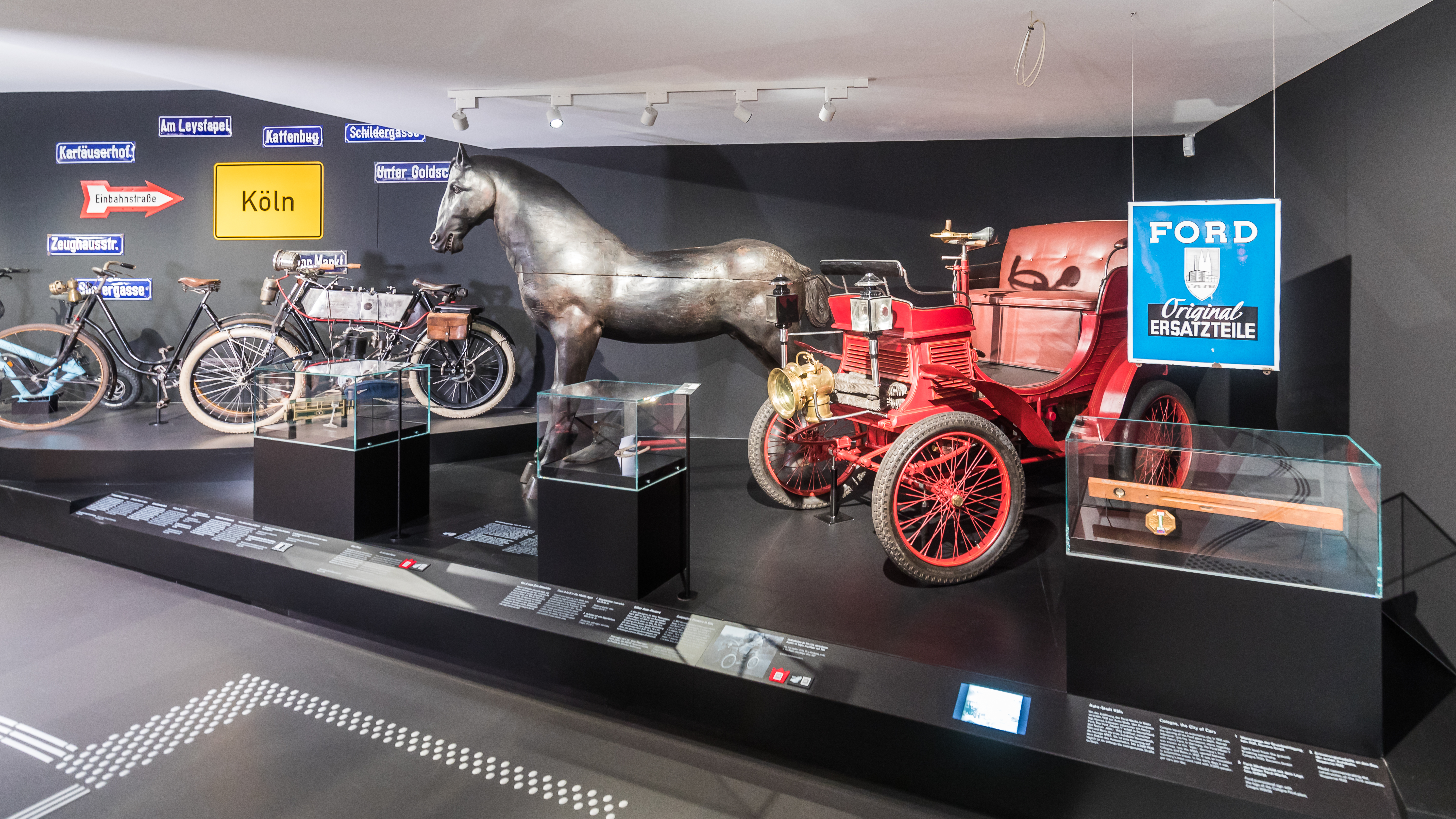
Blick in die Dauerausstellung (2024), mit Zweirädern, dem lebensgroßen Rüstkammerpferd und einem Ford-Motorwagen aus dem Jahr 1902

Logo (seit März 2022)

Das Kölnische Stadtmuseum ist das stadtgeschichtliche Museum der Stadt Köln, das seit März 2024 seinen vorübergehenden Sitz im ehemaligen Modehaus Franz Sauer hat, zentral gelegen zwischen Minoritenkirche, Museum Kolumba und ausgehender Breite Straße.
Zur Sammlung des Kölnischen Stadtmuseums gehören rund 350.000 Objekte vom Mittelalter bis in die Gegenwart. Die Bestände erstrecken sich vom Stadtsiegel aus dem Jahre 1268 über Gemälde und Grafiken, Militaria, Münzen, Textilien, Möbel und Alltagsgegenstände bis hin zu materiellen Zeugnissen aktueller Kölner Ereignisse. Sozial-, wirtschafts- und kulturgeschichtliche Themen der letzten 1200 Jahre können so sowohl am einzelnen Objekt wie auch in thematischer Tiefe erschlossen werden. Mit dem aktuellen Konzept (2024) wird nur ein kleiner Ausschnitt aus der Sammlung öffentlich gezeigt, dieser jedoch epochenübergreifend in den Kontext von Emotionen gestellt, die einen zentralen Bestandteil der Dauerausstellung bilden und gesellschaftliche und historische Fragestellungen anders als gewohnt aufgreifen.
Das Stadtmuseum residierte in seiner über 130-jährigen Geschichte unter wechselnden Namen und in verschiedenen Bauten im Stadtgebiet. Auch der aktuelle Standort ist nur provisorisch, nachdem das seit 1958 genutzte Gebäude des historischen Zeughauses 2017 aufgrund eines Wasserschadens geräumt werden musste und nur noch die anliegende Alte Wache für Sonderausstellungen genutzt werden konnte.
Die jährlichen Besuche lagen am alten Standort mit seinen massiven Einschränkungen zuletzt bei 19.832. Anders als in anderen Städten ist etwa die Hälfte des Museumspublikums in Köln gemeldet, was auch schon als Indiz für die kölsche Heimatverbundenheit interpretiert wurde. Das aktuelle Konzept mit seinem emotionalisierenden Ansatz soll ebenfalls explizit „identitätsstiftend für die Stadtgesellschaft“ sein.

## Geschichte

### Anfänge und Vorgeschichte
Als Universalmuseum existierte zum Ende des 19. Jahrhunderts nur das 1827 gegründete Wallraf-Richartz-Museum, das auf der Sammlung Ferdinand Franz Wallrafs basierte – dieses gilt als ältestes Museum Kölns. Bereits vor dessen Gründung wurden auch im Zeughaus ausgemusterte Waffen und Rüstungen sowie allerlei „Alterthümer“ museal präsentiert. Diese Objekte gelangten über die Sammlung Wallraf ebenfalls in das Wallraf-Richartz-Museum.
Viele auch kleinere Städte gründeten Ende des 19. Jahrhunderts aufgrund wachsenden zivilgesellschaftlichen Engagements historische Museen – darunter Berlin, München und bereits 1874 auch Düsseldorf. Es ging in Zeiten wachsenden bürgerlichen Geschichtsbewusstseins um die Erinnerung an das „alte“ Köln, das in der Zeit der Industrialisierung zu einer modernen Metropole anwuchs, und um die Dokumentation bzw. Bewahrung historischer Bauten und Objekte. Parallel zu den Bestrebungen nach einem historischen Museum entstand auch ein Kunstgewerbemuseum, das nur wenige Wochen vor dem neuen Historischen Museum eröffnete.

### Gründung und erste Jahre

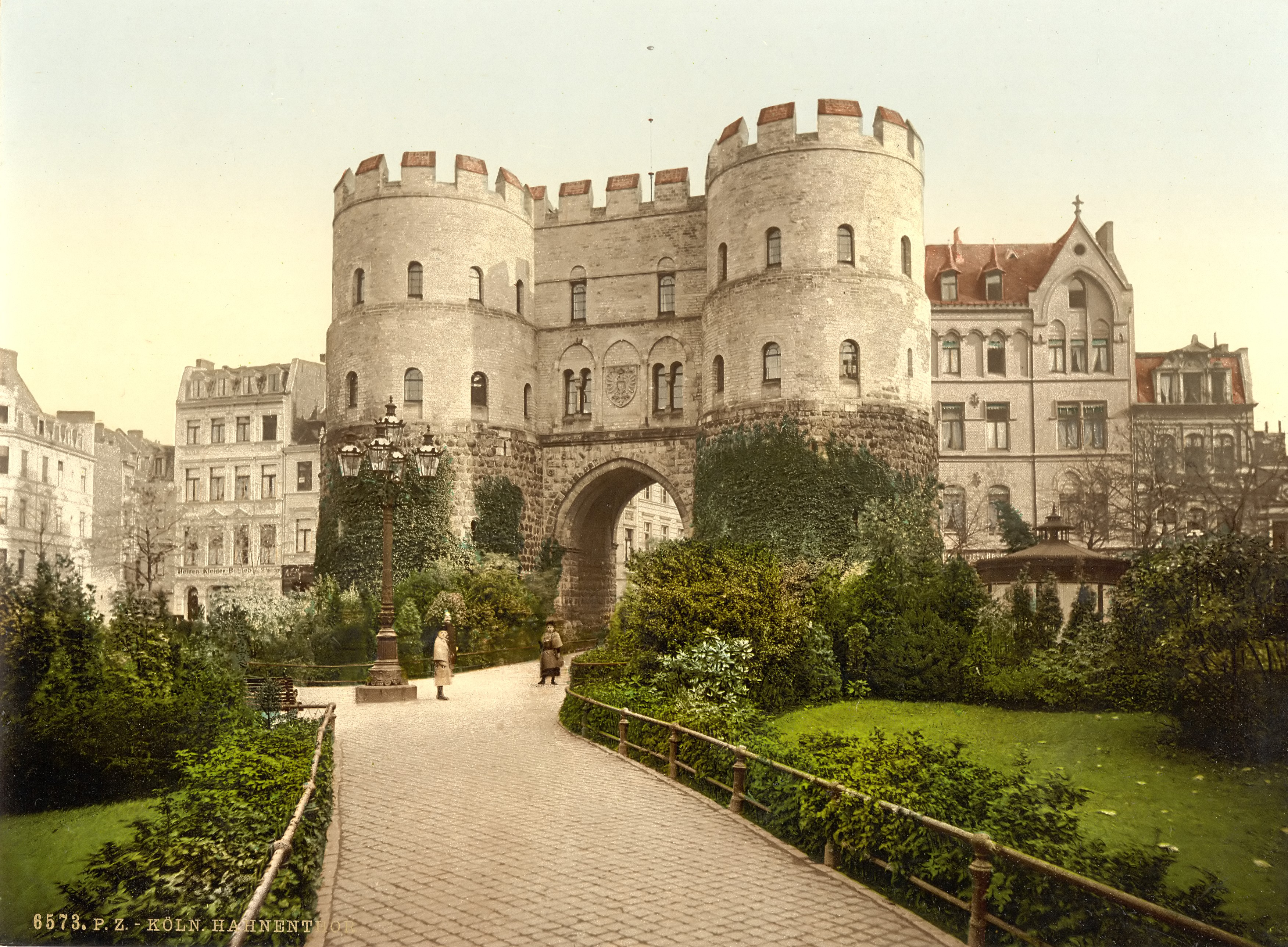
Erster Standort: Hahnentorburg (um 1900)

Als 1888 die Hahnentorburg, Teil der mittelalterlichen Stadtbefestigung, im Rahmen der Stadterweiterung zur Kölner Neustadt saniert worden war, stand die Frage der Verwendung des Gebäudes an. Ein Vorschlag betraf die Aufbewahrung der Modellsammlung des Kölner Doms; durchsetzen konnte sich jedoch der Plan des Archivdirektors Konstantin Höhlbaum, in der Torburg das längst fällige historische Museum einzurichten. Hinzu kam, dass das Wallraf-Richartz-Museum sich stärker auf Gemälde spezialisieren wollte und Teile seiner Sammlung einen neuen Platz brauchten – sowohl kunstgewerbliche als auch eher für das historische Museum geeignete wie etwa eine Münzsammlung. Am 13. Juli beschloss die Stadtverordnetenversammlung die Gründung eines Historischen Museums, das am 14. August 1888 eröffnete.

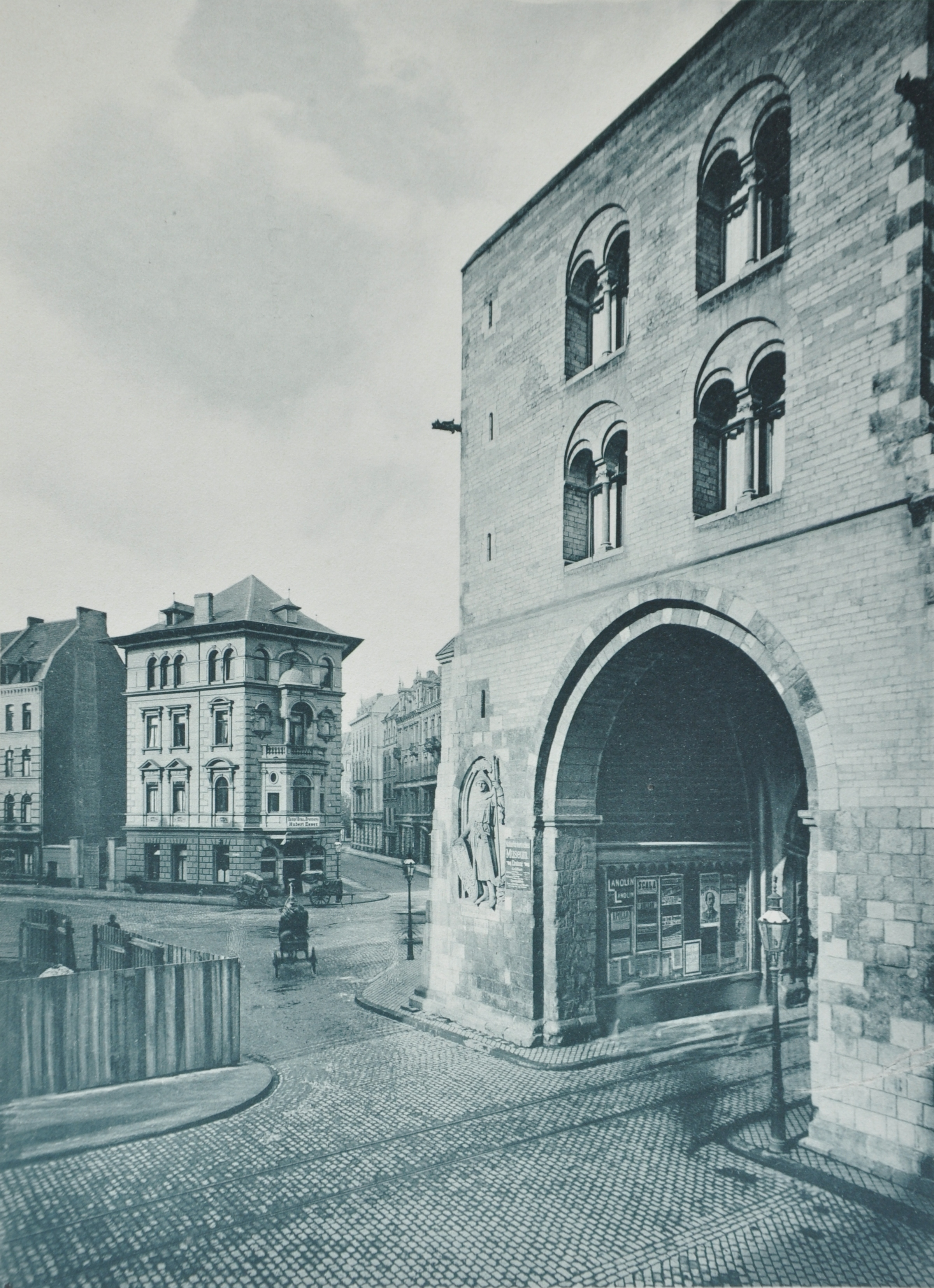
Weiterer Standort: Eigelsteintorburg (1896, hier noch mit Naturhistorischem Museum)

Die Leitung übernahm – nebenberuflich bzw. ehrenamtlich – der Direktor des neuen Kunsthistorischen Museums, Arthur Pabst, bis zu seiner vorzeitigen Pensionierung 1894. Geprägt wurde die Institution jedoch deutlich von seinem Nachfolger Joseph Hansen, der als Archivdirektor ebenfalls in einer Doppelfunktion tätig war und so die Sammlungsbestände und deren innere Zusammenhänge systematisch aufarbeiten konnte – Dokumente und Handschriften im Archiv, „bildliches und figürliches Anschauungsmaterial“ ins Museum. Sein Museumskonzept gilt dem ehemaligen Direktor Mario Kramp als durchaus modern, da er über die lokale Betrachtung Kölns hinaus ging; er betrachtete Forschung, Publikation und Vermittlung gleichermaßen als Aufgabe seiner Institution. Hansen war bis 1924 Direktor und schaffte es beispielsweise 1902, die Eigelsteintorburg als zweiten Standort zu gewinnen. Dies wurde zwar nicht als optimal angesehen, erlaubte jedoch eine etwas größere Dauerausstellung. Da es kein Depot gab, nutzte man die Unterbauten der Vitrinen als Schränke für Münzen und Teile der graphischen Sammlung.
Zwei größere Sonderausstellungen („Alt- und Neu-Cöln“) fanden 1913 und 1914 in den Hallen der Sonderbundausstellung statt. In dieser Zeit  entstand auch das historische Stadtmodell, das bis in die Gegenwart zu den wichtigsten Exponaten der Dauerausstellung zählt. Ein Vorschlag Hansens von 1912, die Bestände in einem größeren Kontext im Zeughaus als zentralen Museumsbau unterzubringen, konnte unter anderem durch den Weltkrieg in den darauffolgenden Jahren nicht verwirklicht werden. Das Historische Museum hatte sich bis zum Ersten Weltkrieg jedoch so etabliert, dass es jährlich konstant rund 20.000 Besuche verzeichnen konnte.

### Rheinisches Museumin Deutz
Anfang 1925 bekam das Historische Museum mit Wilhelm Ewald erstmals einen hauptamtlichen Leiter. Im selben Jahr zog die monumentale Jahrtausendausstellung der Rheinlande in den Deutzer Messehallen 1,3 Millionen Besucher an. Hieraus entstand unter Oberbürgermeister Konrad Adenauer der Plan zu einem Rheinhistorischen bzw. Rheinischen Museum. Dieses sollte ebenfalls auf der rechten Flussseite in der ehemaligen Kaserne der Deutzer Kürassiere eingerichtet werden und Bestände der Jahrtausendausstellung übernehmen.
Der offizielle Beschluss zur Gründung des neuen Museums erfolgte am 1. April 1926 im Kölner Stadtrat. Wilhelm Ewald – der als Direktor bestimmt wurde – legte im selben Jahr ein „überaus ambitioniertes und für seine Zeit progressives Museumskonzept“ vor. Neben einer Schausammlung für die „entwurzelten […] Massen“ betonte das Konzept die Aufgabe des Museums als wissenschaftliche und pädagogische Institution. Zeitlich spannte Ewald den Bogen von der Vorgeschichte bis in die Gegenwart, räumlich über die Grenzen der Rheinprovinz hinaus unter Einbezug der vielfältigen Beziehungen zu den Nachbarregionen. Thematisch sollte in acht Abteilungen neben historischen Darstellungen ein umfassendes Spektrum inklusive Fauna und Flora, Geologie und Geographie abgedeckt werden. Teil des Konzepts waren außerdem das Rheinische Bildarchiv für eine graphische und fotografische Sammlung sowie eine Rheinische Bibliothek. Konrad Adenauer warb bei der Provinzialverwaltung um finanzielle Zuschüsse für das neue Museum, ohne allerdings seinen eigenen Einfluss einzubüßen.
Zunächst wurden die vorgesehenen Räumlichkeiten 1928 jedoch für die PRESSA-Ausstellung genutzt, die sich hauptsächlich auf dem benachbarten Messe-Gelände erstreckte. Hierfür gestaltete der Architekt  Adolf Abel das Gebäude mit zwei klassizistischen, miteinander verbundenen Flügelbauten um. Es bot 10.000 m2 Ausstellungs- und 4.000 m2 Depotfläche.
Parallel entwickelte auch das linksrheinische Historische Museum neue Ausstellungskonzepte, für die das Raumprogramm der beiden Torburgen nicht mehr ausreichte. Bis 1930 wurden die Sammlungsgebiete um die kirchliche und wirtschaftliche Entwicklung der Stadt sowie das öffentliche Leben und die Verwaltung erweitert. Obwohl Ewald Direktor beider Einrichtungen war, plädierte er – anders als andere – für ihre Eigenständigkeit, da das Historische Museum erheblich stärker auf Köln konzentriert sei, als das in einem Regionalmuseum möglich sein könnte.
Man erwog mit dem Historischen Museum also beispielsweise in die Räume des Wallraf-Richartz-Museums zu ziehen, wenn dieses einen Neubau erhalten sollte. Ein von Adenauer gefordertes Konzept für die Neuordnung aller Sammlungen unter Berücksichtigung des Rheinischen Museums zog sich hin – offenbar auch aus Kompetenzgerangel zwischen den Direktoren. Schließlich mussten die für den Ausbau der beiden Museen vorgesehenen Mittel aufgrund der Weltwirtschaftskrise eingespart werden.
Inzwischen waren ein beträchtlicher Teil der Sammlung des Historischen Museums aus der Raumnot heraus in die Deutzer Räume übernommen worden, ebenso wie weite Teile des Personals. Bis zur Vereinigung der beiden Museen war es bald nur ein kleiner Schritt; in der Eigelsteintorburg verblieb nur die kleine selbständige Abteilung „Köln als preußische Garnison und Festung“. Offiziell eröffnet wurde das Rheinische Museum, das auch aus anderen städtischen Häusern Bestände übernahm, im Übrigen nie. Das eigentliche Historische Museum – zunächst noch mit eigenem Budget und Personal – wurde schließlich vom Rheinischen Museum (je nach Lesart) „aufgesogen“ oder darin „versenkt“.

### „Haus der Rheinischen Heimat“ in der NS-Zeit
Trotz Übernahme vielfältiger Sammlungsbestände waren die Räume des Rheinischen Museums nie vollständig eingerichtet worden. Ab 1933 konnten jedoch Teile der Ausstellung sowie mehrere Sonderausstellungen der Öffentlichkeit zugänglich gemacht werden. Das nun in Deutz vereinigte Museum behielt nach der „Machtergreifung“ der Nationalsozialisten seinen Direktor Ewald. Kurz vor der Eröffnung erhielt es den neuen Namen „Haus der Rheinischen Heimat“ und wurde am 21. Mai 1936 unter Anwesenheit von Gauleiter Josef Grohé und Joseph Goebbels (zeitgleich mit dem Reichsautobahnabschnitt Köln–Düsseldorf) eingeweiht.
Auf 6000 Quadratmetern wurden in fünf großen Abteilungen und rund 150 Räumen die Entwicklungen seit dem Jahr 800 im Rheinland beleuchtet. Verzichtet werden musste auf die Vor- und Frühgeschichte, naturräumliche Grundlagen und in der kirchlichen Abteilung auf die Präsentation des Judentums mit seiner „außergewöhnlichen“ Sammlung von Judaica.
Das grundsätzliche Ewaldsche Museumskonzept passte in die nationalsozialistische, völkische Propagandastrategie, wodurch es nach jahrelangem Druck durch Oberbürgermeister Adenauer schließlich „unerwartete Unterstützung“ der neuen Machthaber erhielt – nachdem jener schon im März 1933 aus seinem Amt entlassen worden war. Die von Ewald 1933 geplante Politische Abteilung konnte bis zur Eröffnung nicht realisiert werden; er beschränkte sich zunächst auf die Darstellung der nationalsozialistischen Bewegung in den Rheinlanden, was der nationalsozialistischen Minimalanforderung an ein Heimatmuseum entsprach. Auch diese war jedoch bis zur Eröffnung nicht vollständig. In den Folgejahren wurde die Ausstellung zunehmend politischer und die Museumspolitik opportunistischer, was sich in Propagandaausstellungen wie „Das wehrhafte Deutschland“ (1936), „Volksgemeinschaft – Wehrgemeinschaft“ (1937) niederschlug. Diese Sonderausstellungen waren allerdings nur zum Teil selbst kuratiert, zum größten Teil stellte das Museum lediglich die Räume für Ausstellungsmacher unterschiedlicher Organisationen.
Beatrix Alexander vom Kölnischen Stadtmuseum wies 1992 darauf hin, dass auch in der Dauerausstellung die Darstellung der neueren Geschichte ab 1848 bis zur Rheinlandbesetzung der nationalsozialistischen Geschichtsperspektive folgte. Offenbar blieben in den Folgejahren sowohl Besuchszahlen als auch die geplante Publikationstätigkeit nach der Eröffnung des Museums weit hinter den Zielen und Erwartungen zurück.
1937 wurde das „Haus der Rheinischen Heimat“ auf Anregung von Georges-Henri Rivière, einem führenden französischen Museologen, als eines von drei Institutionen auf der Pariser Weltausstellung 1937 als Vertreter des deutschen Museumswesens ausgewählt. Ewald hatte mit diesem seit Jahren in Verbindung gestanden. Ein Diorama zur politischen und sozialen Entwicklung der Rheinprovinz wurde mit einer Goldmedaille für vorbildliche Konzeption und Didaktik ausgezeichnet.
Mit Beginn des Zweiten Weltkrieges wurden nach und nach einzelne, besonders wertvolle Stücke ausgelagert, ohne die Gesamtausstellung wesentlich zu beeinträchtigen. Ab 1942 schlossen die städtischen Museen ihre Dauerausstellungen, das „Haus der Rheinischen Heimat“ war als letztes noch geöffnet. Eine der letzten Sonderausstellungen vor der kriegsbedingten Schließung zeigte 1943 Werke des Bildhauers Arno Breker. Zu dieser Zeit hatte das Gebäude bereits Schäden durch alliierte Luftangriffe genommen.
Dennoch war zum Kriegsende fast der gesamte bewegliche Bestand des Museums ausgelagert, vieles davon im fränkischen Gräflich Schönborn’schen Schloss Gaibach, zu deren Eigentümern Wilhelm Ewald bereits länger Kontakte pflegte. Er, seine Familie sowie die Beschäftigten des Museums mit ihren Familien lebten über längere Zeiträume dort, so dass im Schloss auch Inventarisierungs- und Restaurierungsarbeiten durchgeführt wurden. Eine langjährige Mitarbeiterin war Edith Meyer-Wurmbach, die über Jahre die eingelagerten Bestände betreute. Ewalds gute Vernetzung sowie seine erneute Doppelrolle als „verantwortlicher Kommissar für die gesamten evakuierten Besitzstände der Stadt Köln“ und Museumsdirektor dürften den Beständen des Museums in Kriegszeiten durchaus genützt haben. Der überwiegende Teil der Bestände wurde über die Kriegsjahre gerettet, allerdings gingen durch Verkäufe oder Tauschaktionen sowie auch durch Metallabgaben für Rüstungszwecke eine Reihe von Objekten verloren. Die genauen Verluste sind nicht mehr präzise belegbar.
Ein bemerkenswertes Detail aus diesem Kapitel des Museums sind die nicht realisierten Pläne für den Bau des monumentalen nationalsozialistischen Gauforums auf 300.000 Quadratmetern Fläche, für das der größte Teil von Köln-Deutz hätte weichen müssen. Das „Haus der Rheinischen Heimat“ und das benachbarte Museum Schnütgen waren in diesen Plänen nicht (mehr) vorgesehen. Daneben gab es auch im Rahmen weitergeführter Diskussionen zur Restrukturierung der Kölner Museumslandschaft Gedankenspiele zu dessen Auflösung oder Aufteilung auf andere Häuser, denen sich Ewald naturgemäß entgegenstemmte.

### Nachkriegszeit –Rheinisches und Historisches Museum
In den unmittelbaren Nachkriegsjahren galt es zunächst, die ausgelagerten Bestände – zum Teil mit Unterstützung des US-Kunstschutzes – zurück nach Köln zu holen. Wilhelm Ewald befand sich bei Kriegsende in Gaibach und verhandelte selbst mit den Besatzungsbehörden. Da die Museumsbauten größtenteils zerstört waren, wurden später Interim-Depots in der Stadt und der näheren Umgebung eingerichtet.
Wilhelm Ewald blieb bis 1950 – jenseits seiner Ruhestandsgrenze – als Direktor im Amt. Er war als einziger Kölner Museumsdirektor nicht in die NSDAP eingetreten und 1945 sofort in seinem Amt bestätigt worden. Eine geschichtswissenschaftliche Untersuchung seiner Rolle über drei Epochen hinweg steht noch aus; die Kulturwissenschaftlerin Karin Hieke nennt in ihrer Dissertation von 2016 Indizien für eine mögliche systemkritische Haltung Ewalds; neben der Parteilosigkeit erwähnt sie die Tatsache, dass er die Judaica-Sammlung vor der Vernichtung bewahrt habe. Als sein Nachfolger wurde 1950 der langjährige Museumsmitarbeiter Franz Brill berufen.
Die erste große historische Ausstellung im Nachkriegsköln – „Köln 1900 Jahre Stadt“ – wurde anlässlich des Jubiläums der Verleihung der Stadtrechte, des Ius Italicum vom 26. Mai bis 22. August 1950 im Staatenhaus der Kölner Messe ausgerichtet. Sie war Teil pompöser Feierlichkeiten, die unter dem Motto „Köln ist wieder da“ die Kölner Identität inszenierte (unter Auslassung der zwölf Jahre von 1933 bis 1945). Ausgerichtet von Wilhelm Ewald und Bruno Kuske, die auch schon die Jahrtausendausstellung 1924 kuratiert hatten, verzeichnete die Ausstellung 250.000 Gäste, allerdings auch ein Defizit von 671.000 DM. Diese Ausstellung verzögerte andererseits auch die vollständige Rückführung der ausgelagerten Bestände nach Deutz, die schließlich erst 1953 abgeschlossen war.
Die nun Rheinisches und Historisches Museum genannte Institution eröffnete am 26. Juni 1953 zunächst in den hergerichteten 14 Räumen auf 1000 Quadratmetern in Deutz und konzentrierte sich konzeptionell wieder vorrangig auf Köln als Metropole des Rheinlands.

### Kölnisches Stadtmuseumim Zeughaus

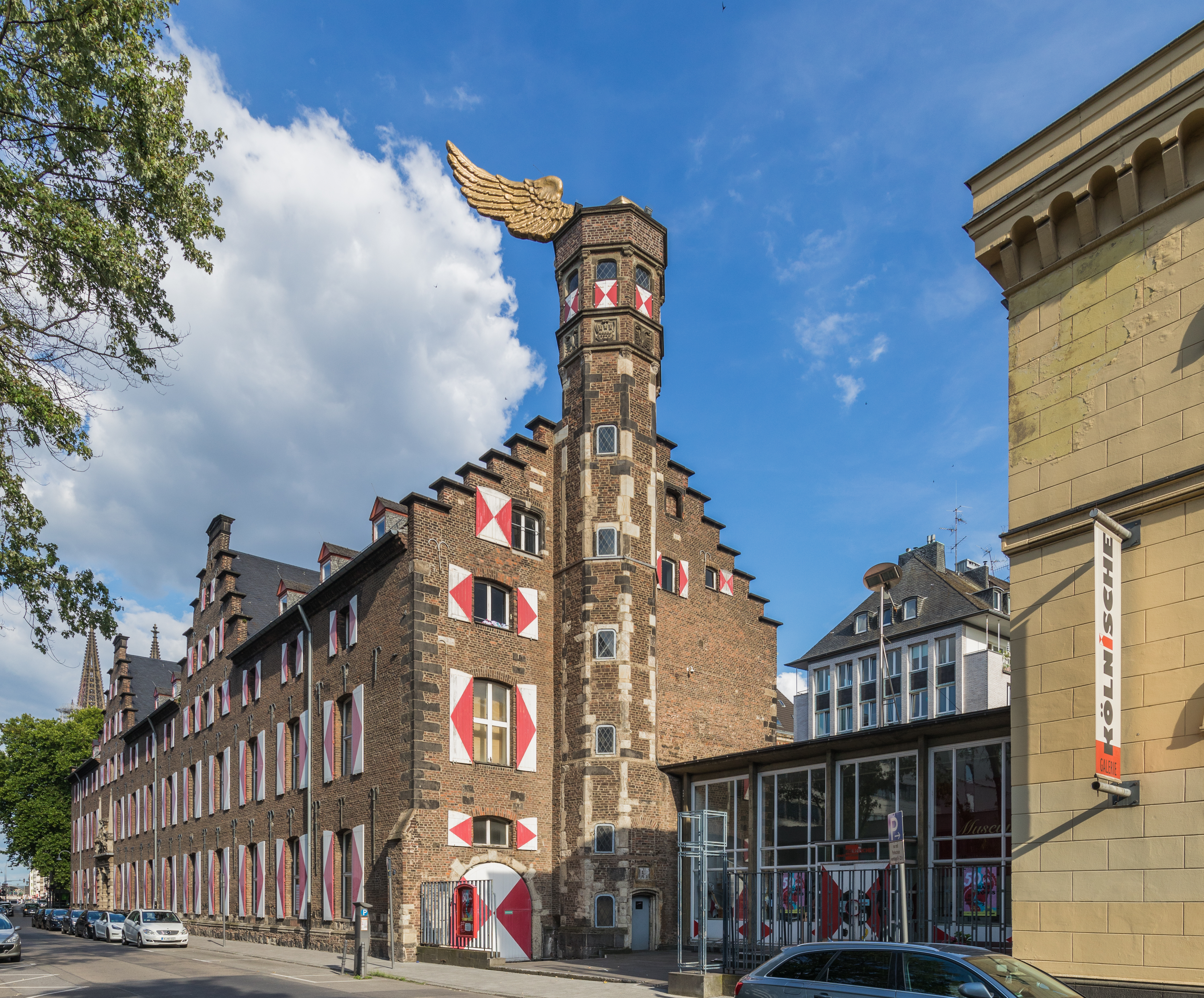
Zeughaus – Nordseite mit Eingangsbereich und dem „Goldenen Vogel“ von HA Schult, im Sommer 2020

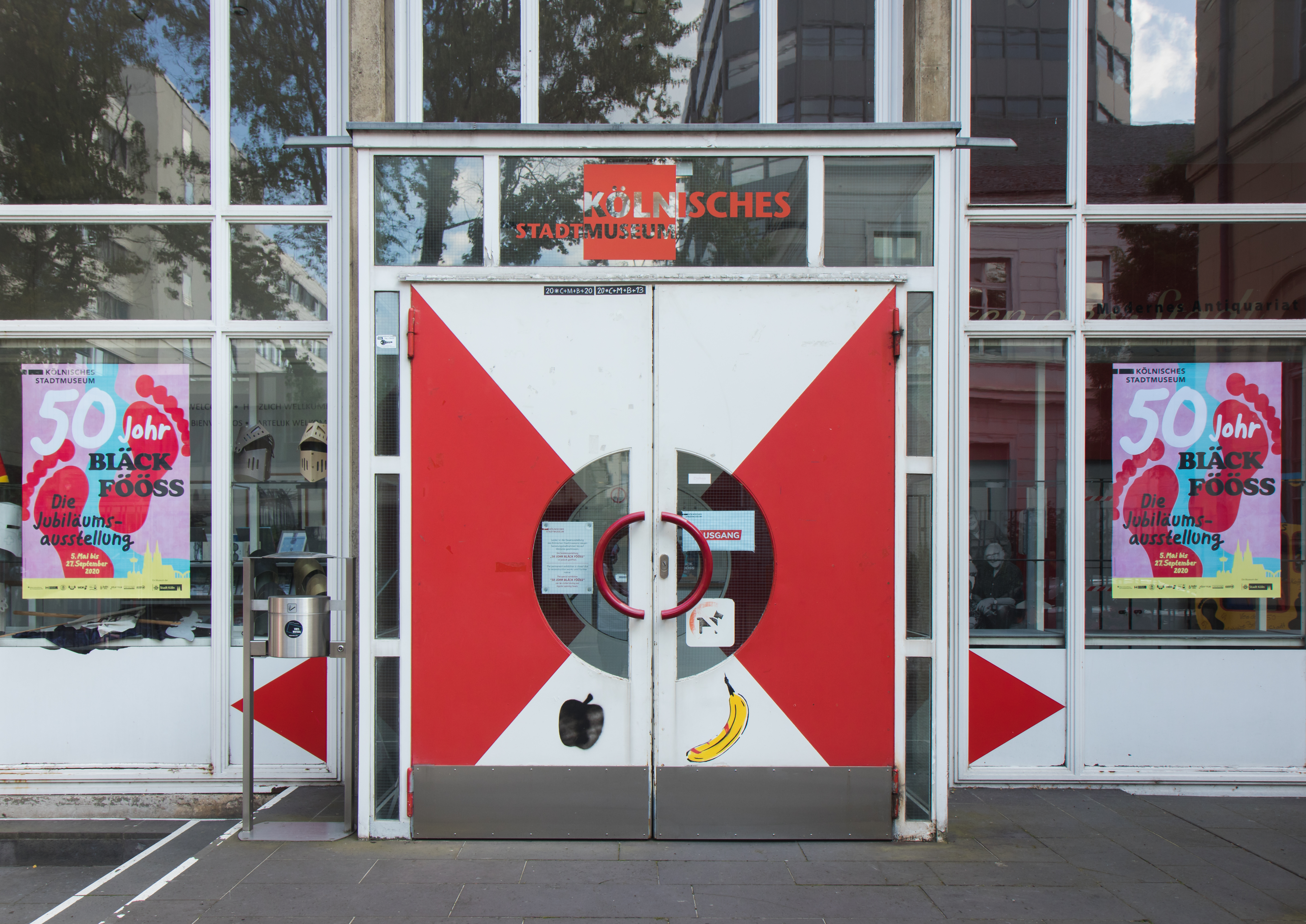
Eingangsbereich mit Bananengraffiti von Thomas Baumgärtel (Foto: 2020)

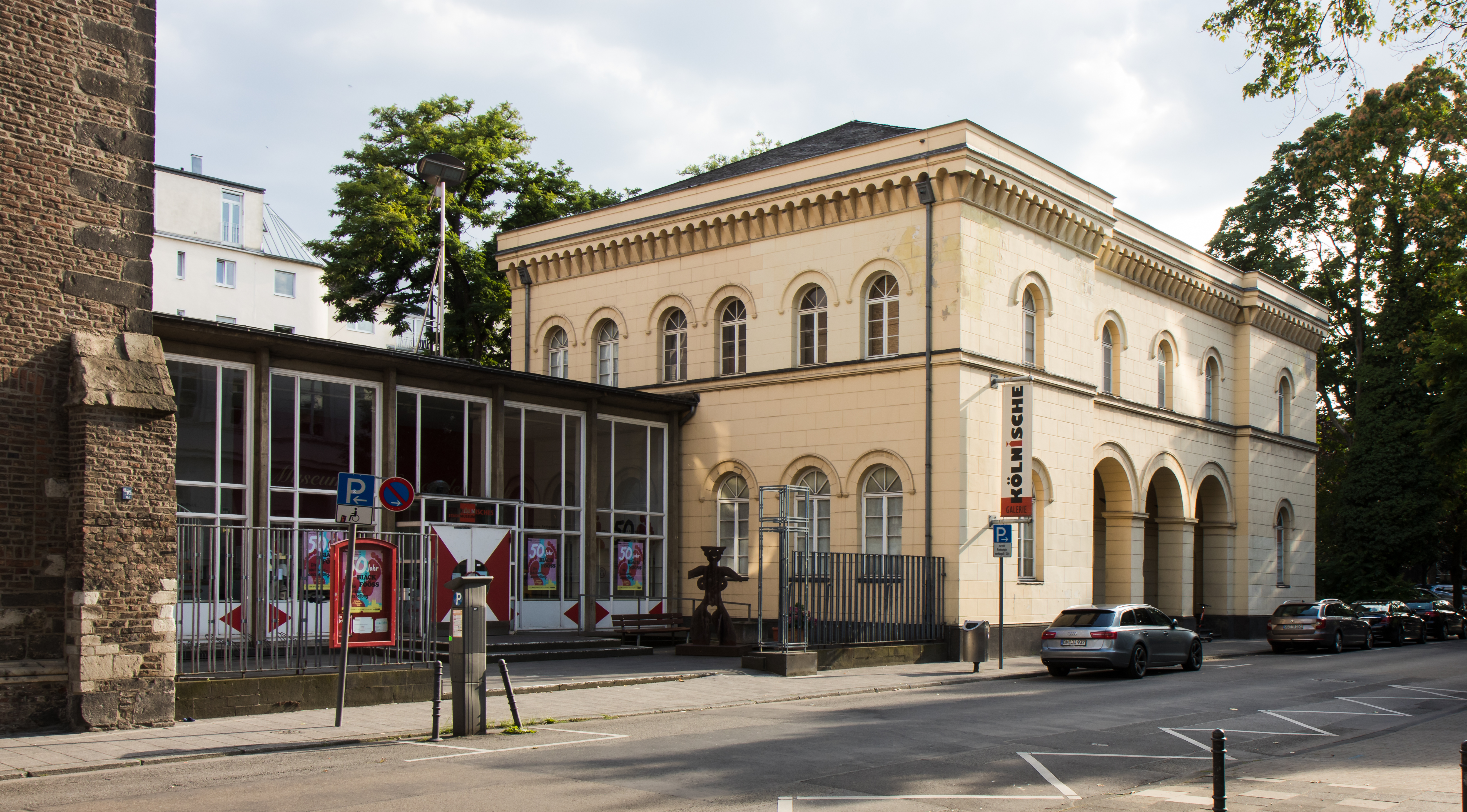
Alte Wache mit Sonderausstellungsflächen (Foto: 2020)

Bestrebungen, mit dem Museum wieder ins linksrheinische Köln zu ziehen, gab es bereits seit Kriegsende. Das hierfür vorgesehene Zeughaus (erbaut 1594–1606) war bis auf Grundmauern und Gewölbebögen ausgebrannt und musste – nachdem es aus Bundeseigentum in städtisches Eigentum übernommen wurde – aufwendig saniert werden. Dies geschah bis 1956 so weit, dass es anlässlich des 77. Katholikentages eine Ausstellung beherbergen konnte. Der Zwischenbau wurde vollständig neu aufgebaut und die sich anschließende Alten Wache saniert; letztere nutzte jedoch ab 1959 zunächst das Römisch-Germanischen Museum. Die Eröffnung des nun erneut umbenannten Kölnischen Stadtmuseums – in der Ausstellungstechnik so „modern […], wie es museal und finanziell vertretbar war“ – wurde am 11. Januar 1958 gefeiert. Es beherbergte neben seinen eigenen Beständen bis 1981 auch noch weiter das Rheinische Bildarchiv.
Franz Brill, der 1965 in den Ruhestand ging, gab dem neuen Standort indes keine große Zukunft, da es den Raumansprüchen nicht genüge. Hinzu kam, dass das Zeughaus schon 1963/64 für die Großausstellung Monumenta Judaica erstmals geräumt werden musste.
Andererseits konnten gegen Mitte der 1970er Jahre die Räumlichkeiten der Alten Wache als Sonderausstellungsfläche mitgenutzt werden, nachdem das Römisch-Germanische Museum seinen Neubau bezogen hatte. Außenstellen wurden 1971 und 1981 mit dem Preußischen Optischen Telegrafen in Flittard (bis 2005) und dem Wehrturm Zündorf eingerichtet. Neuer Direktor ab 1966 war Günther Albrecht, auf dessen Initiative 1968 der Förderverein „Freunde des Kölnischen Stadtmuseums“ gegründet wurde. Nach Albrechts Tod 1974 übernahm Hugo Borger als Generaldirektor der Kölner Museen interimistisch die Leitung, ab 1976 der Archäologe Heiko Steuer.
Eine weitere Schließung erfolgte 1980 für die Tutanchamun-Ausstellung, wonach die Dauerausstellung für fast fünf Jahre für Umbauten und  eine Neukonzeption geschlossen blieb. Konzeptionelle Modernisierungen hatte es bereits seit den 1970ern gegeben; der Umbau nach der Tutanchamun-Ausstellung zog sich jedoch hin, wobei die Situation durch einen (glimpflich verlaufenen) Dachstuhlbrand 1983 noch verschärft wurde. Zugesagte Mittel von 7 Mio. DM wurden gekürzt auf 1 Mio., auf eine Klimaanlage wurde weiterhin verzichtet. Andere notwendige Erweiterungen – etwa der Ausbau der Depotflächen auf einem Hofgut in Bocklemünd – blieben ebenfalls in der Planungsphase stecken.

Erst 1984 wurde der Museumsbetrieb im Zeughaus wieder aufgenommen, wenn auch weiterhin in räumlicher Enge, die konzeptionelle Kompromisse erforderte. Für die nächsten 25 Jahre übernahm Werner Schäfke als Direktor die Leitung. Die von ihm und seinem Vorgänger erarbeitete Museumskonzeption (rückwärtschronologischer Einstieg, Themeninseln) entsprach den aktuellen Standards dieser Zeit. Sie wurde zwar in den folgenden Jahrzehnten punktuell erweitert und ergänzt, etwa Anfang der 1980er um die NS-Zeit, aber nie grundlegend neugeordnet. Schwerpunkte legte man auf die Vermittlungsarbeit, Museumspädagogik und eine Neuinszenierung des historischen Stadtmodells.

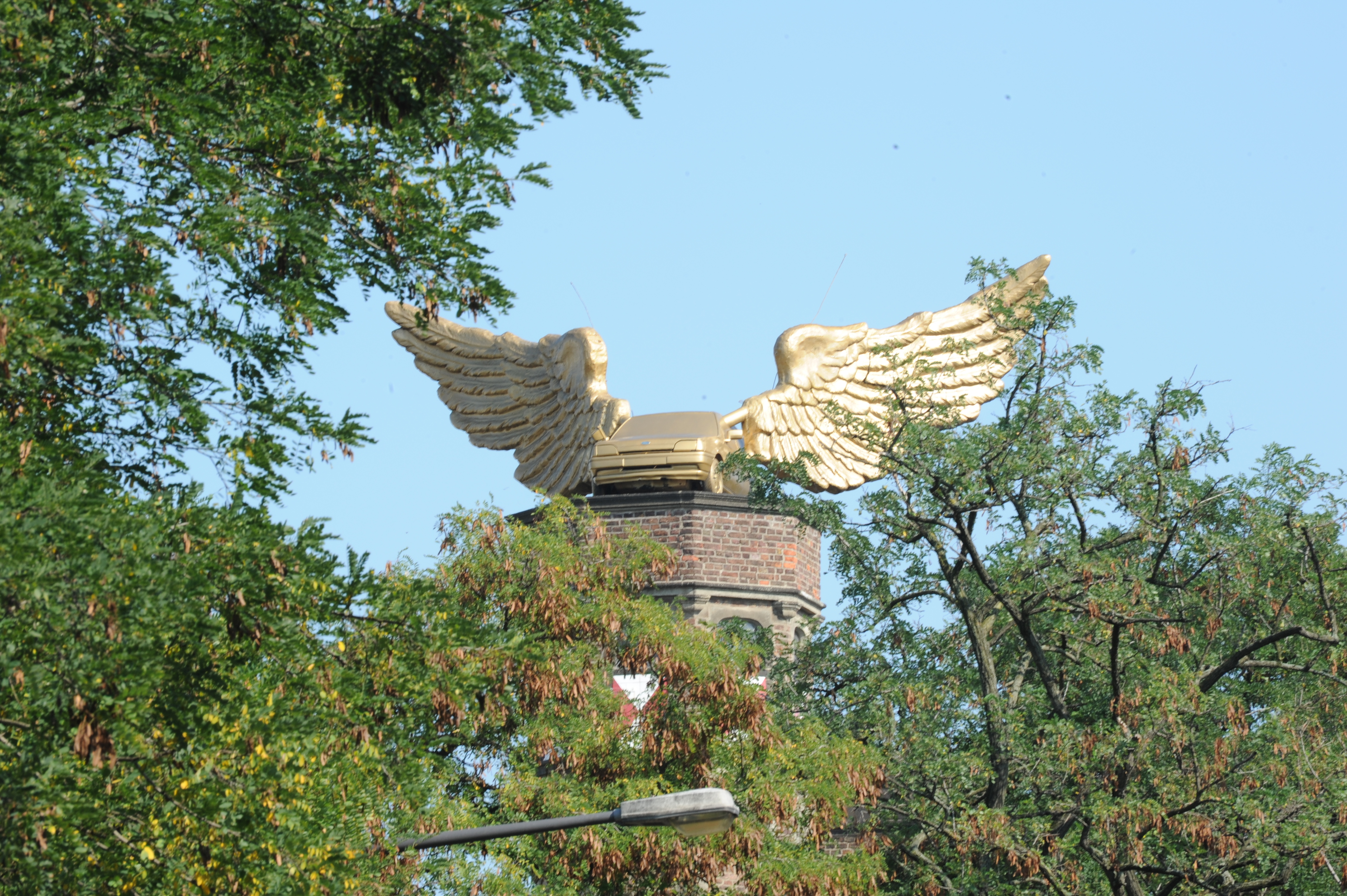
„Flügelauto“ 1991 von HA Schult (Foto: 2011)

Aufsehen erregte 1991 die Installation des „Goldenen Vogels“ (umgangssprachlich: Flügelauto) durch den Künstler HA Schult auf dem Dach des Zeughausturms.
In die Ära Schäfke fielen außerdem große Sonderausstellungen, die damals noch in der Josef-Haubrich-Kunsthalle am Neumarkt stattfinden konnten. Die Ausstellung Der Riss im Himmel – Clemens August und seine Epoche wurde 2000 im Schloss Augustusburg in Brühl präsentiert. Schäfke gab große Bestandskataloge heraus und bearbeitete zusammen mit dem NS-Dokumentationszentrum 1999 das wegen der Wehrmachtsausstellung vieldiskutierte Thema Verbrechen der Wehrmacht.

### 21. Jahrhundert, Planungen für neuen Standort

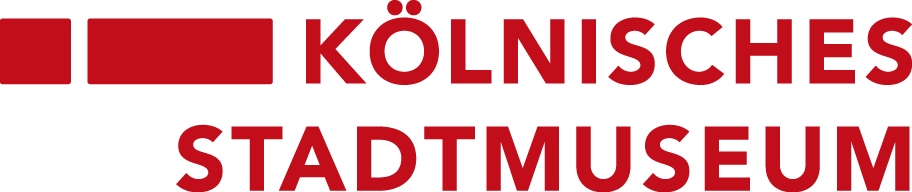
Logo (2012 bis März 2022)

Eine sichtbare „Verjüngung“ erreichte man ab 2007 durch die Erneuerung des Bewachungskonzepts und eine verstärkte Zusammenarbeit mit der Kölner Universität: Bewachung, Information und Service wurde größtenteils in die Hände von Studierenden der Geschichte und Kunstgeschichte gegeben, die so auch inhaltlich – etwa mit Führungen – zur Museumsarbeit beitragen.

Um die räumliche Enge sowie die inzwischen desolaten Zustände in Technik und Bausubstanz zu beenden, wurde ab 2003 am Konzept für eine Sanierung und einen Erweiterungsbau gearbeitet, der auf einem mit dem Land NRW getauschten Nachbargrundstück errichtet werden sollte. Ein Stifterpaar, das hierfür 2003/2004 vom stellvertretenden Direktor Michael Euler-Schmidt gewonnen werden konnte, wollte 5,5 Mio. Euro beitragen und maßgeblich Einfluss auf die Architektur nehmen. Der Konflikt zwischen vergaberechtlichen Vorgaben und den Wünschen des Stifterpaars konnte letztlich jedoch nicht aufgelöst werden, so dass das Angebot 2009 zurückgezogen wurde. Ganz aufgegeben wurden die Pläne auch durch den 2010 neu angetretenen Direktor Mario Kramp nicht; er legte 2011 eine Machbarkeits- und Konzeptstudie vor, die ebenfalls von einem Erweiterungsbau ausging. Noch zwei Jahre später gab es einen Realisierungswettbewerb für Sanierung und Erweiterungsbau. 

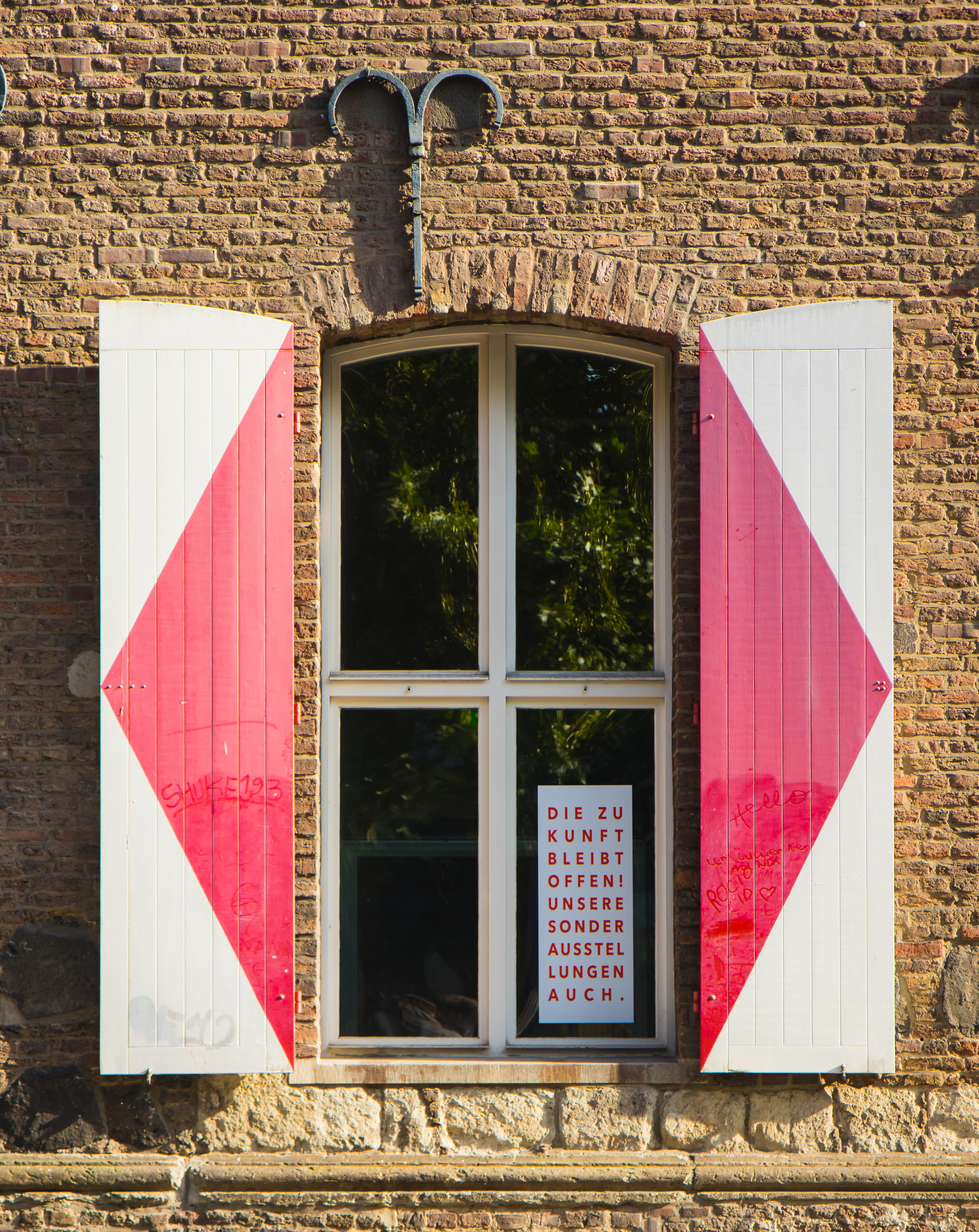
Zustand 2020: Beschränkung auf Sonderausstellungen

Diese Planungen wurden indes zugunsten eines völlig neuen Konzepts verworfen, das Oberbürgermeister Jürgen Roters im März 2014 vorstellte: Nach dem vorgesehenen Abriss des Kurienhauses am Roncalliplatz – einem exponierten Standort an der Südseite des Kölner Doms – sollte hier in Kooperation mit dem Domkapitel ein neuer Gebäudekomplex entstehen, der das Kölnische Stadtmuseum, zusammen mit dem Dombauarchiv, Werkstätten und Verwaltung des Domkapitels aufnehmen sollte. Gleichzeitig mit der Sanierung des benachbarten Römisch-Germanischen Museums, dessen Verwaltungsräume ebenfalls erweitert würden, sollte so eine neue „Historische Mitte“ mit drei Institutionen in der unmittelbaren Innenstadt entstehen. Bei einem europaweit ausgeschriebenen Architekturwettbewerb erreichte der Entwurf des Berliner Architekturbüros von Volker Staab 2016 den ersten Preis. Mit einem überarbeiteten Entwurf werden die Planungen fortgesetzt. Um gemeinsam als Projektträger aufzutreten, gründeten Stadt und Hohe Domkirche im April 2020 eine Gesellschaft. Kurz vor dem geplanten städtischen Baubeschluss im Februar 2024 erklärte der kirchliche Projektpartner jedoch, „die bisherigen Planungen für den Neubau aufgrund der gestiegenen Kosten nicht fortzuführen“. Die Zukunft des Konzepts „Neue Historische Mitte“, des Geländes am Roncalliplatz und damit auch des neuen Museumsstandortes bleibt (Stand Frühjahr 2024) erneut offen.
In der Zwischenzeit eskalierte im Juni 2017 die bereits desolate Situation des Museums, als aufgrund eines Wasserschadens im Obergeschoss die Dauerausstellung auf beiden Etagen vollständig geschlossen werden musste. Die – unbeschädigten – Exponate wurden ausgelagert. Eine Reihe von Sonderausstellungen konnte jedoch noch in der Alten Wache stattfinden.

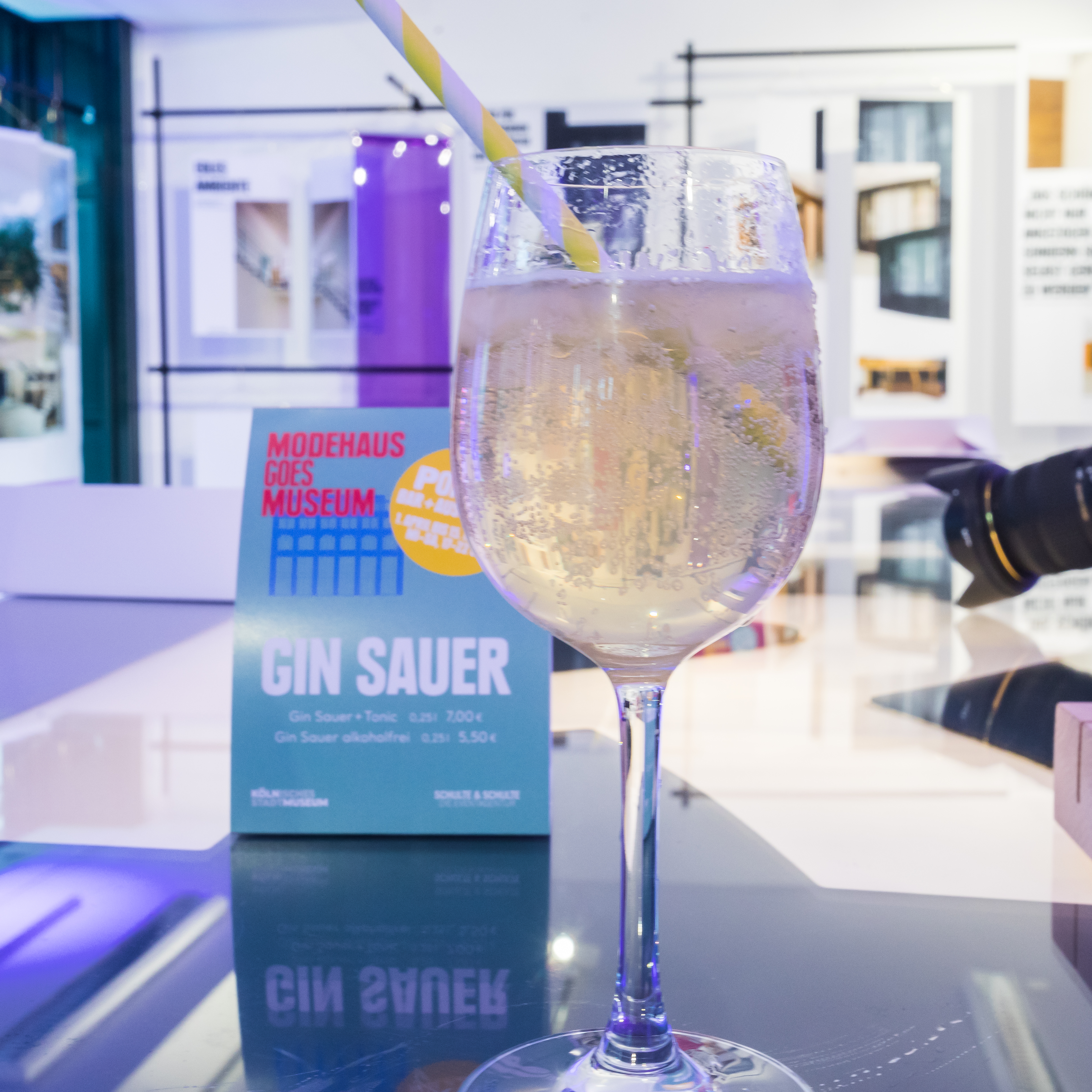
POP-UP! Modehaus goes Museum (2022)

Als Interimsquartier wurde vorerst für zehn Jahre das ehemalige Modehaus Franz Sauer in der Innenstadt angemietet. Das Gebäude sollte dem Museum ab dem dritten Quartal 2021 zur Verfügung stehen und im Herbst 2022 eröffnet werden. Aufgrund der Auswirkungen der Corona-Pandemie und des russischen Überfalls auf die Ukraine auf den Bausektor sowie zu erwartender Lieferengpässe verschob sich der Eröffnungstermin mehrfach. Auch personell gab es Veränderungen: Direktor Mario Kramp zog sich 2022 aus der Leitung des Museums zurück; nach einer durch Silvia Rückert kommissarisch geleiteten Übergangszeit trat der Kunsthistoriker Matthias Hamann, bis dahin Leiter des Museumsdienstes, im September 2023 seine Nachfolge an.
Das kuratorische Team des geschlossenen Museums hielt den Kontakt zum Publikum mit Veranstaltungsformaten wie etwa der „POP-UP-Bar“, die bereits in Teilbereichen des ehemaligen Modehauses stattfanden und den Transformationsprozess unter dem Motto „Modehaus goes Museum“ begleitete. Die Wiedereröffnung des Kölnischen Stadtmuseums wurde am 22. März 2024 gefeiert.

### Standort Innenstadt, „Museum im Modehaus“
Auf den fünf Halbgeschossen des Gebäudes aus den 1980er Jahren, die sich offen um einen zentralen Treppenaufgang gruppieren, verteilt sich die neue Dauerausstellung (siehe Dauerausstellung ab 2024 im Modehaus Sauer).  Mit durchgängig zweisprachigen Tafeln, taktilen Leitsystemen, Audioguides, Braille-Beschriftungen an den Exponaten sowie mit dem Rollstuhl unterfahrbaren Vitrinen versucht man eine größtmögliche Zugänglichkeit zu erreichen.
Für Sonderausstellungen, die sich im Gebäude nicht umsetzen lassen, soll seitens der Stadt Köln eine ausgelagerte Lösung gesucht werden. Stattdessen kann das offen zugängliche Foyer – als so genannter Open Space – für kleinere Wechselausstellungen und insbesondere auch für Projekte von Initiativen und zivilgesellschaftlichen Organisationen der Stadt bespielt werden, um aktuelle Themen zu diskutieren.

## Sammlungsbestand

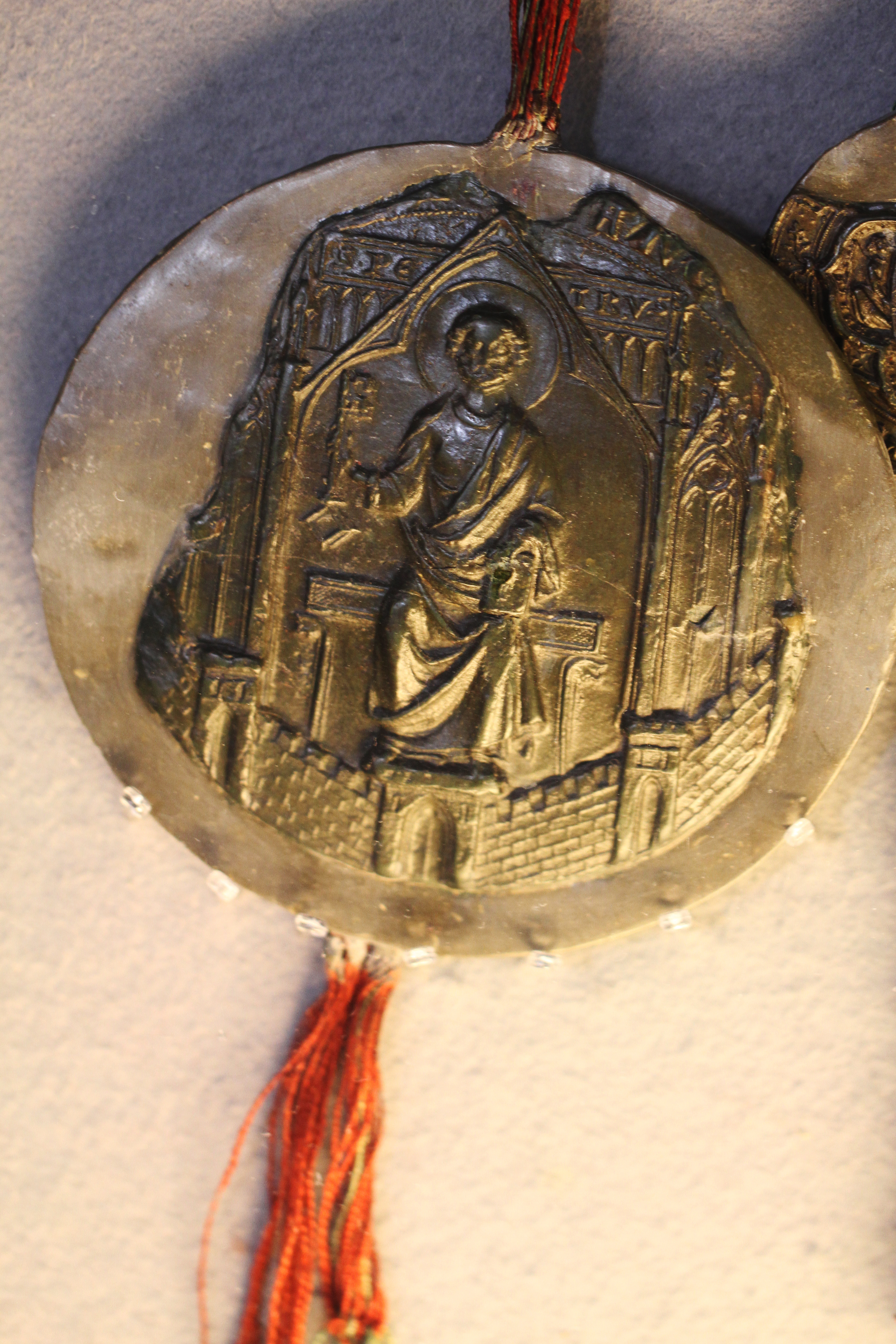
Großes Kölner Stadtsiegel des Verbundbriefes (Inv.-Nr. 1905-64)

Die Erstausstattung des Historischen Museums in der Hahnentorburg ab 1888 bestand zunächst aus der nach der französischen Besetzung erhalten gebliebenen Zeughaussammlung, vor allem alte Waffen und Rüstungen, Waagen und Gewichte. Aus dem Ratsturm und der Stadtbibliothek kamen diverse „Alterthümer“ und Objekte wie etwa Siegelstempel hinzu. Wichtige Objekte kamen als Übernahmen aus dem Stadtarchiv, darunter der Nachlass des erzbischöflichen Siegelbewahrers Hermann von Goch (hingerichtet 1398) und auch die wohl älteste Rote Fahne Deutschlands aus der Revolution von 1848. Schenkungen und Ankäufe erweiterten den Bestand in den Folgejahren. Den Grundstock für die Graphische Sammlung legte der Nachlass von Johann Jakob Merlo, der in den Folgejahren mit rund tausend Stadt- und Rheinlandansichten erweitert wurde. Der Bestand an Münzen wurde durch den Ankauf aus der Sammlung des Frankfurter Numismatikers Paul Joseph und anderen sowie durch Übernahme von archäologischen Funden aus Köln deutlich aufgestockt. Neben diesen Objekten bemühte man sich durch Erwerb entsprechender Gerätschaften um die Einrichtung einer historischen Küche und richtete eine Abteilung zum Kölner Karneval ein.
Nach der Jahrtausendausstellung 1925, die zahlreiche Objekte des Historischen Museums präsentierte, gingen diese zu einem großen Teil in das neue Rheinische Museum in Deutz über, mit dem es schließlich vereinigt wurde. Moderne Ausstellungstechnik wie „instruktive Modelle, Abgüsse [und] Statistiken“ kamen zum Bestand. Aufgrund des auf das Rheinland ausgeweiteten Konzepts des neuen Museums kamen Objekte der bäuerlichen und bürgerlichen Wohnkultur vom Niederrhein bis zum Westerwald hinzu. Neu aufgebaut wurde ab 1925 eine Sammlung von Judaica, die inzwischen (2013) rund 350 Objekte umfasst.

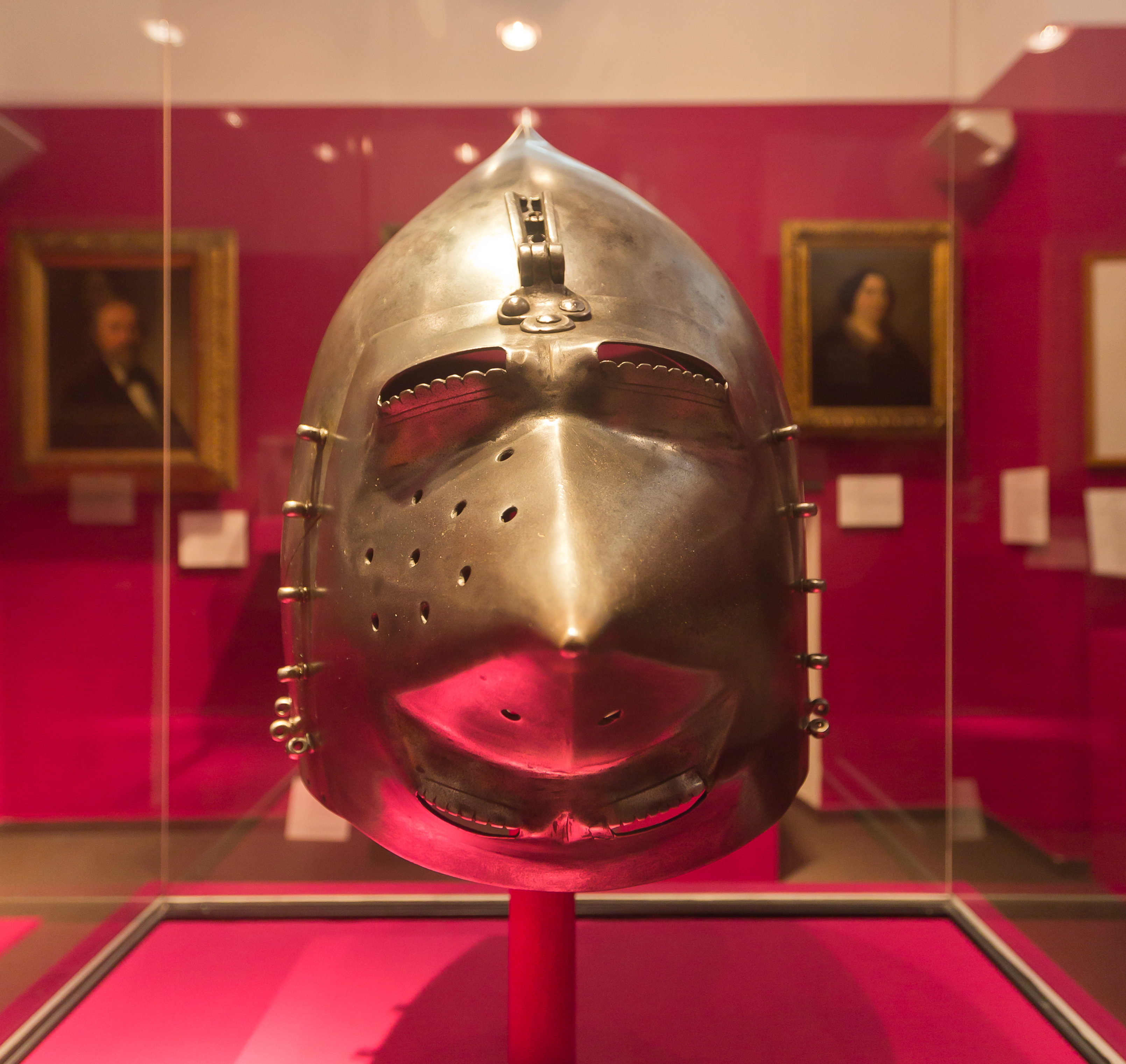
Der Hundsgugel kam 1939 als Ankauf aus Berlin in die Sammlung (Inv.-Nr. RM 1939/183 = W 2)

Während der Zeit des Nationalsozialismus sollte das Haus der Rheinischen Heimat ein „deutsches Volksmuseum im besten Sinne“ und von „nationalpolitischer Bedeutung“ sein. Es zeigte die rheinische Geschichte von den Karolingern bis ins 20. Jahrhundert. Zum Museumsinventar kam eine Reihe von NS-Literatur, darunter mehrere Exemplare von Mein Kampf (auch noch nach 1945) sowie weitere Objekte unterschiedlicher Provenienz, oft im Tausch mit anderen Institutionen.
In der unmittelbaren Nachkriegszeit kam eine kleine Anzahl neuer Objekte auf dem Wege von Schenkungen oder Tausch zum Bestand. Unmittelbar nach der Währungsreform wurde ein Exemplar des Fotobuchs Gesang im Feuerofen mit den Kölner Trümmerfotos von Hermann Claasen erworben. Noch vor dem Umzug ins Zeughaus konnte man 1953 – durchaus kontrovers diskutiert und nach Genehmigung durch Kultur- und Finanzplanausschuss – das umfangreiche Mappenwerk Köln wie es war von August Sander zum Preis von 25.000 DM erwerben.

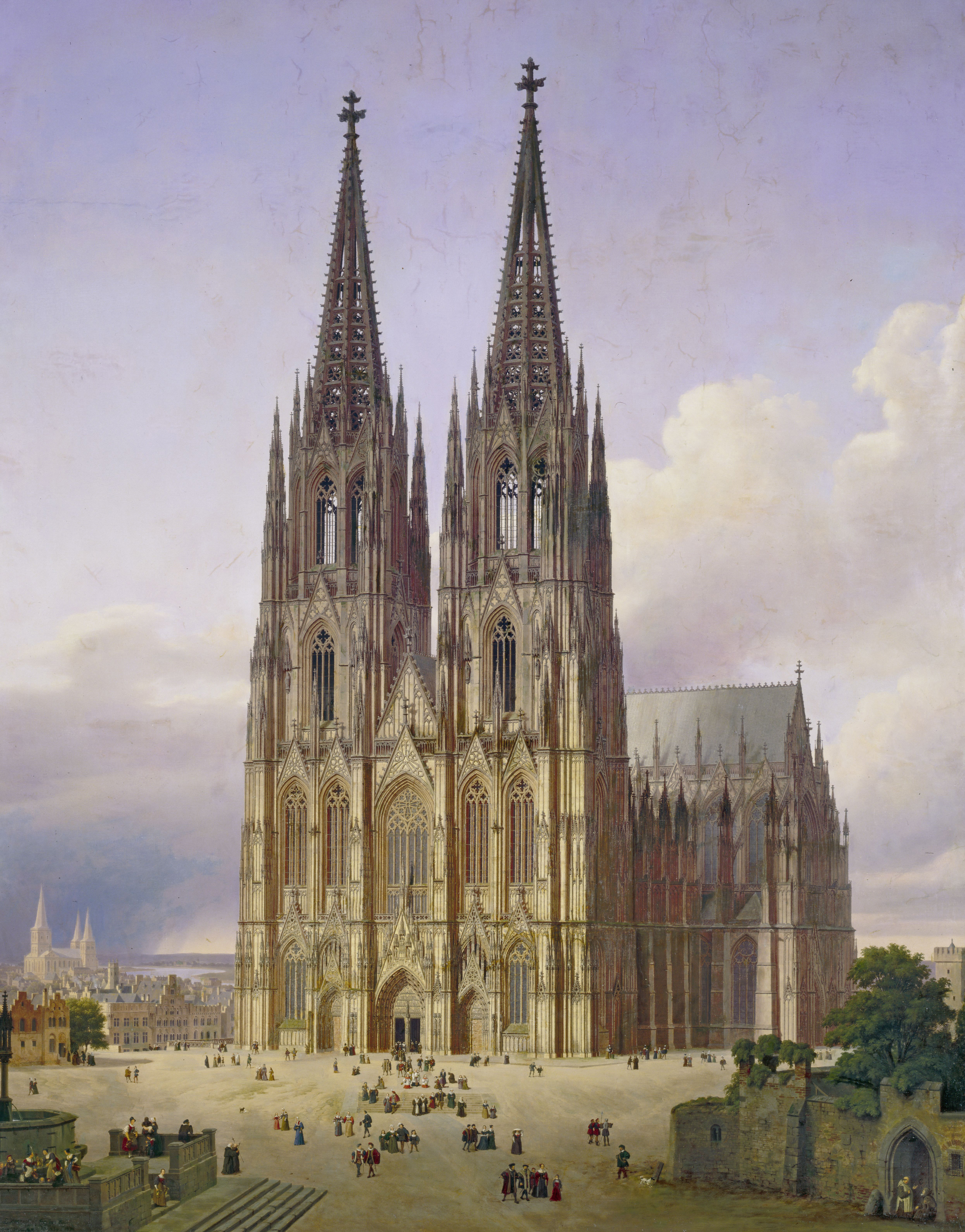
Carl Hasenpflug: Idealansicht des Kölner Doms von Südwesten, 1834/1836 (Inv.-Nr. 1962/73)

Ausgebaut wurde in den Folgejahren die graphische Sammlung mit weit über tausend Blatt von Roland Anheisser, Theo Blum, Walter Wegener sowie Carl Determeyer. Hinzu kamen u. a. Gemälde von Bartholomäus Bruyn dem Jüngeren, Cornelius Springer und Carl Hasenpflug.
Ein erstes, die drohende Shoah betreffende Objekt des Kölnischen Stadtmuseums gelangte 1965 als Geschenk in die Sammlung: eine kleine Tefillin-Kapsel, die am 10. November 1938 – einen Tag nach der Reichspogromnacht – in der zerstörten Synagoge an der Glockengasse gefunden worden war. Als Sammlungsschwerpunkt wurde die NS-Zeit dann seit den frühen 1980ern einbezogen.

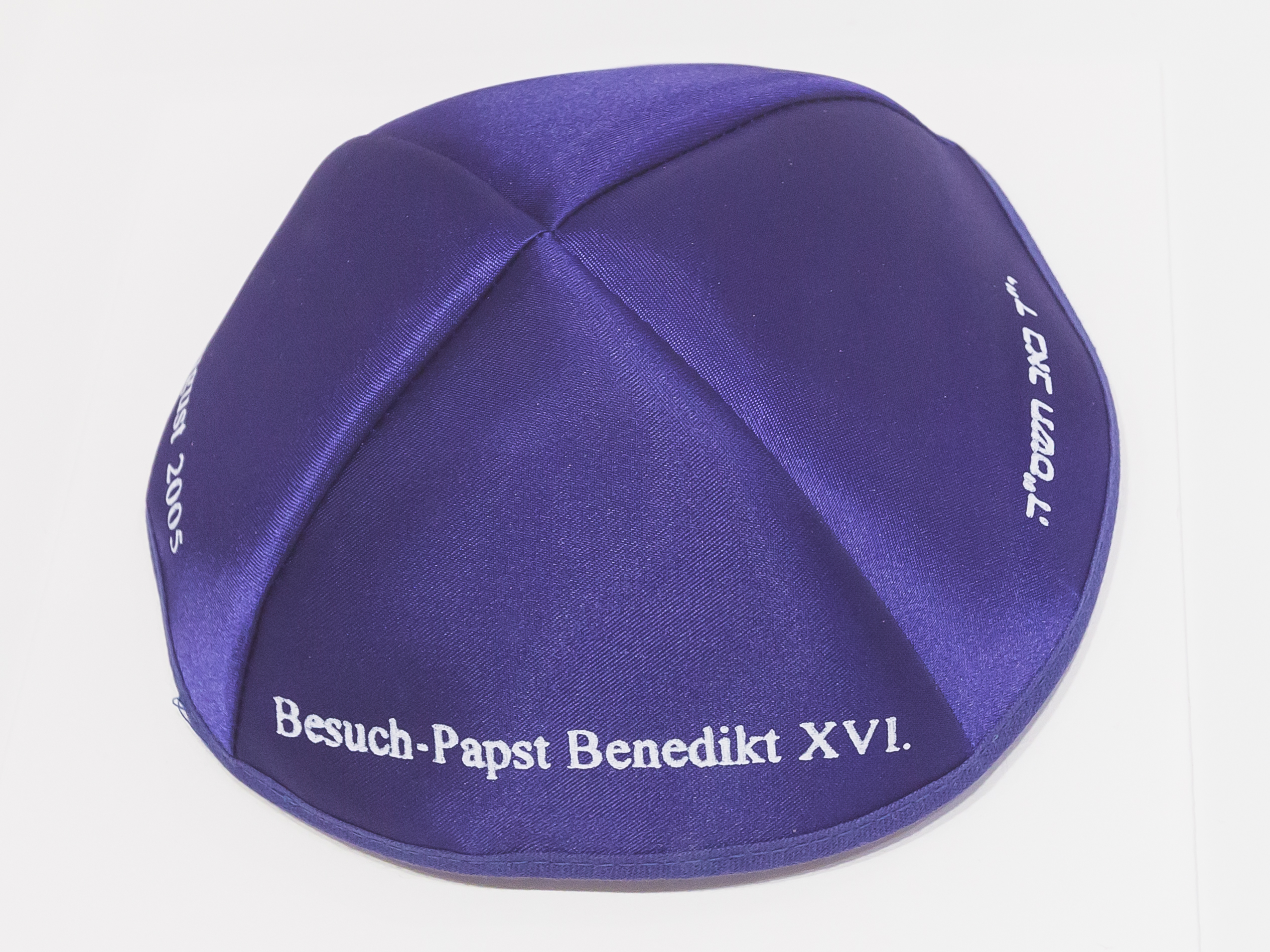
Kippa „Besuch Papst Benedikt XVI. 19. August 2005“ (Inv.-Nr. 2005/168)

Weitere Objekte sind das historische Kölner Ratssilber, Textilien, und seit 1985 auch verstärkt aktuelle und zeitgenössische Kunst, etwa ein Gemälde des Kölner Doms von Andy Warhol. Außerdem füllte man Lücken im Bereich Alltagsgeschichte und Alltagsleben, näherte sich dem Thema Migration und damit zunehmend der Gegenwart, aus dessen Alltagskultur regelmäßig Objekte in die Sammlung übernommen werden. Beispiele hierfür sind eine bedruckte Kippa vom Besuch des Papstes Benedikt XVI. in der Kölner Synagogengemeinde 2005, eine Deutschlandfahne von der Fußball-WM 2006 oder Kostüme aus den Kölner Studios der Fernsehserie Lindenstraße. Ebenso finden sich jedoch auch Zeugnisse gravierenderer Ereignisse aus der jüngeren Vergangenheit Kölns: eine Fahne vom Wahlkampfstand, an dem das Attentat auf Henriette Reker verübt wurde, das Notizbuch eines Geflüchteten aus Syrien mit Plänen für den Wiederaufbau seines Hauses, und schließlich eine Mund-Nasen-Maske, die während der COVID-19-Pandemie im Kölner Stadtrat getragen wurde.

## Ausstellung

### Dauerausstellung

#### Zeughaus (bis 2017)
Die Präsentation der Exponate war bereits am alten Standort Zeughaus nicht chronologisch, sondern überwiegend thematisch (so genannte „Themeninseln“) gegliedert. Von Beginn an mussten aus Platzgründen Kompromisse gemacht werden. Die Ära der Dauerausstellung endete schließlich mit dem Wasserschaden 2017, der das Zeughaus unbenutzbar machte.

#### Modehaus Sauer (ab 2024)

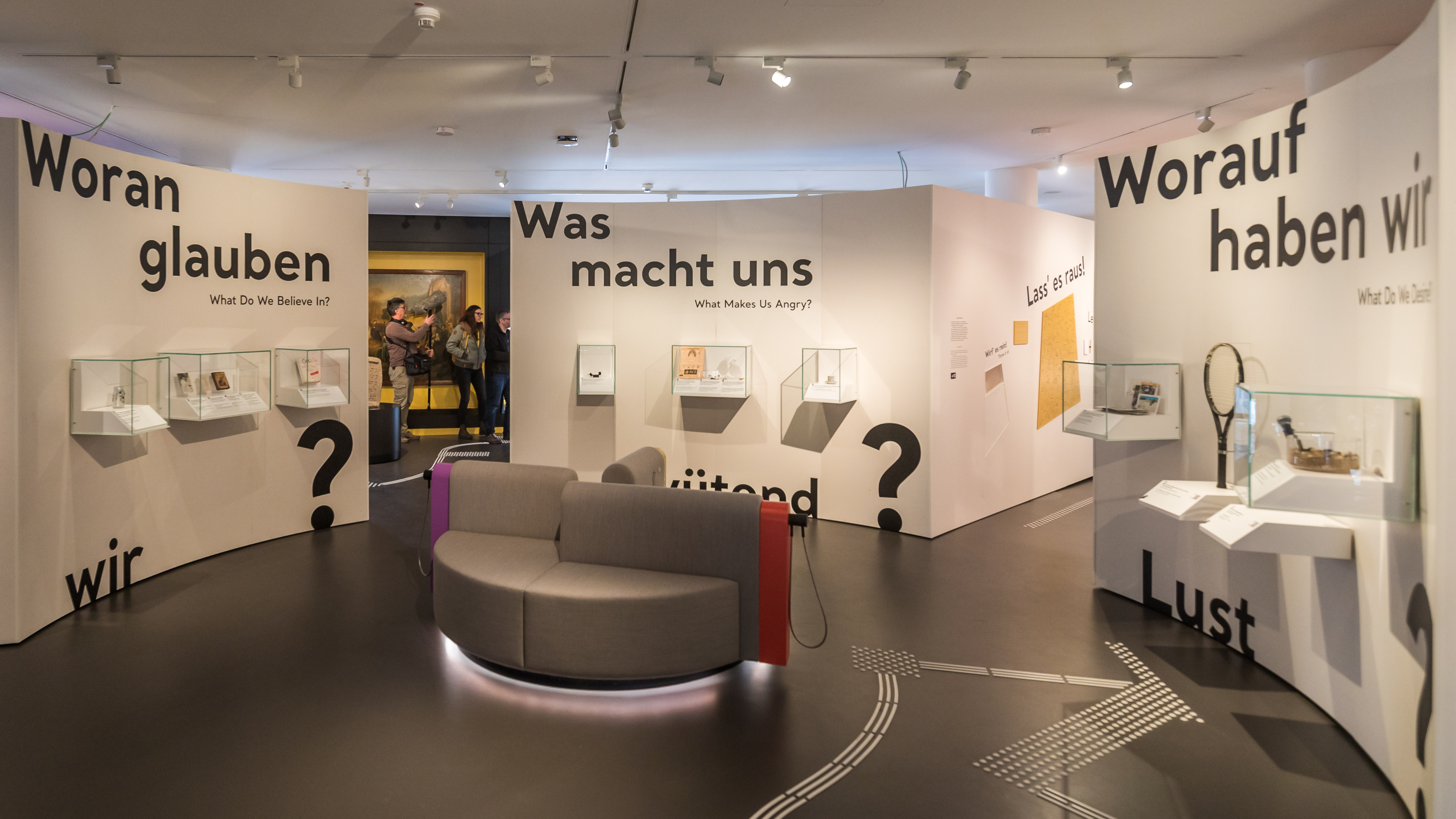
Drei der zentralen Fragenräume (2024)

Konzeptionell mussten aufgrund der ungewöhnlichen und stark begrenzten Raumsituation auf 750 Quadratmetern neue Wege eingeschlagen werden. Von den über 350.000 Objekten der Sammlung können nur etwa 700 gezeigt werden. Statt einer klassischen chronologischen Geschichtserzählung wählte man einen emotionalisierten Ansatz, indem epochenübergreifend Zusammenhänge hergestellt und „spannende Geschichten“ erzählt werden.

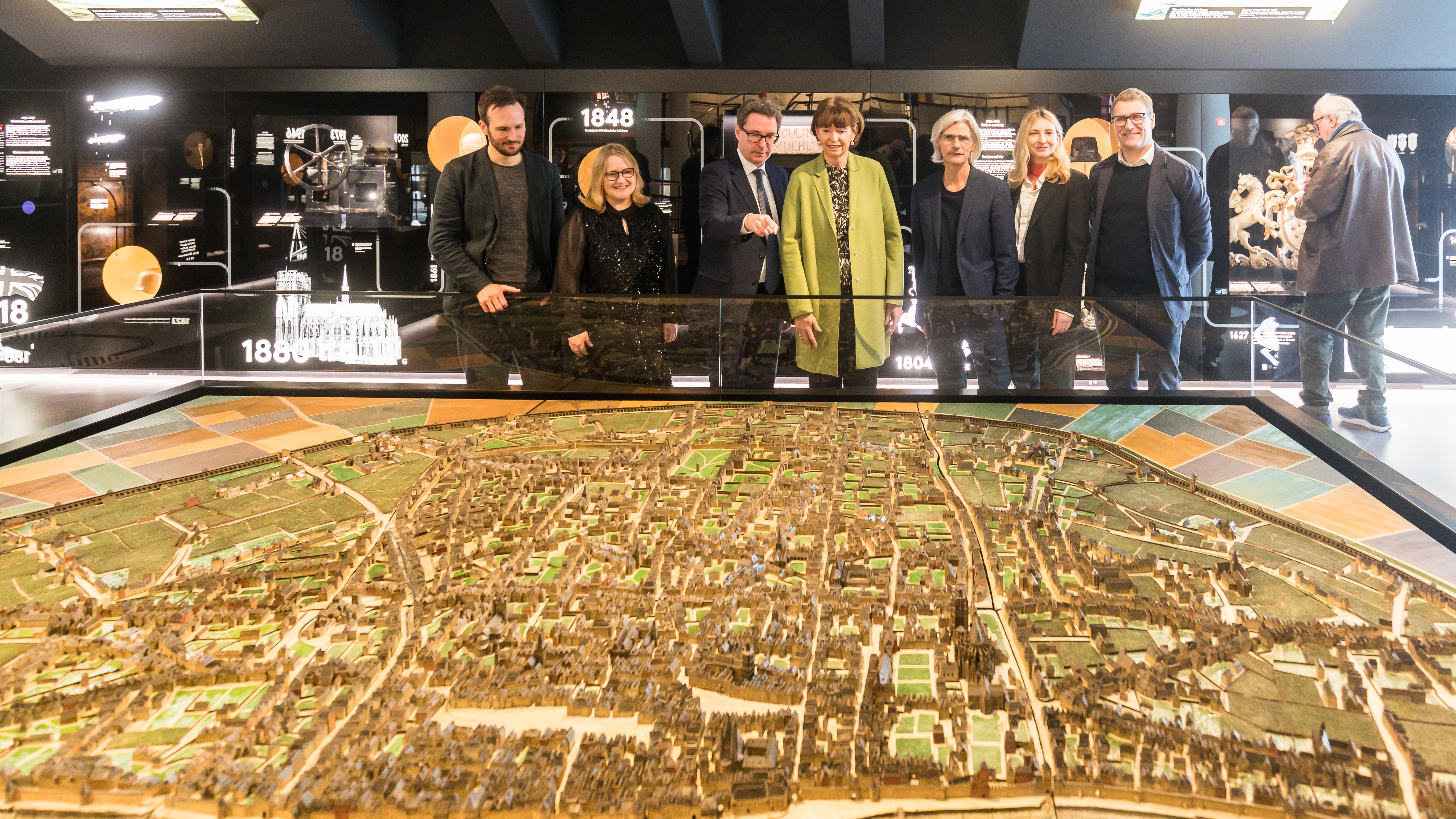
Stadtmodell im „Raum der Stadtgeschichte“ (2024)

Zentrale Exponate finden sich mit dem Stadtsiegel von 1269, dem Verbundbrief von 1396 und dem Stadtmodell im „Raum der Stadtgeschichte“ in dem sich die Kölner Historie im Schnelldurchlauf („Köln in 30 Minuten“) erschließen lässt, unterstützt von Augmented-Reality-Methoden. Eine Reminiszenz an das ehemalige Modehaus findet sich unter anderem in den Wandvitrinen, die unter anderem Kopfbedeckungen verschiedener Epochen enthalten.
Kern der Ausstellung sind die acht epochenübergreifenden „Frageräume“, die sich auf drei Halbetagen um Emotionen und Mentalität drehen. Fragestellungen wie „Was lieben wir?“, „Wovor haben wir Angst?“ oder „Was macht uns wütend?“ fordern mit der Gegenüberstellung sehr unterschiedlicher Objekte zur eigenen Reflexion auf. Partizipative Elemente, die in der Konzeptionsphase im Dialog mit Teilen der Stadtgesellschaft entstanden sind, zeigen individuelle Geschichten und Erinnerungsstücke, die sich mit den jeweiligen Fragen beschäftigen. Dabei spielen Migrationsgeschichten und Diversität an vielen Stellen eine wichtige Rolle.

### Barrierefreiheit und Inklusion
Das Haus und die Ausstellung sind in einem sehr großen Maße barrierefrei und damit für Inklusion in Museen wegweisend. Bereits die Ausstellungskonzeption wurde mithilfe eines Inklusionsberaters unter Berücksichtigung von zugänglichen Aspekten der Gestaltung erstellt. Dazu gehören neben schwellenlosen Flächen und Aufzügen auch die weitreichende Ausstattung mit Braille (Punktschrift) und zahlreiche taktile Exponate und Grafiken für blinde Besuchende. Dort wurden jeweils auch Canesitter für Blindenstöcke und Gehstöcke verbaut. Durch alle Bereiche des Hauses führt ein für Langstock-Nutzende taktil und für Sehende optisch nutzbares Bodenleitsystem. Alle Texte sind weitgehend einfach verständlich gehalten und in großer kontrastreicher Schrift zu lesen. Als zweite Sprache neben Deutsch wurde Englisch verwendet. Als dritte Sprache ist im Multimediaguide eine Spur für Nutzende der Gebärdensprache enthalten. Für Höreingeschränkte werden mobile Induktionsschleifen vorgehalten. Der Multimediaguide enthält auch ausführliche Beschreibungen für blinde Besuchende. 

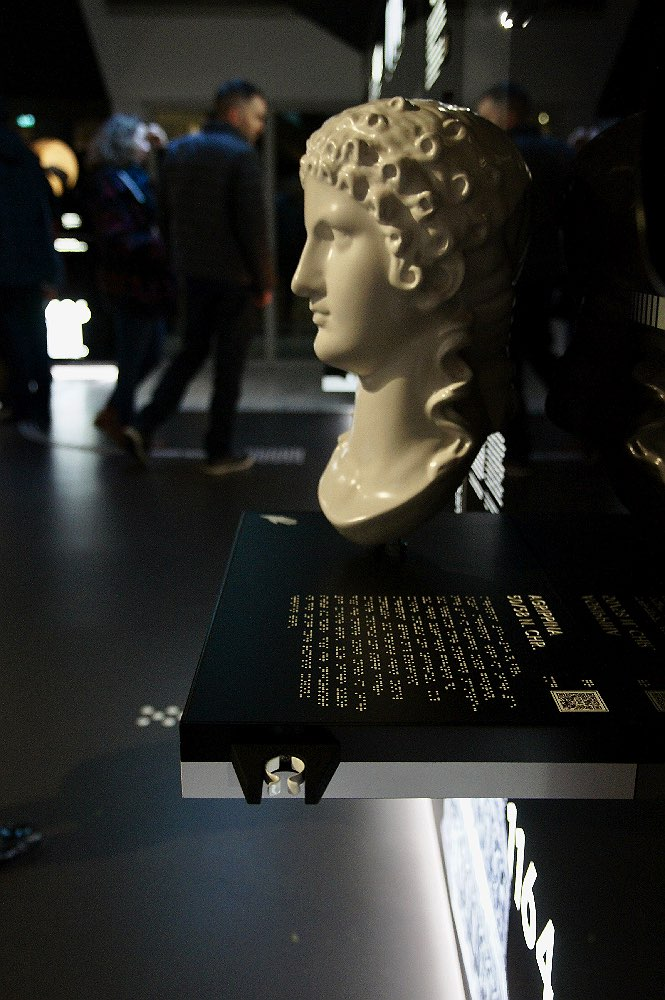
Das Modell der Agrippina-Büste im Kölnischen Stadtmuseum mit Brailleschrift und Canesitter.

### Sonderausstellungen
Zuweilen wurden im Zeughaus auch Leihgaben anderer Museen gezeigt, so etwa während der Tut Ench Amun-Ausstellung zwischen dem 21. Juni und dem 19. Oktober 1980 mit einem Besuchsrekord von 1,3 Millionen. Besonders publikumsstarke Ausstellungen fanden auch außerhalb des Hauses statt, so Der Name der Freiheit 1988 in der Kunsthalle, Die Kölner Kartause um 1500 im Jahr 1991 in der ehemaligen Kartause und Der Riss im Himmel – Clemens August und seine Epoche 2000 im Schloss Brühl. Die Jubiläumsausstellung „50 Jahre Höhner“ wurde 2022/2023 im Maritim-Hotel am Heumarkt gezeigt.

- 27. September bis 24. November 2024: Sammel-Leidenschaft – Wallraf für Köln
- bis 4. August 2024: Fokusausstellung im Eingangsbereich: Der Ball ist bunt! Blicke auf den migrantischen Fußball in Köln
- 2. Juni bis 30. Juli 2023: im Museum für Angewandte Kunst Köln: Karneval in Köln. Wie alles begann
- 2. September 2022 bis 5. November 2022: Bar-Ausstellung Dä Dejool kütt! Adenauer und de Gaulle in Köln 1962; Kurator Mario Kramp
- 31. August 2022 bis 12. Februar 2023: im Maritim-Hotel Köln 50 Jahre Höhner. Die Jubiläumsausstellung
- 7. November 2020 bis 27. Juni 2021 verlängert: Köln 1945. Alltag in Trümmern
- 5. Mai bis 27. September 2020: 50 Johr Bläck Fööss: Die Jubiläumsausstellung im Kölnischen Stadtmuseum
- 2010: Von Marlar und der Schönen Marie. 150 Jahre Kölner Zoo (29. Mai bis 29. August)
- 2010: Köln 13 Uhr 58. Geborgene Schätze aus dem Historischen Archiv (3. Oktober bis 21. November)
- 2010/2011: Der kolossale Geselle. Ansichten des Kölner Doms bis 1842 (10. Dezember 2010 bis 5. März 2011)
- 2011: Made in Cologne – Kölner Marken für die Welt. Vom 11. Juni bis 11. September 2011 International bekannte Kölner Marken und ihre Geschichte.
- 2011/12: Der Waidmarkt, drunter und drüber (8. Oktober bis 18. Februar 2012)

Zur Sache Schätzchen! Raritäten aus dem Depot
Vom 17. März bis zum 10. Juni 2012 zeigte das Kölnische Stadtmuseum erstmals Objekte aus seinem Depot, das 3.900 m² umfasst. Für die Ausstellung wurde teilweise die spezifische Atmosphäre eines Museumsdepots geschaffen, unter anderem mithilfe von Stahlregalen und einem aus Holz und Pappe nachgebildeten Tresor.
Gezeigt wurden über 150 Exponate der Kölner Geschichte vom 16. Jahrhundert bis heute. Gegenstände, die Casanova, Jan von Werth oder Wolfgang Niedecken besessen haben; Figurinen und Kostüme, eine Klingelpütz-Zellentür und eine Hakenkreuzfahne, die vermutlich im Kölner Dom hing. Dazu wurden Geschichten von Gegenständen erzählt: die einer gezimmerten Seifenkiste, die des zehnjährigen Jungen, der im elterlichen Garten eine verrostete Pistole aus dem Ersten Weltkrieg fand. Oder die des Kölner Astronauten Reinhold Ewald von seinem Raumhandschuh bei der MIR-Mission 1997.
Die Ausstellung wurde kuratiert vom stellvertretenden Direktor Michael Euler-Schmidt. Der Kölner Fotograf Boris Becker begleitete die Ausstellung mit einer eigens dafür geschaffenen Edition.

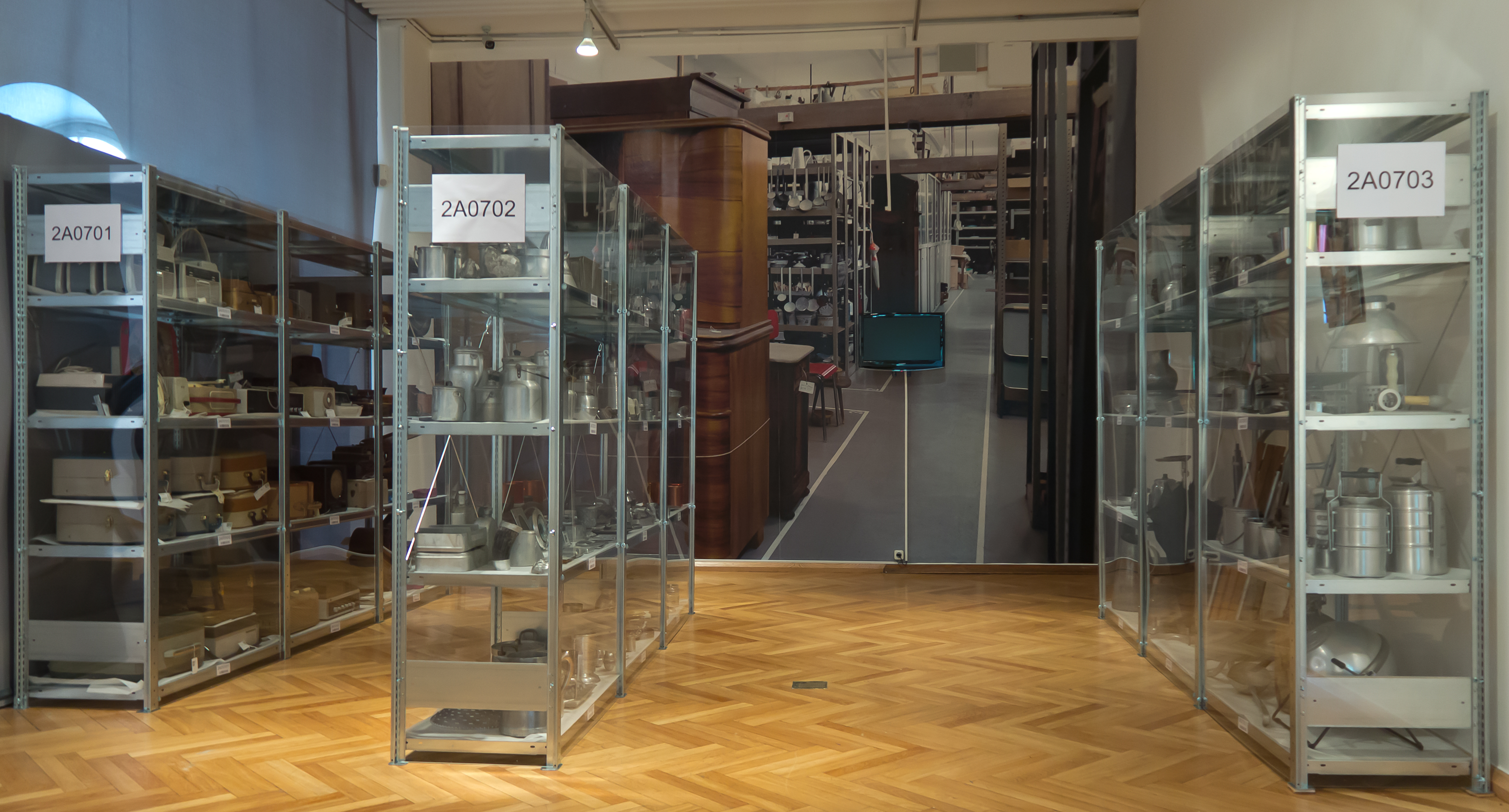
Depotregale
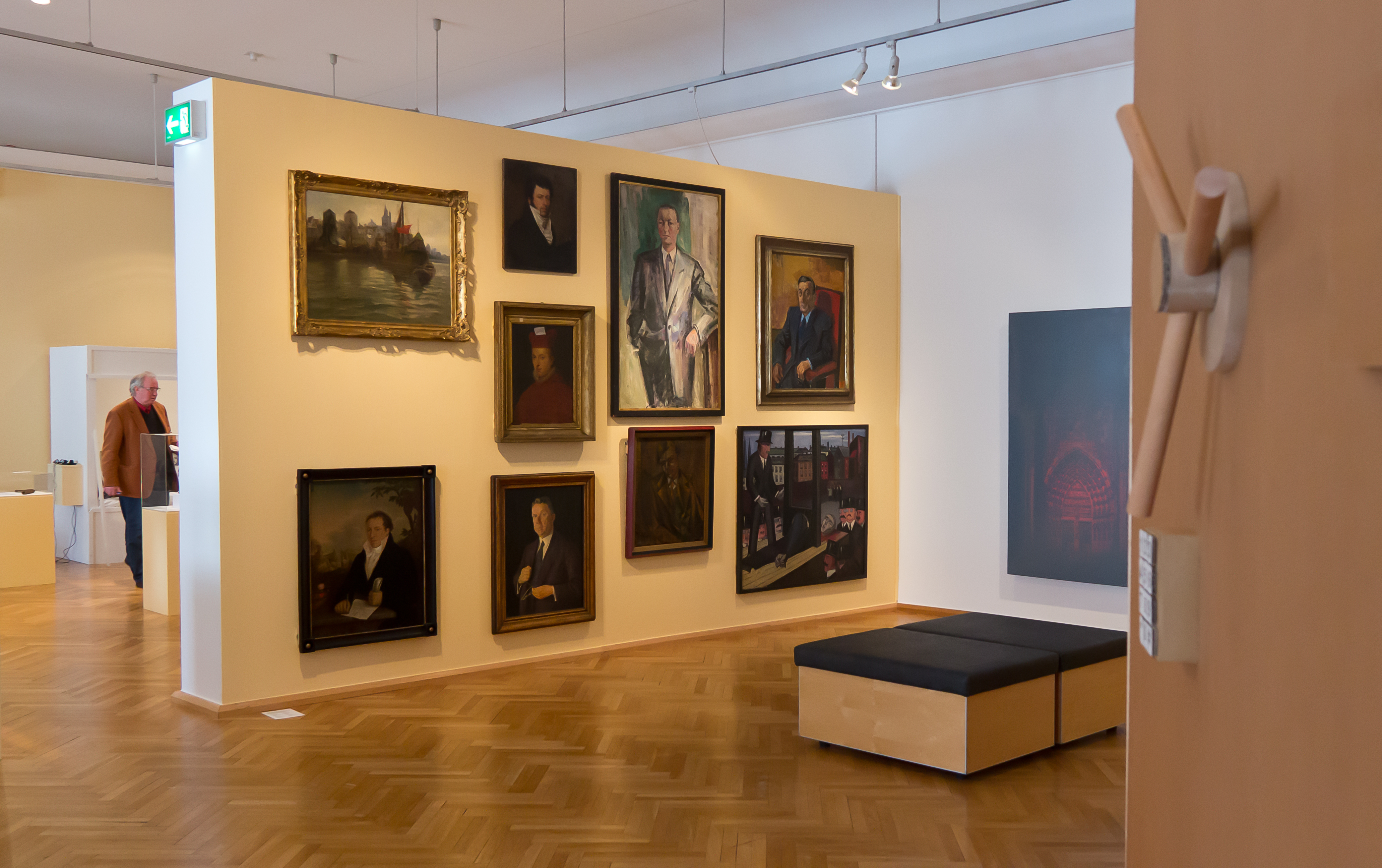
Bilder in Petersburger Hängung
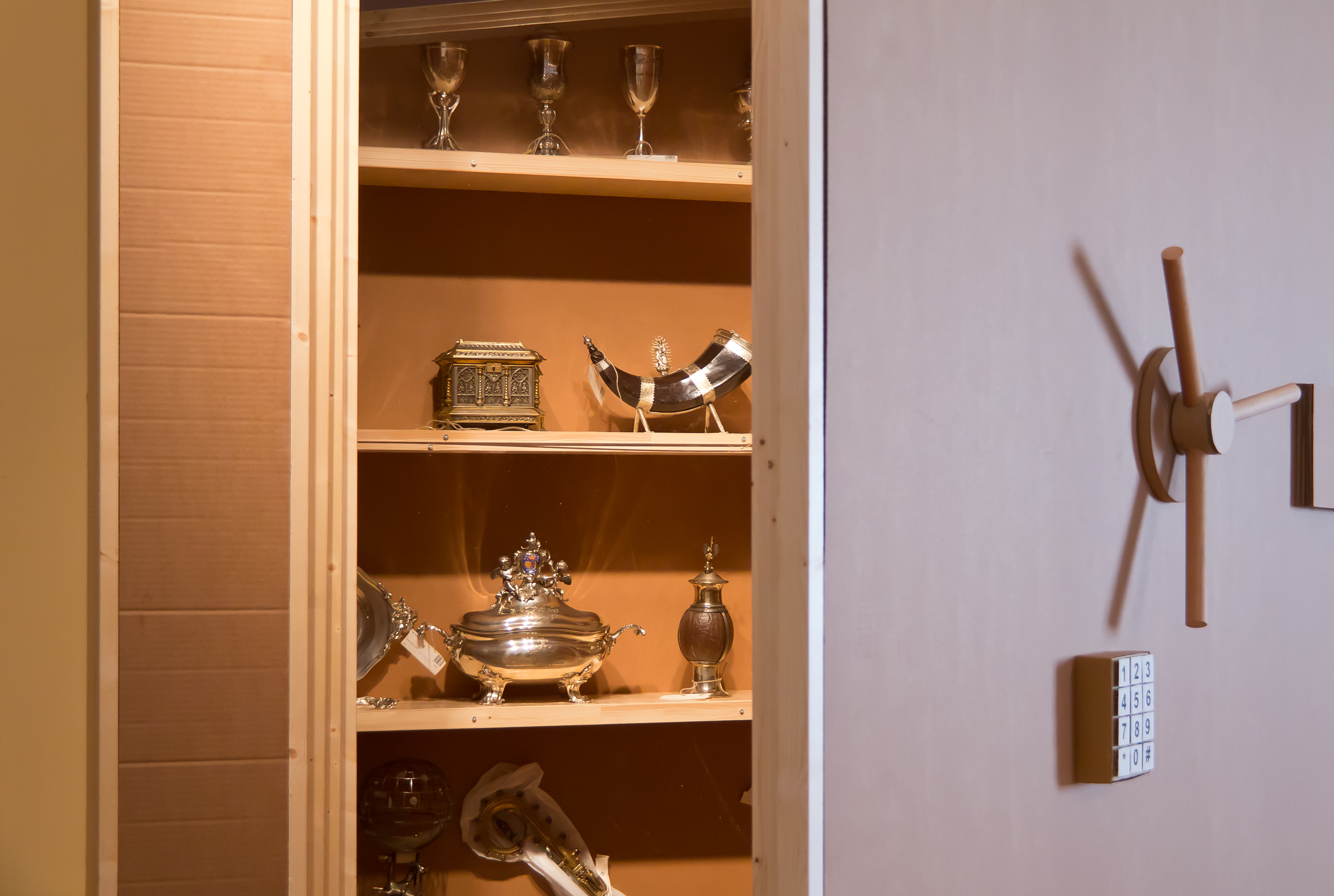
Depotschätze im nachgebauten Tresor
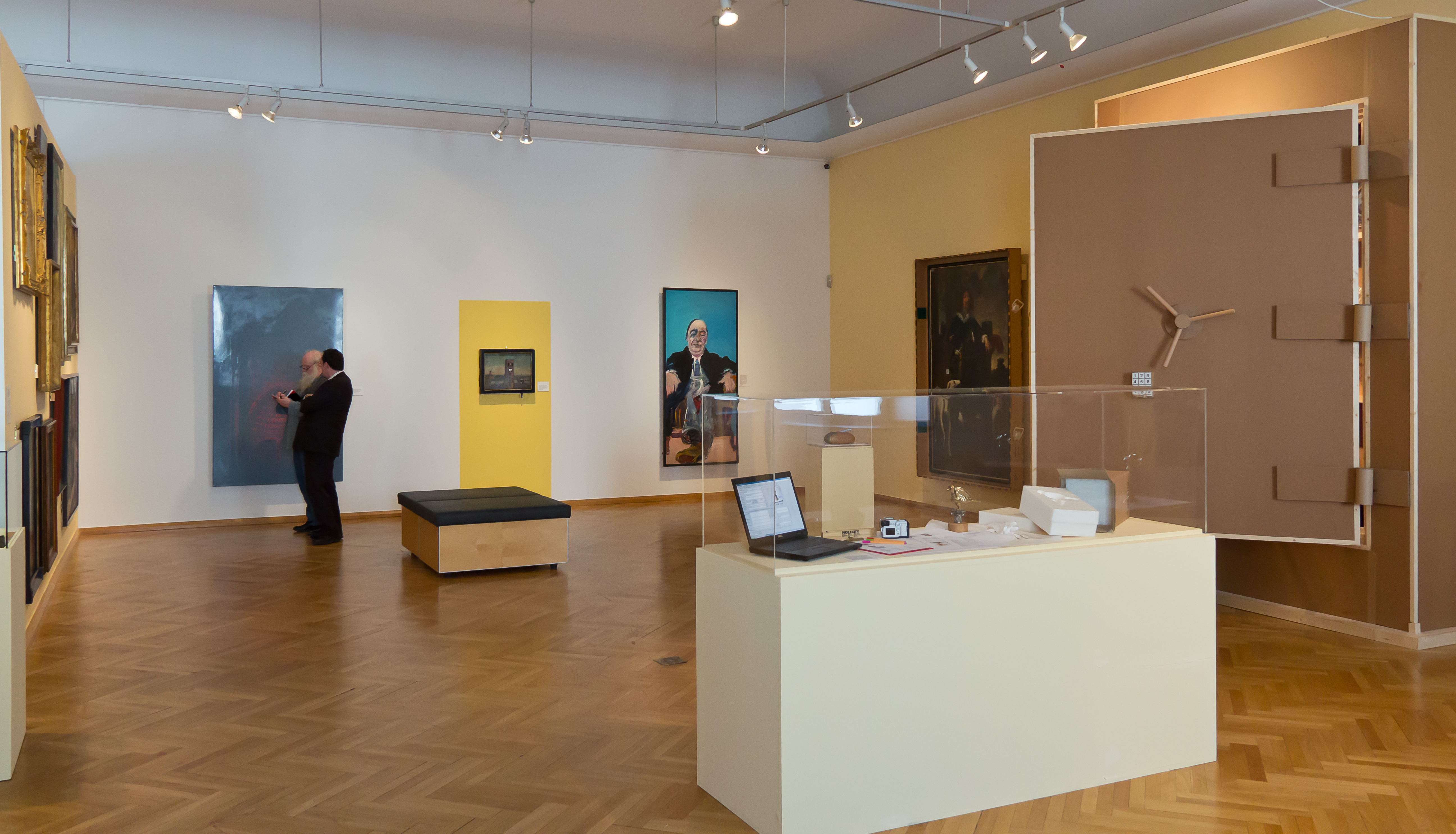
Vitrine im Vordergrund: Laptop mit Archivsoftware, Digitalkamera, Verpackungsmaterial

- 1. Juni bis 26. August 2012[50]: „In den Trümmern von Köln“, Raffael Becker. Die dort gezeigten 26 Werke hat Raffael Becker dem Stadtmuseum geschenkt[51]
- 23. Juni bis 16. September 2012: REVOLUTION! Dem Maler Wilhelm Kleinenbroich zum 200. Geburtstag In einer Retrospektive wird erstmals das gesamte Spektrum von Kleinenbroichs künstlerischem Schaffen gezeigt. Karnevalsdekorationen von 1835, Porträts aus Museums- und Privatbesitz, sozialkritische Bilder und der Rosenmontagszug des Jahres 1872.
- 7. Juli bis 16. September 2012: Ein bunter Traum. Kölns romanische Kirchen im Historismus. Gezeigt wird die prächtige Ausstattung der romanischen Kirchen, die großteils während des Zweiten Weltkriegs zerstört wurden und in den 1950/60er Jahren mit nackten Wänden und „gereinigt“ vom Zierrat nachmittelalterlicher Epochen wiederaufgebaut wurden, da die Kunst des 19. Jahrhunderts damals als überholt, teilweise auch als verachtenswert betrachtet wurde.

Impressionen aus der Ausstellung „Ein bunter Traum“
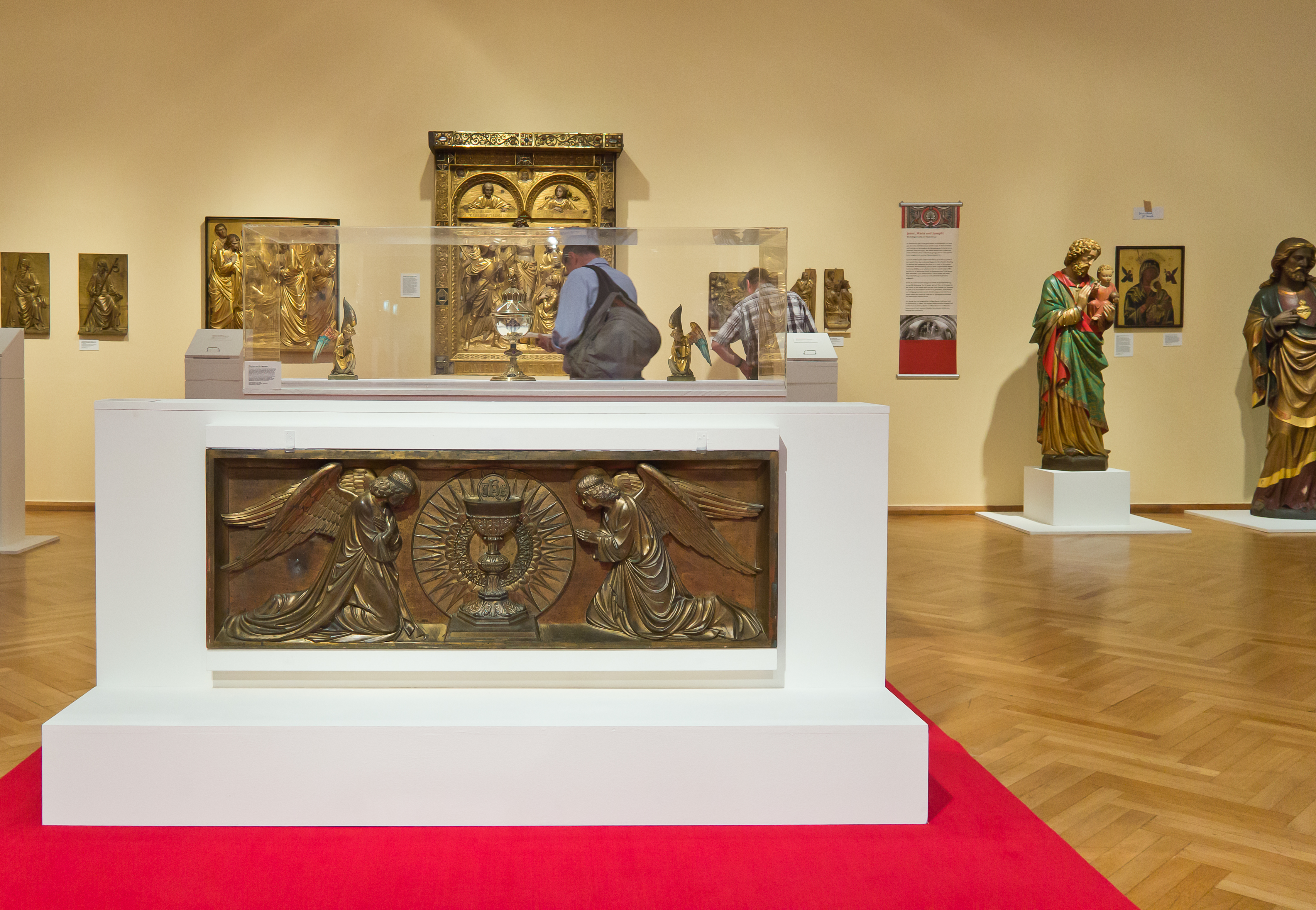
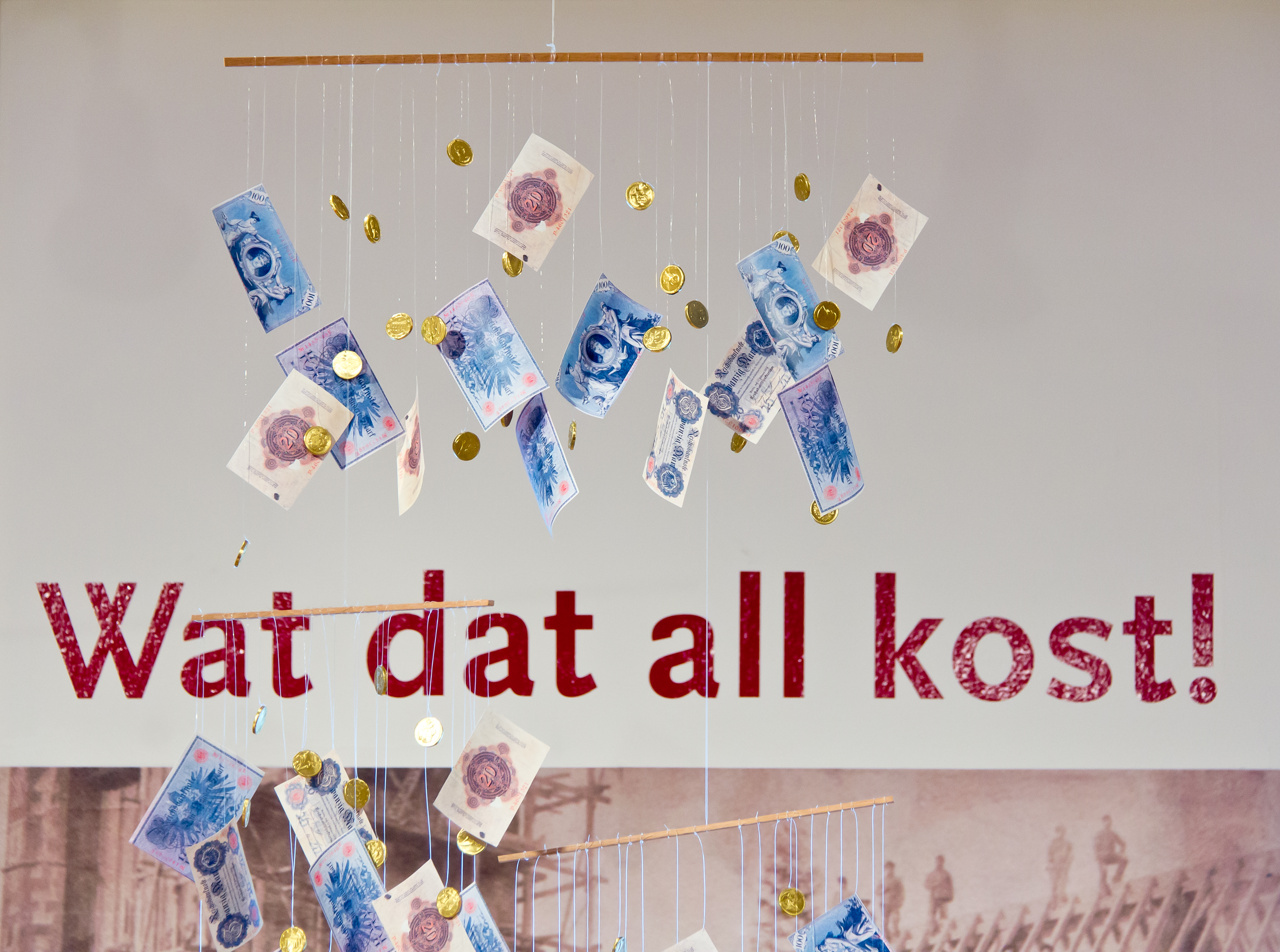
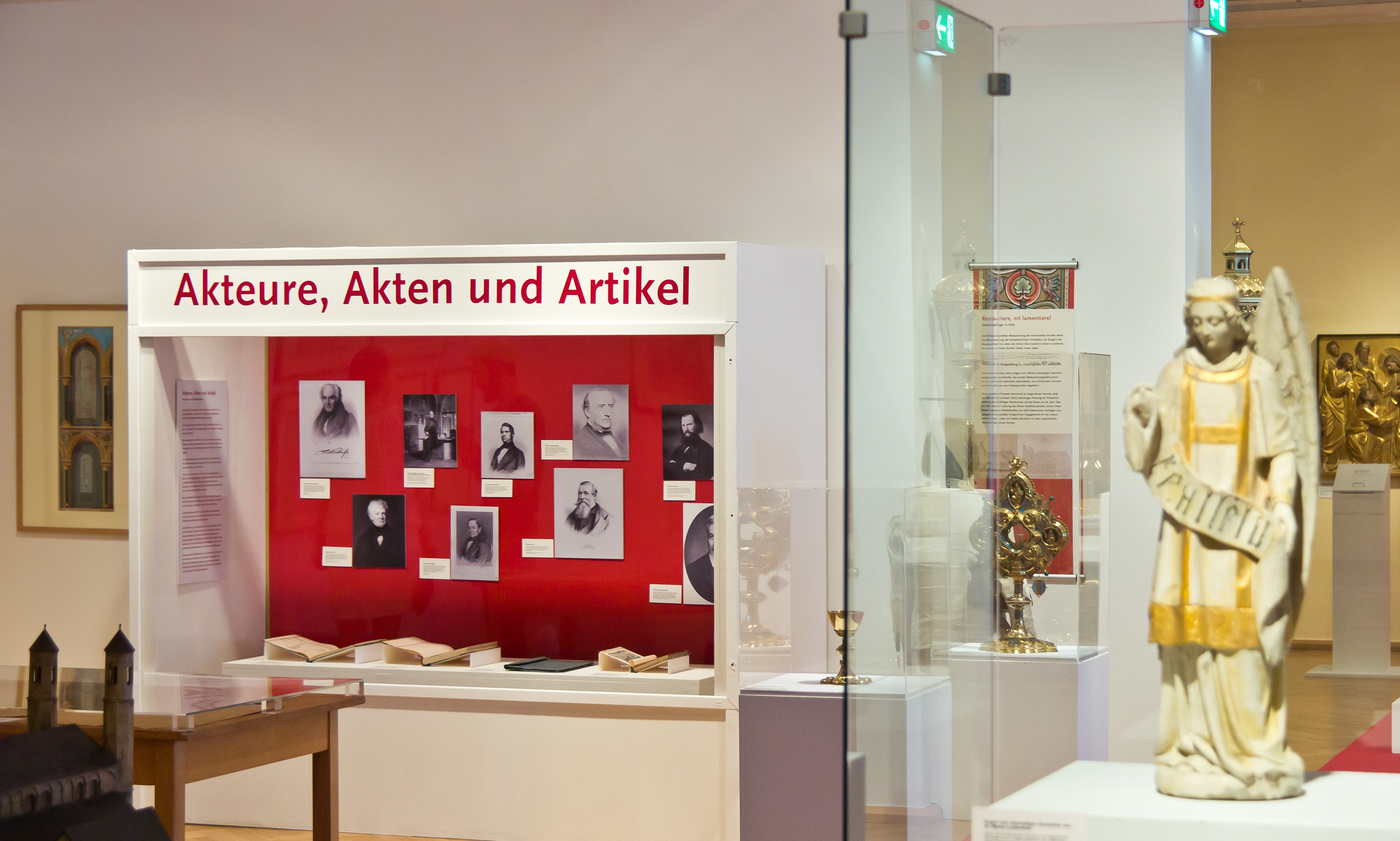
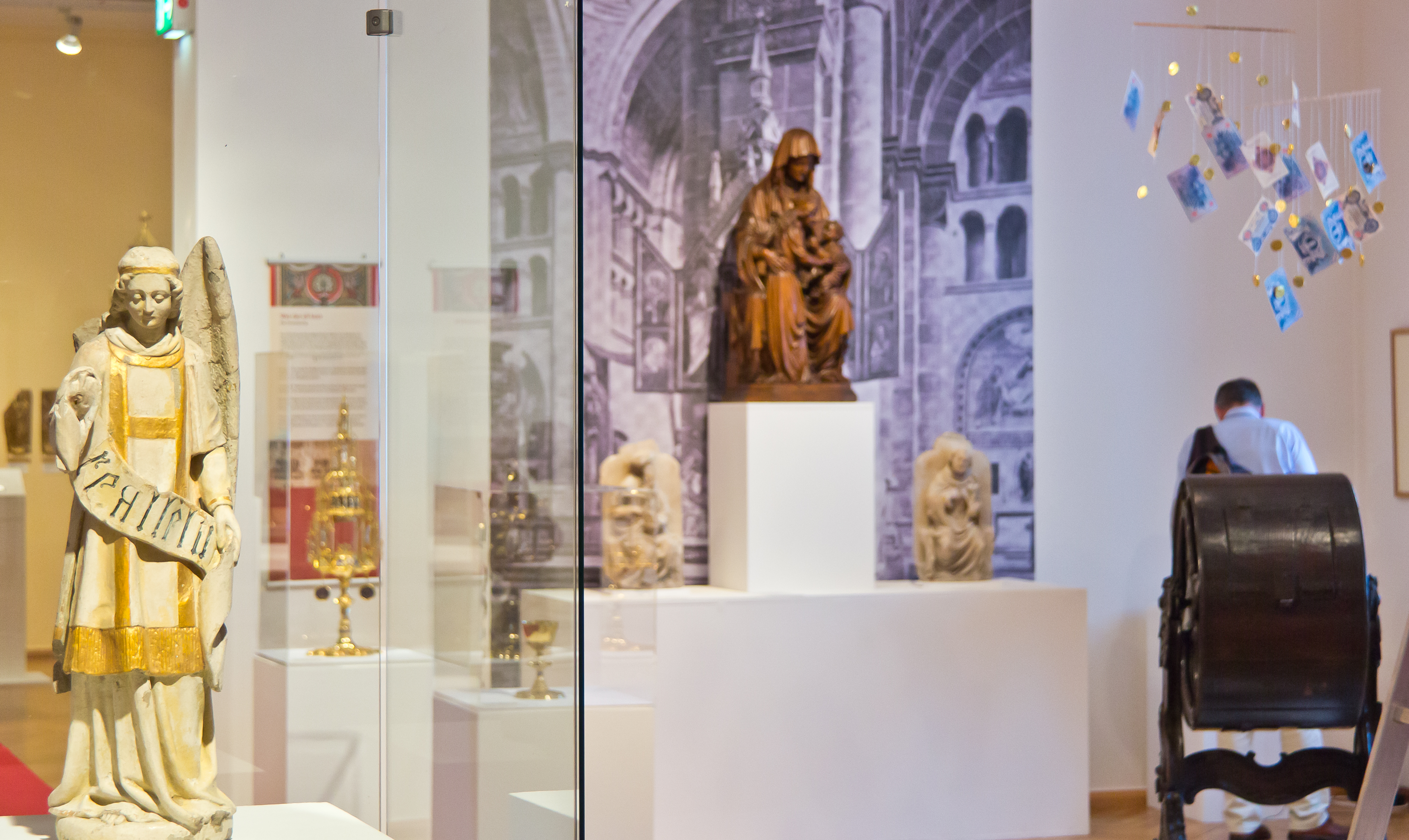

Ralf König – Das Ursula-Projekt
- 13. Oktober 2012 bis 9. Februar 2013: Elftausend Jungfrauen. Ralf König: Das Ursula-Projekt[52]

Impressionen aus der Ausstellung „Das Ursula-Projekt“
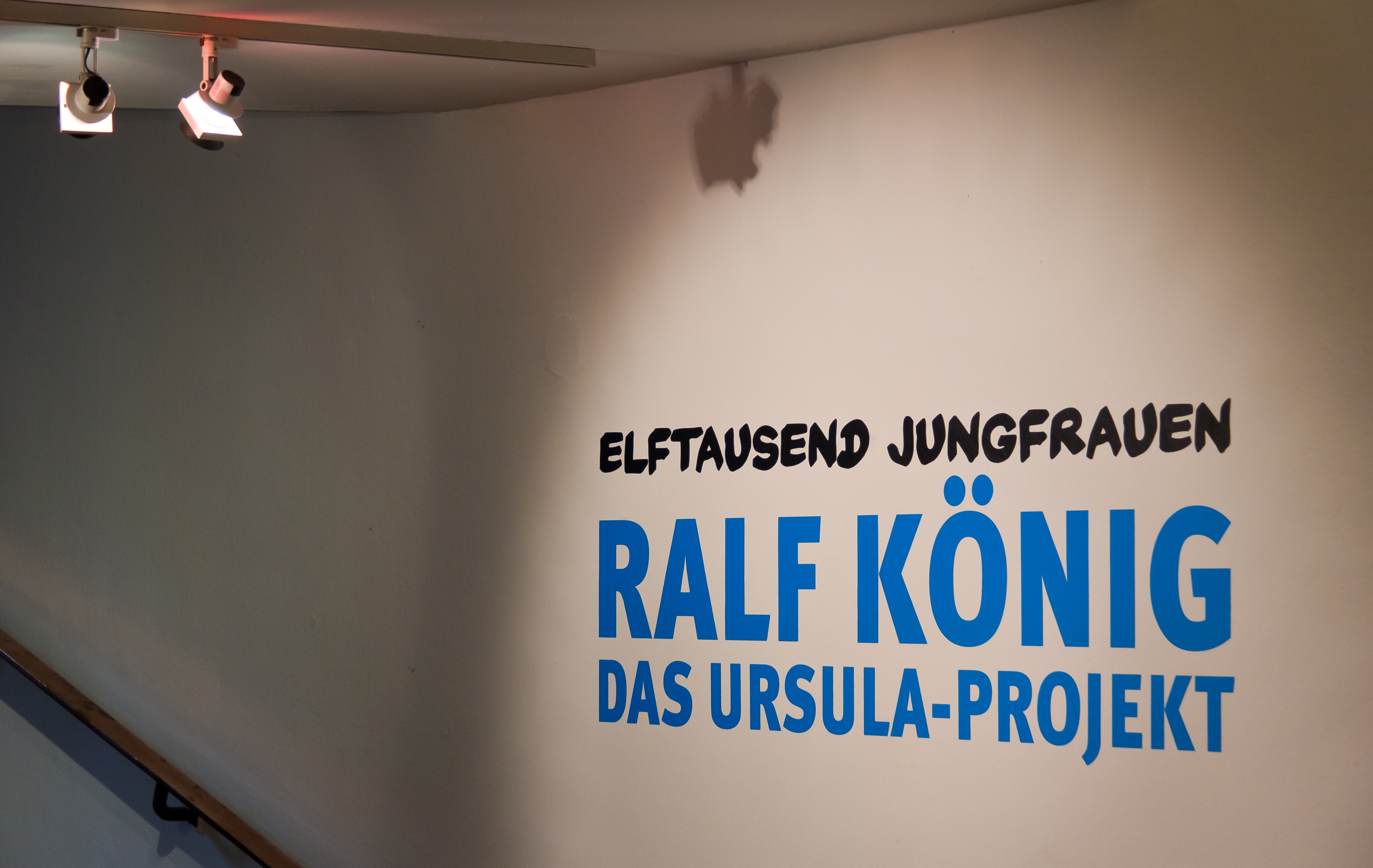
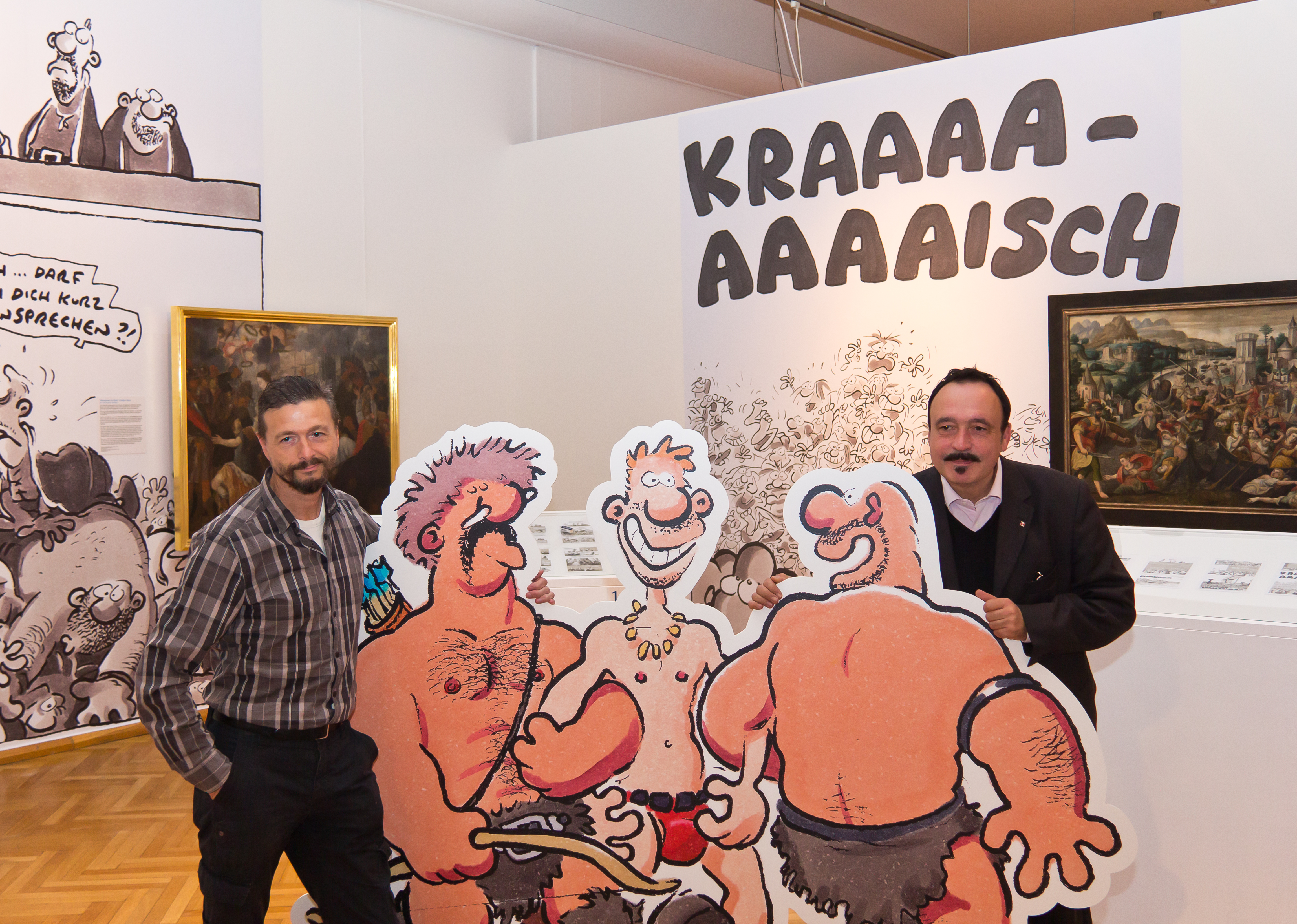
Ralf König und Mario Kramp
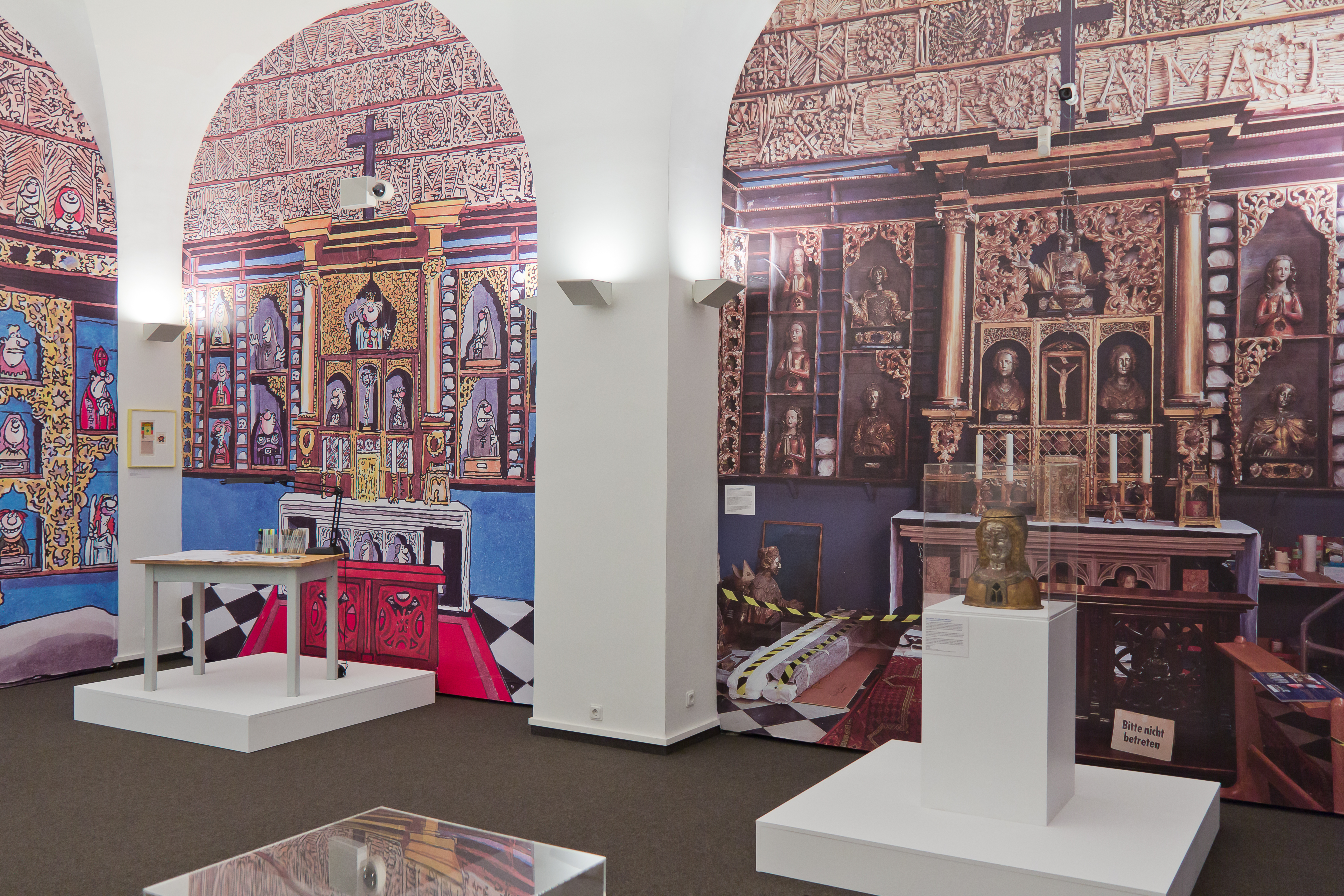
Der Schreibtisch Königs (links) und die Goldene Kammer von St. Ursula
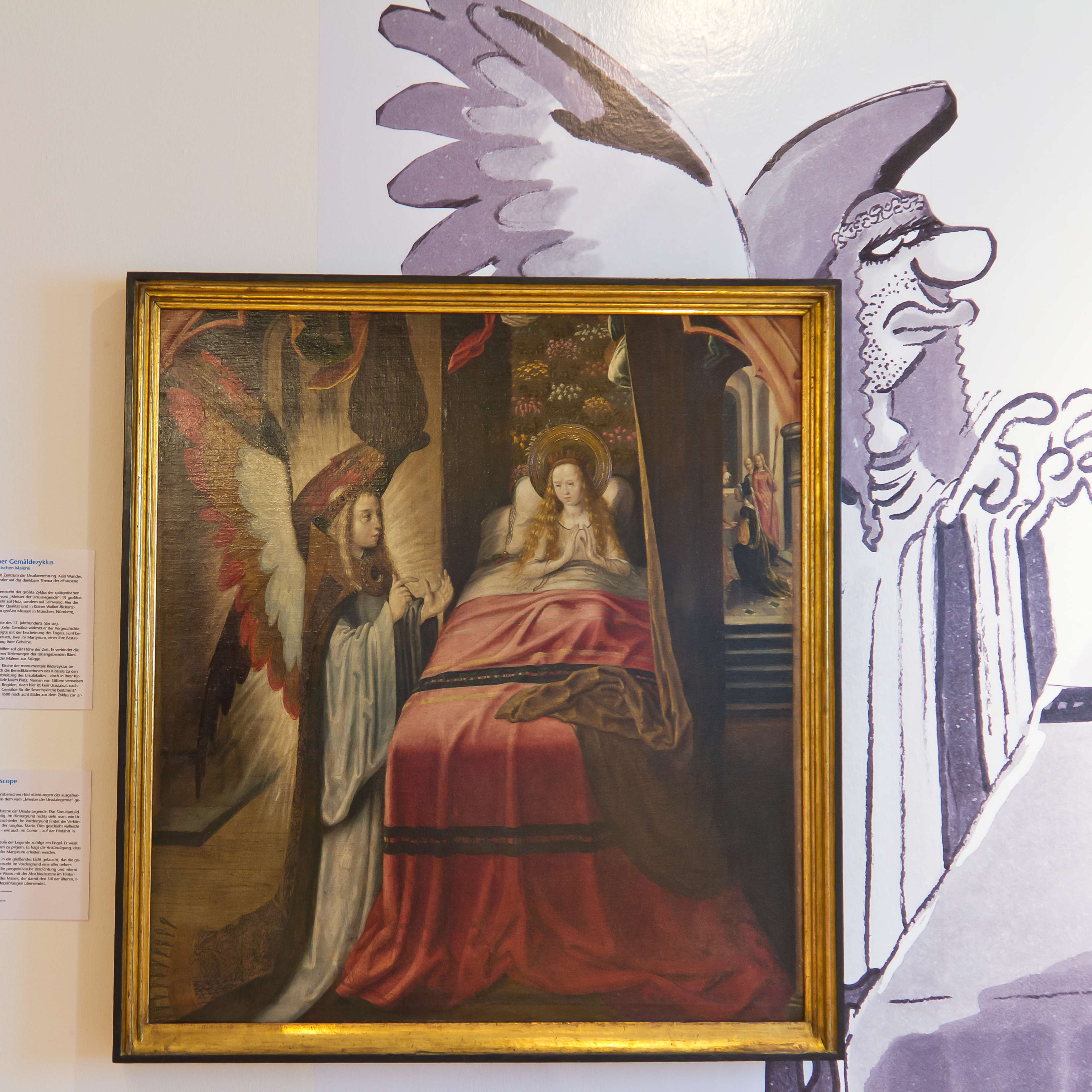
„Die Erscheinung des Engels“. Gemälde aus dem 15. Jahrhundert vor einer Zeichnung, wie Ralf König die Legende interpretiert hat

- 9. März bis 26. Mai 2013: Ein Kölner entdeckt Ägypten. Die abenteuerliche Orient-Expedition des Franz Christian Gau 1818–1820[52]
- 24. November 2012 bis 17. März 2013: Köln auf hoher See. Vom Kreuzer „Cöln“ bis zur Fregatte „Köln“[52]
- 9. März bis 26. Mai 2013: KÖLN / NIL. Die abenteuerliche Orient-Expedition des Kölners Franz Christian Gau 1818–1820[52]
- 9. März bis 26. Mai 2013: BORDERLINES. Jasmina Metwaly: Video-Installation 2013[52]
- 23. März bis 10. Juni 2013: … irdisches Brot und himmlische Speise … (Kabinett-Ausstellung zum Eucharistischen Kongress Köln)[52]
- 23. Juni bis 10. November 2013: 125 x gekauft – geschenkt – gestiftet[52]

Zum 125. Geburtstag des Museum wurden in einer Sonderausstellung, die von allen Mitarbeitern kuratiert wurde, 125 Exponate aus 125 Jahren gezeigt. Berücksichtigt werden alle Materialien und Epochen, es wird auch auf die Umstände der Anschaffung eingegangen. Die Ausstellung ist gleichzeitig ein Gang durch die verschiedenen Standorte des Museum: von der Hahnentorburg 1888 bis zum Zeughaus 2013.

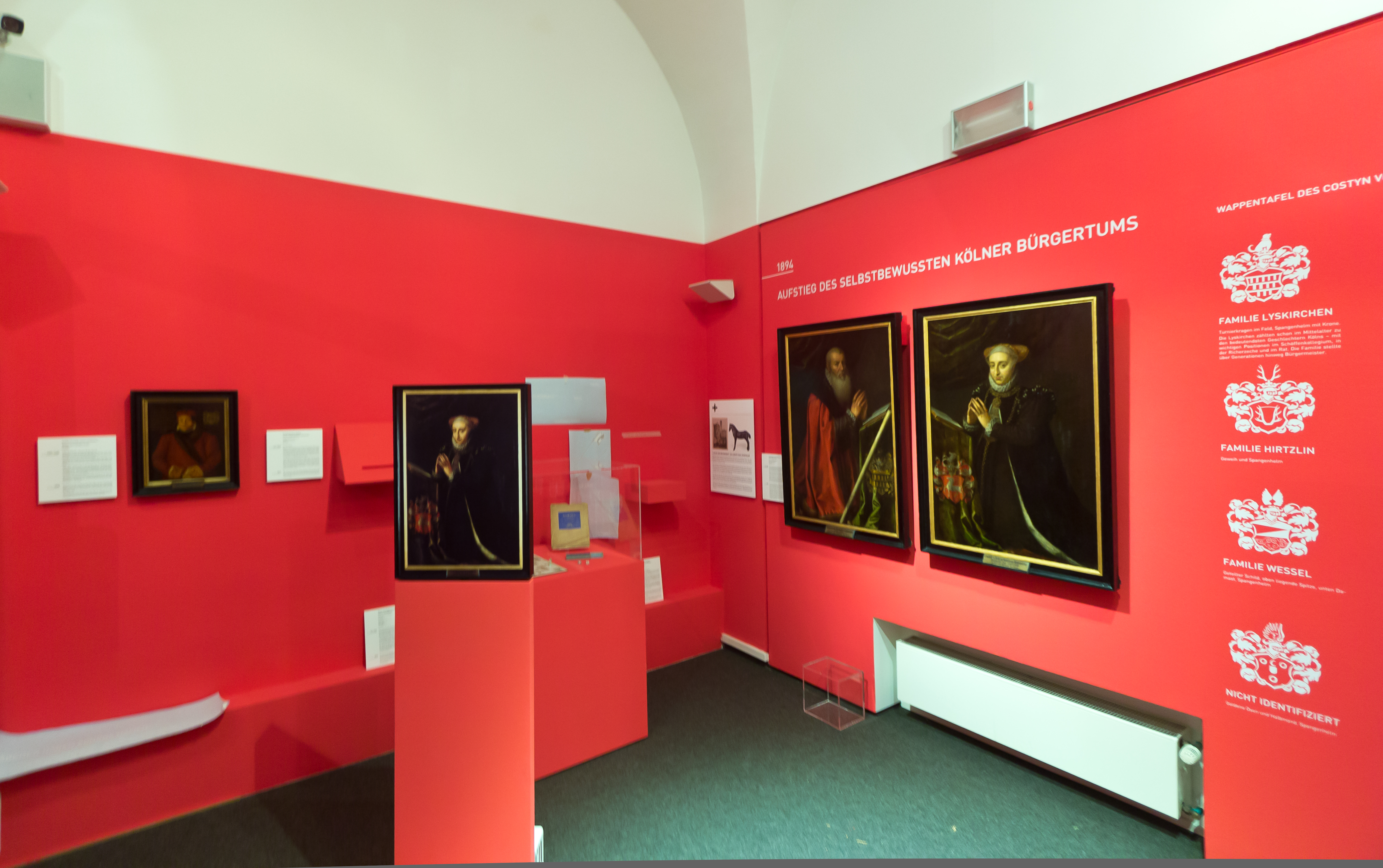
1895: Aufstieg des selbstbewussten Kölner Bürgertums
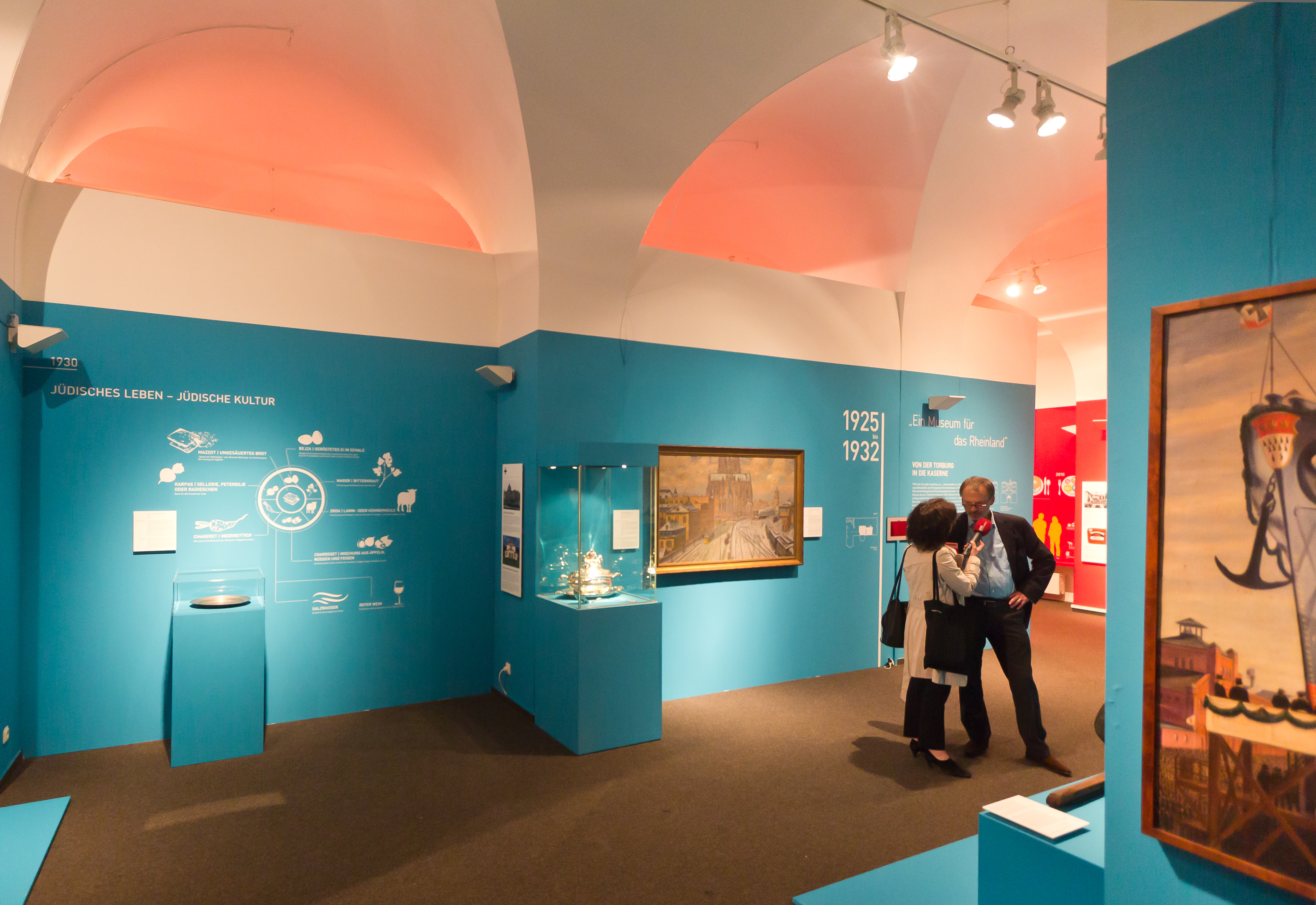
1930: Jüdisches Leben – Jüdische Kultur
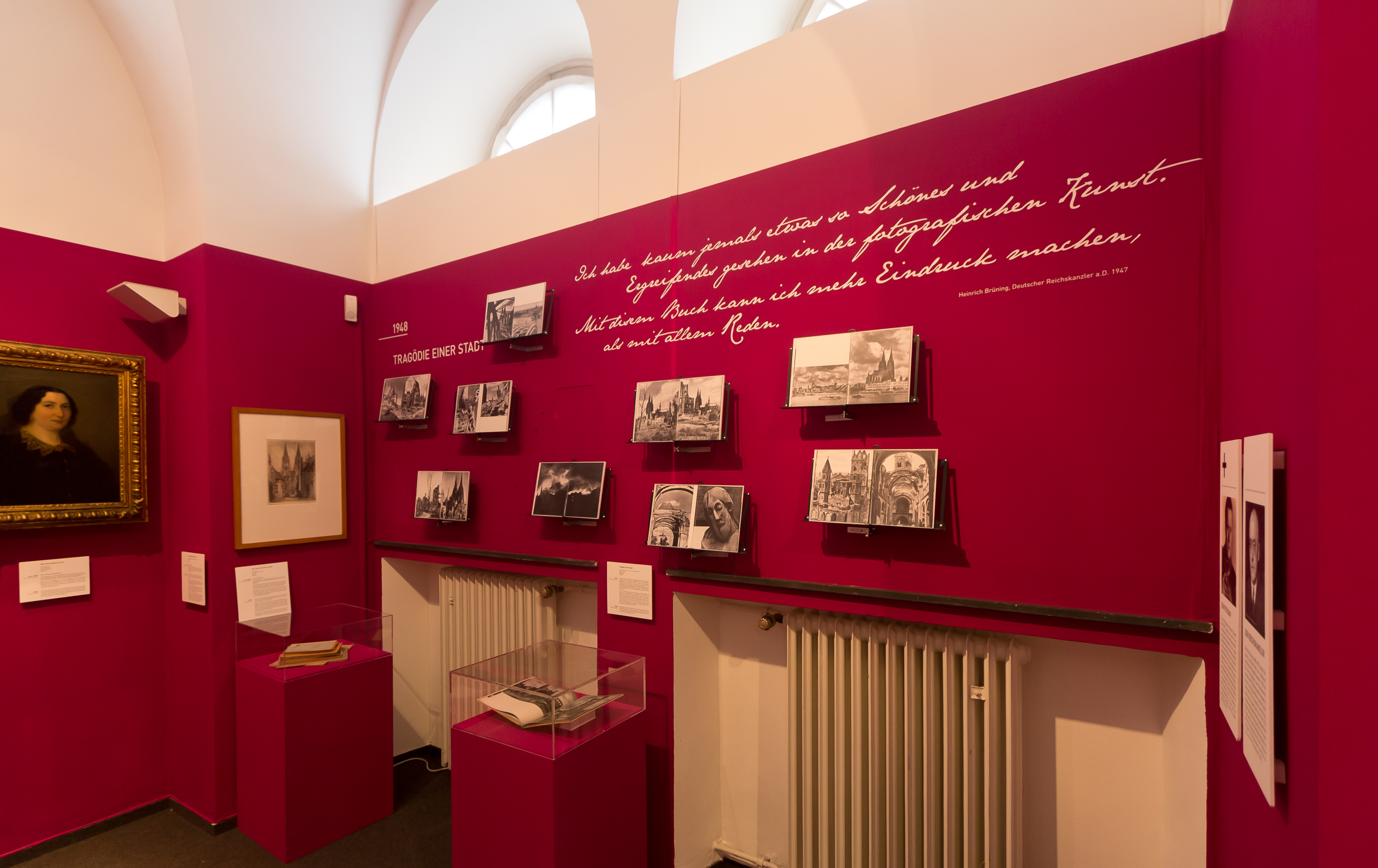
1948: Tragödie einer Stadt
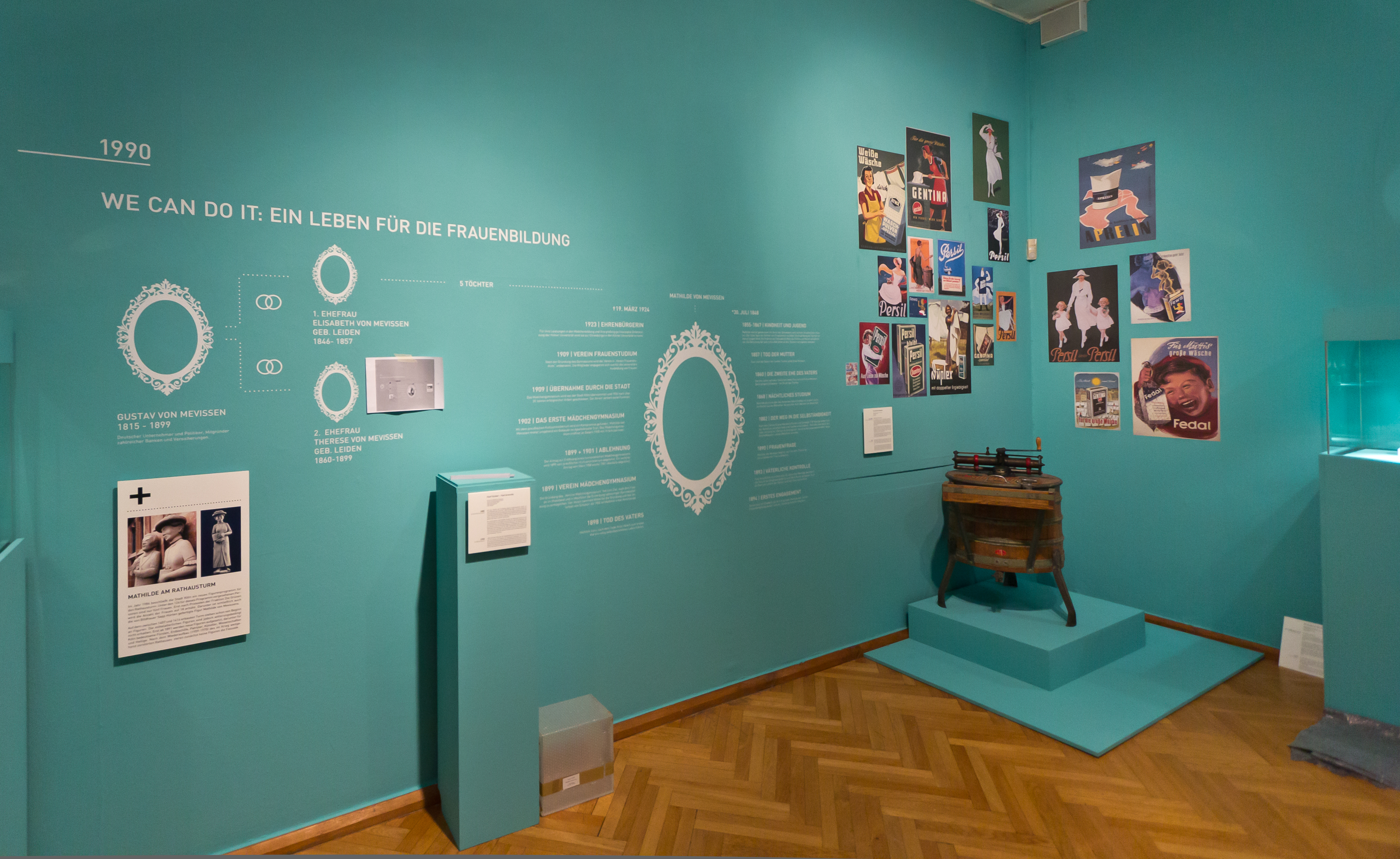
1990: We can do it: Ein Leben für die Frauenbildung
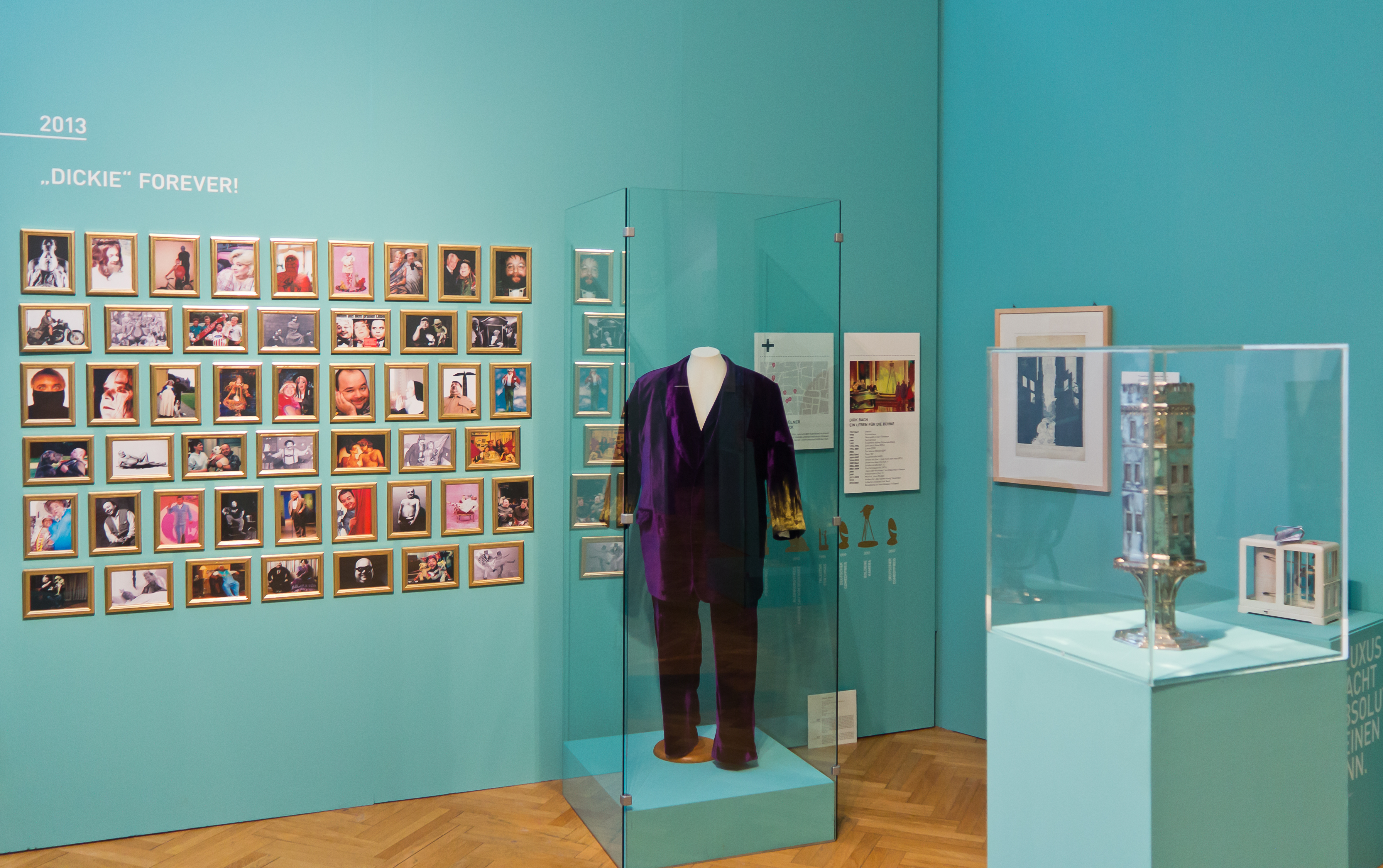
2013: „Dickie“ forever!

- 2. Juli bis 15. September 2013: Als die Welt nach Köln kam[52]
- 12. Oktober 2013 bis 9. Februar 2014 kleine KUBUS-Ausstellung: Josef Haubrich (1889–1961). Ein bewegtes Leben[52]
- 13. Dezember 2013 bis 27. April 2014: drunter und drüber: Der Eigelstein. Schauplatz Kölner Geschichte 2 (in Kooperation mit dem Römisch-Germanischen Museum)[52]
- 14. Juni bis 5. Oktober 2014: Köln in unheiligen Zeiten. Die Stadt im Dreißigjährigen Krieg

Diese Epoche, in der sich Europa im Ausnahmezustand befindet, ist erstmals Thema einer Ausstellung im Kölnischen Stadtmuseum. Rund um Köln tobte der Krieg, doch die Stadt, auf Neutralität bedacht, wurde verschont. Mit kriegswichtigen Gütern wurde Handel getrieben und die Kölner Kaufleute liehen den Kriegsherren Geld. Zugleich ist „Dat Hillije Coellen“ ein katholisches Bollwerk in unruhigen Zeiten. Stifte und Klöster werden in Köln gegründet.

Impressionen aus der Ausstellung „Köln in unheiligen Zeiten“
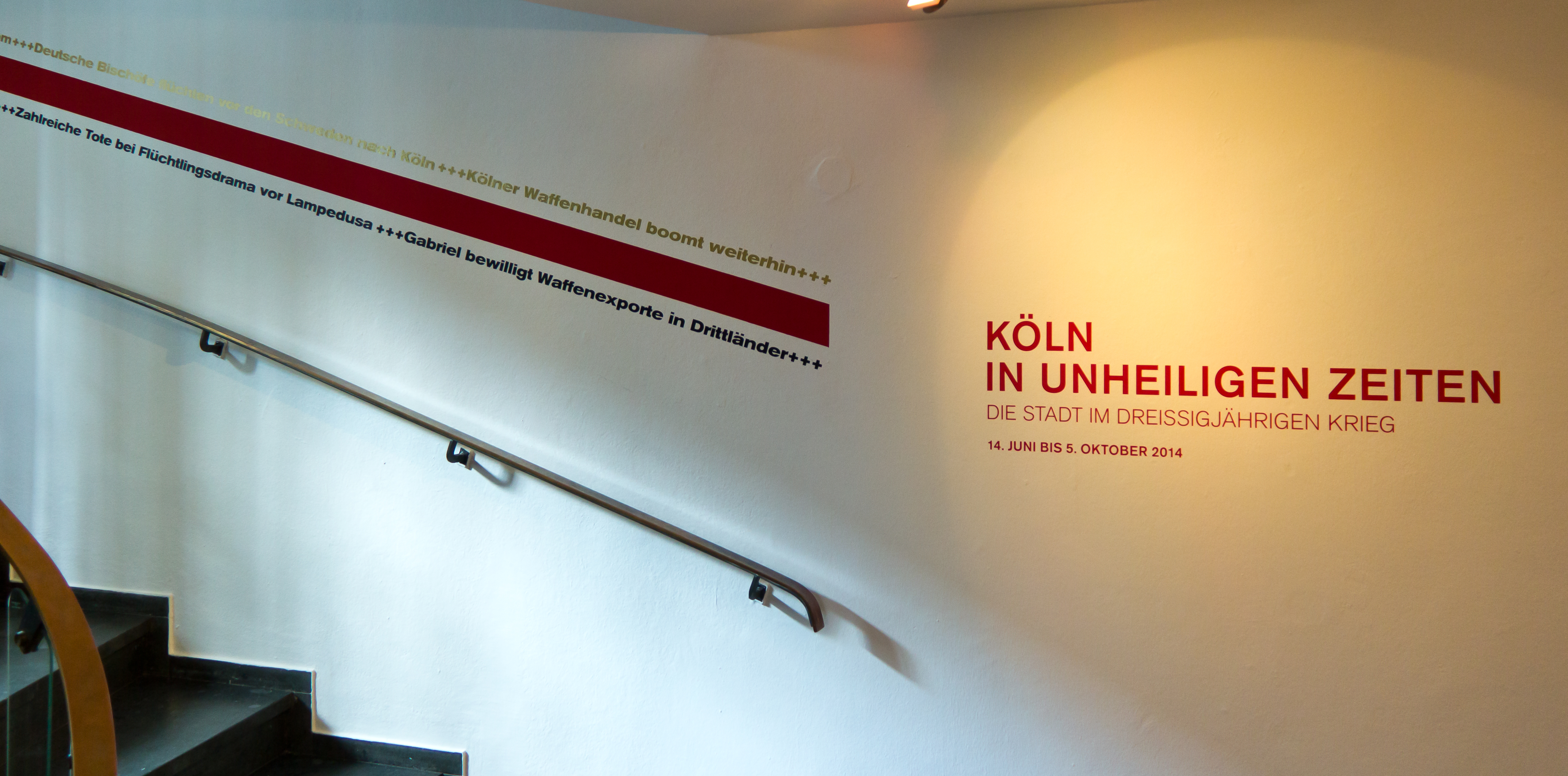
„Kölner Waffenhandel blüht weiter“ / „Gabriel bewilligt Waffenexporte in Drittländer“
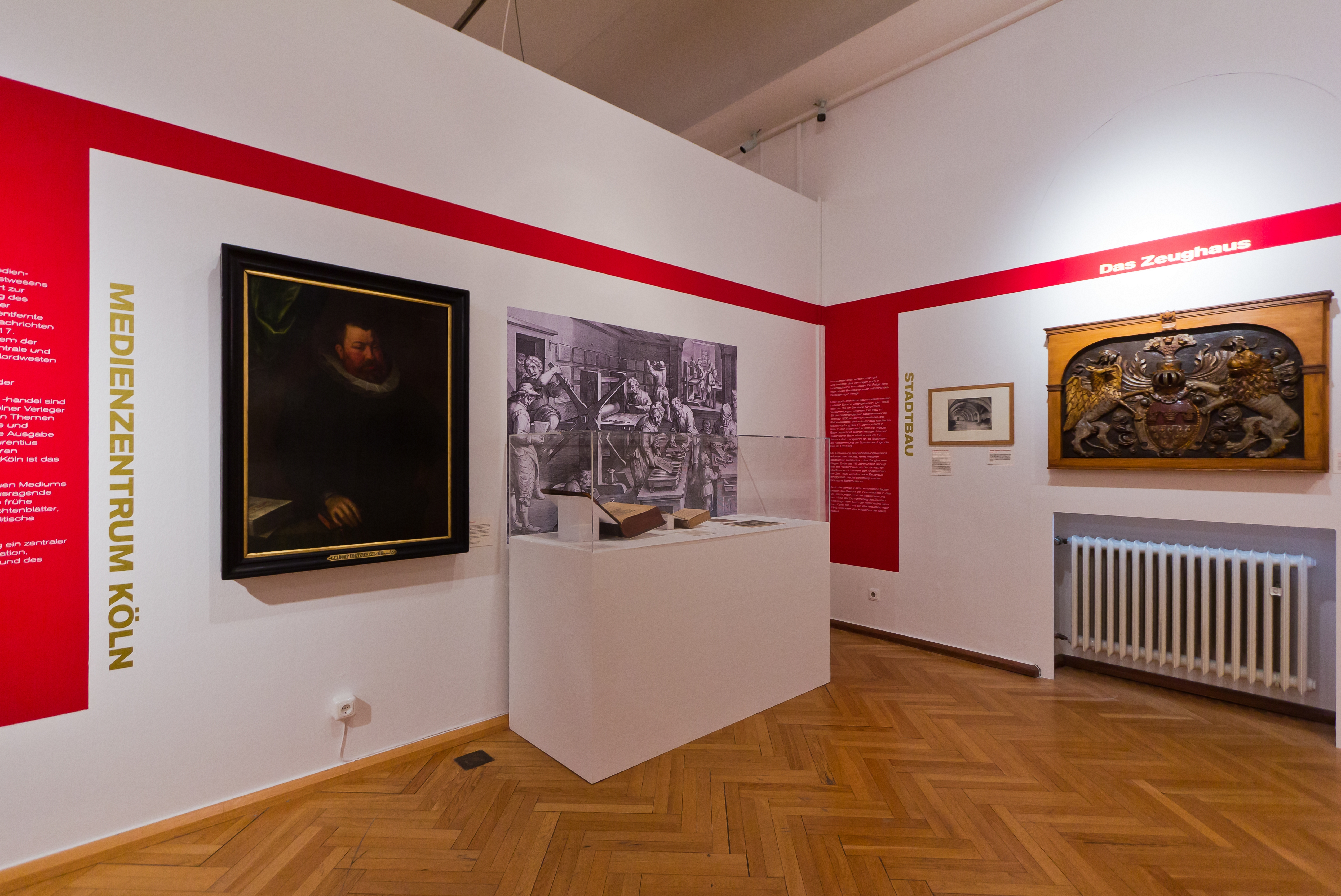
Medienzentrum Köln
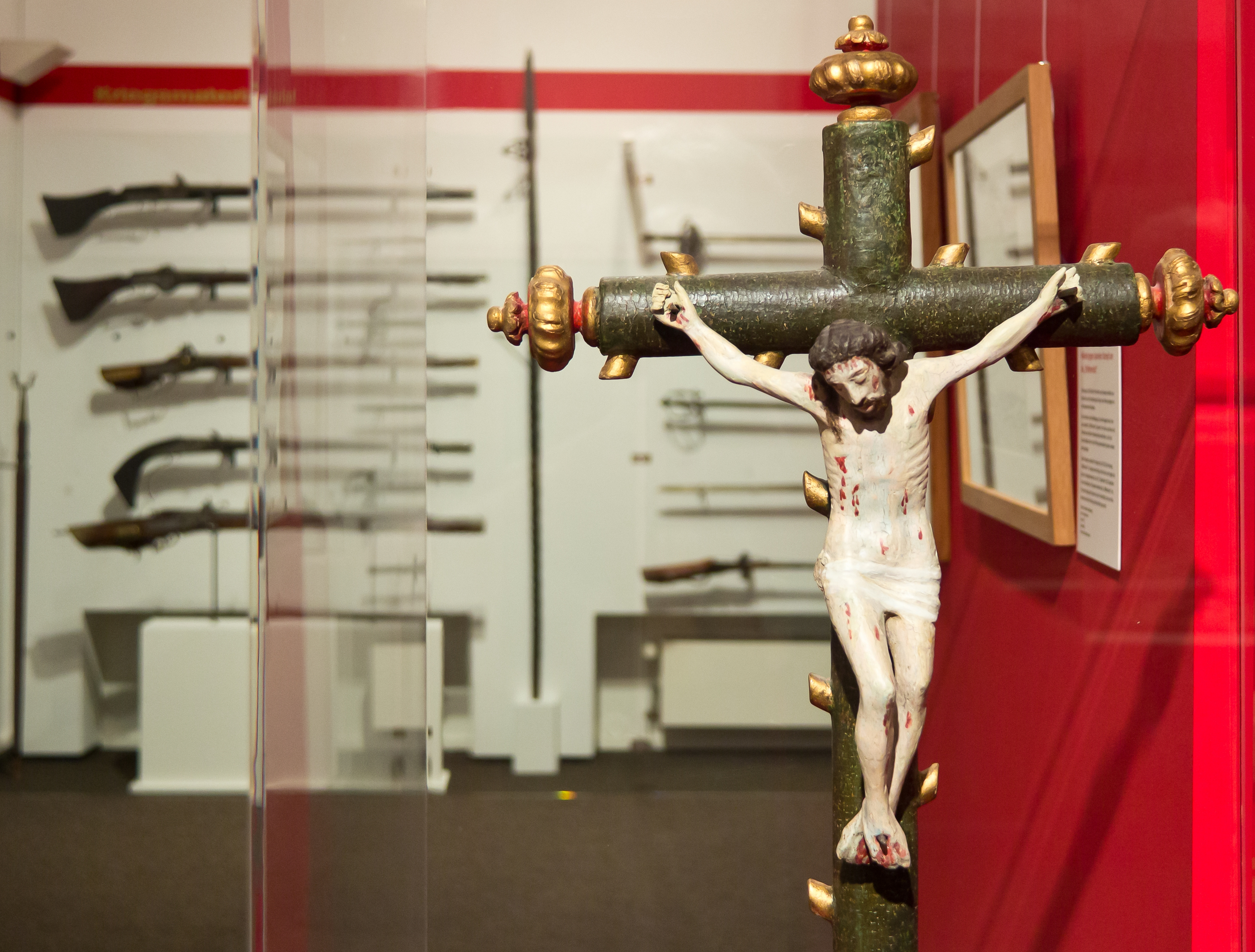
Kreuzigungsgruppe aus Kamp; Gewehre im Hintergrund
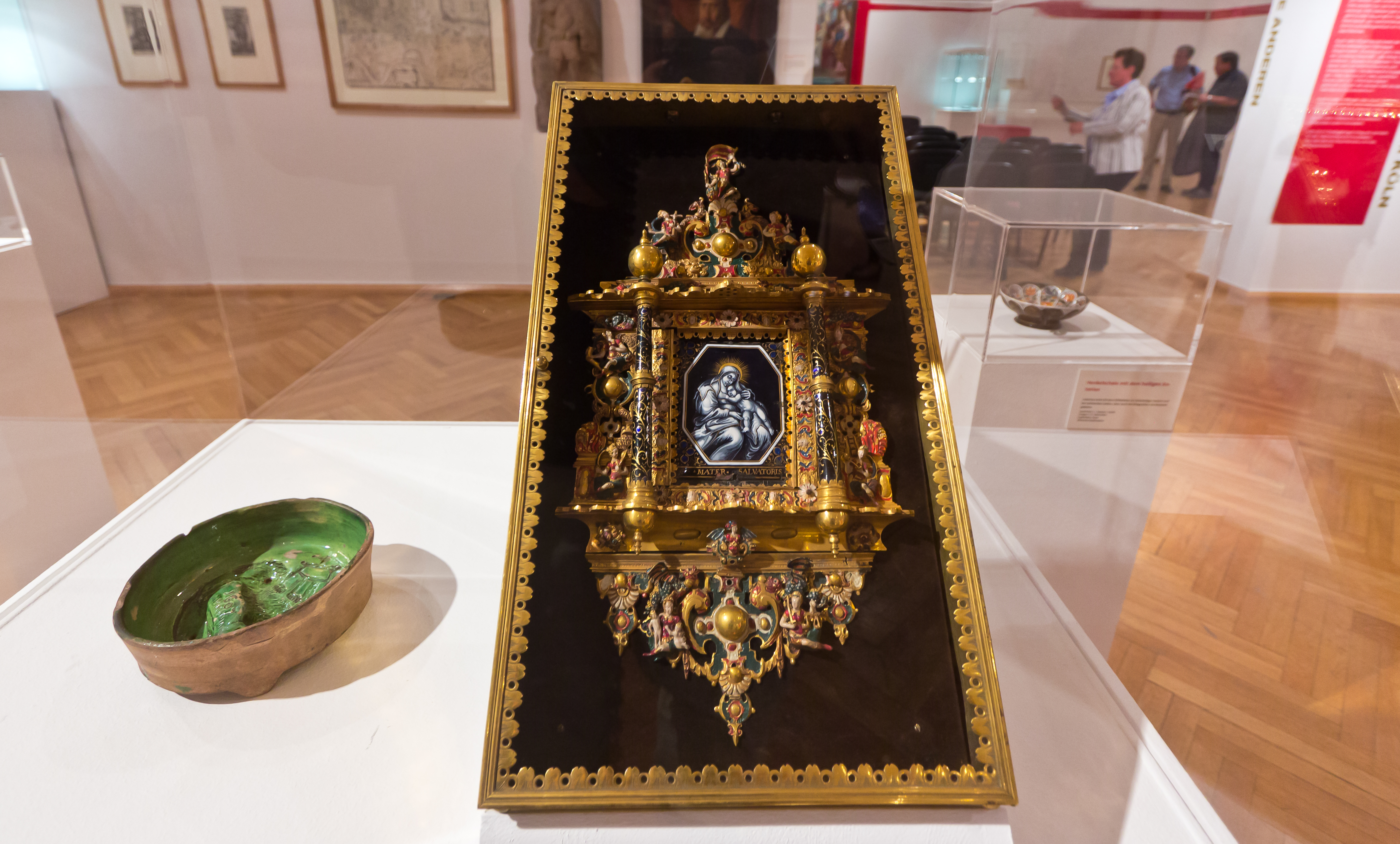
Sturzform für ein Osterlamm und Hausaltar mit Muttergottes

- 22. November 2014 bis 19. April 2015: Köln 1914 – Metropole im Westen

Im Rahmen des LVR-Verbundprojektes „1914 – Mitten in Europa. Das Rheinland und der Erste Weltkrieg“ erinnert die Ausstellung an den Beginn der kriegerischen Auseinandersetzungen und gibt Einblicke in das Leben in der rheinischen Großstadt vor rund 100 Jahren. Gezeigt werden Kleidung, elektrische Geräte, Kinderspielzeug, Zeugnisse künstlerischer Entwicklung oder persönliche Dokumente von Zeitgenossen. Zeitgleich widmen sich das Museum für Angewandte Kunst Köln sowie das Rheinisch-Westfälische Wirtschaftsarchiv dem Themenkomplex.

Impressionen aus der Ausstellung „Köln 1914 – Metropole im Westen“
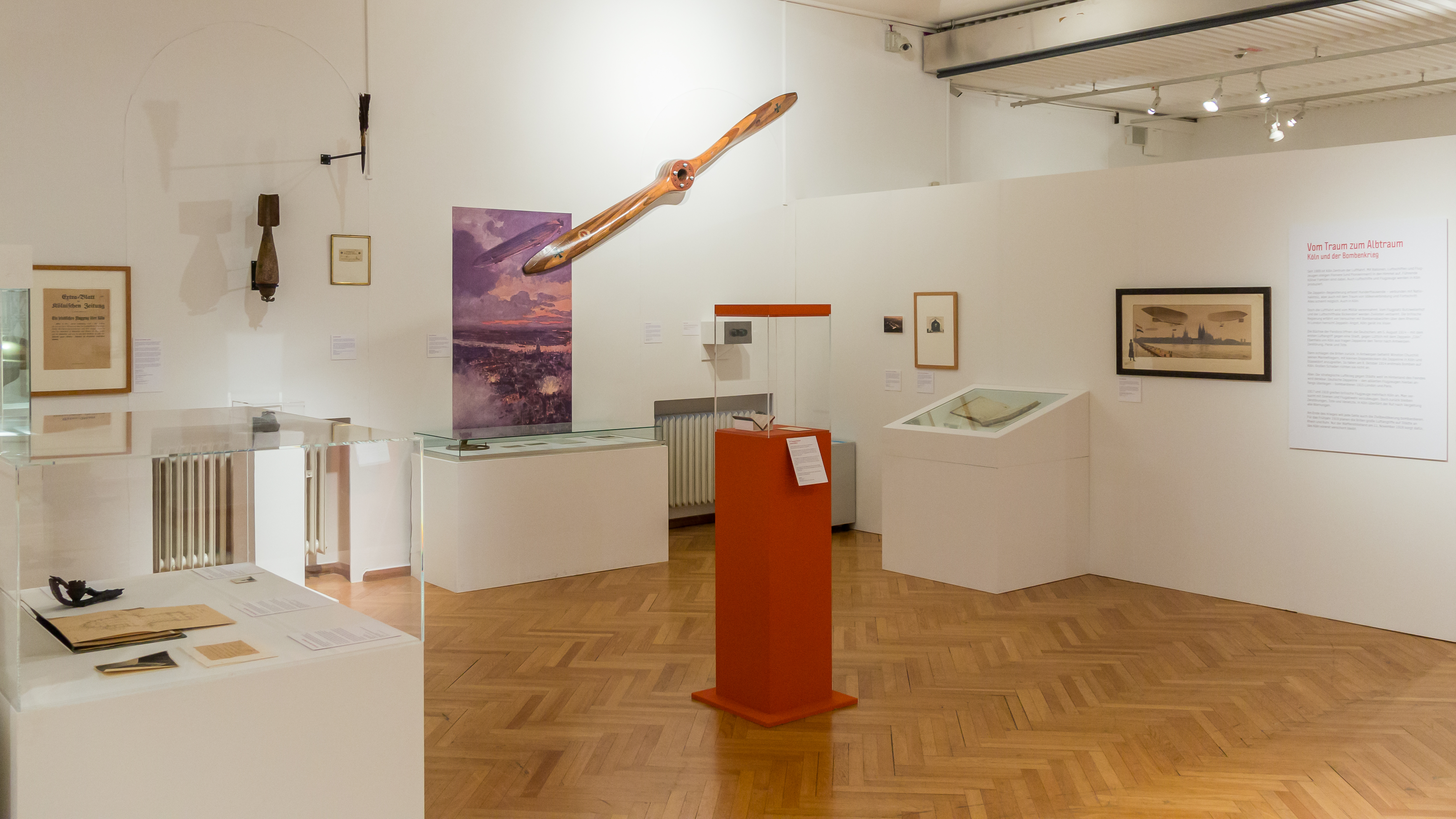
Vom Traum zum Albtraum
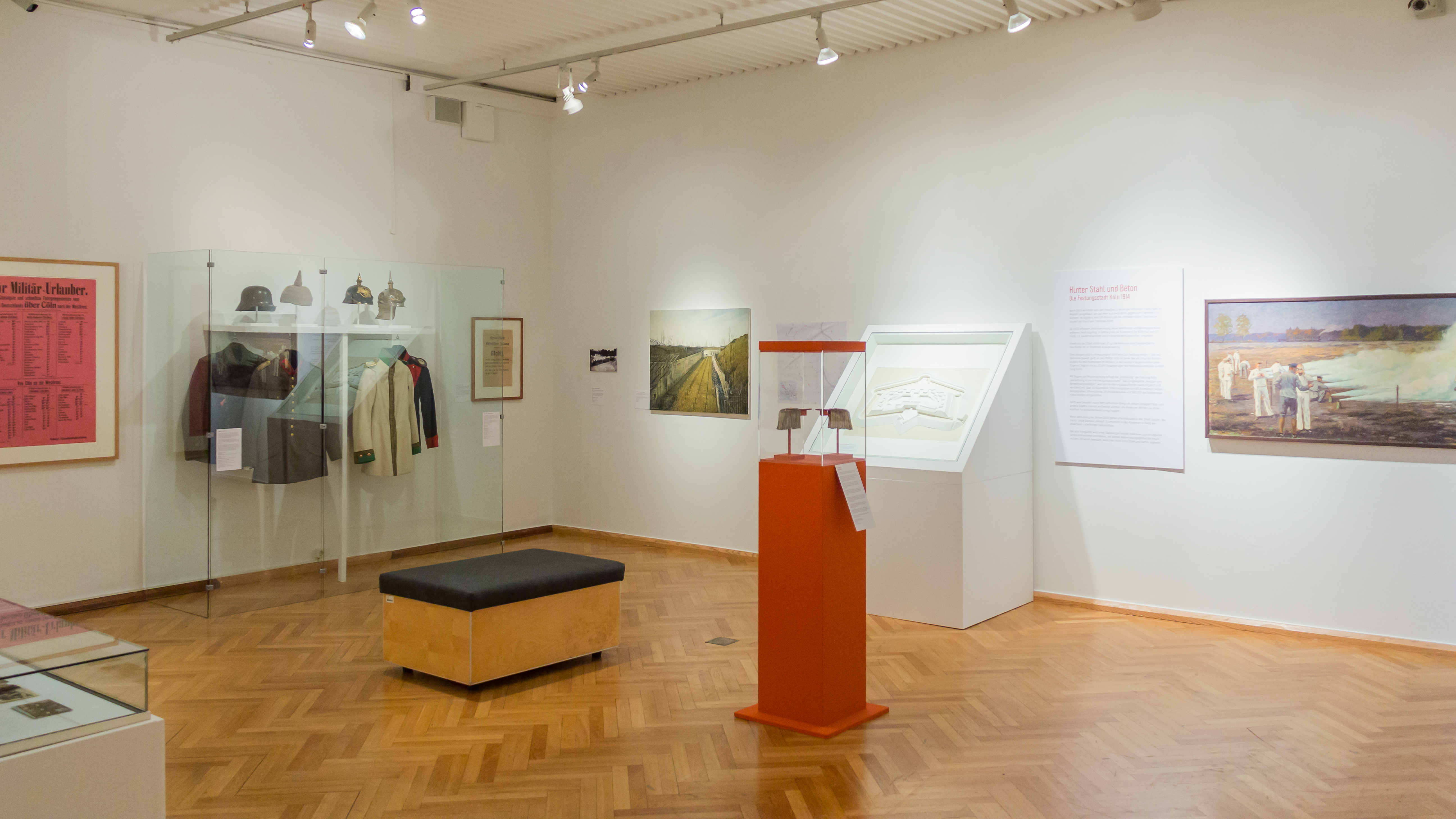
Hinter Stahl und Beton. Die Festungsstadt Köln
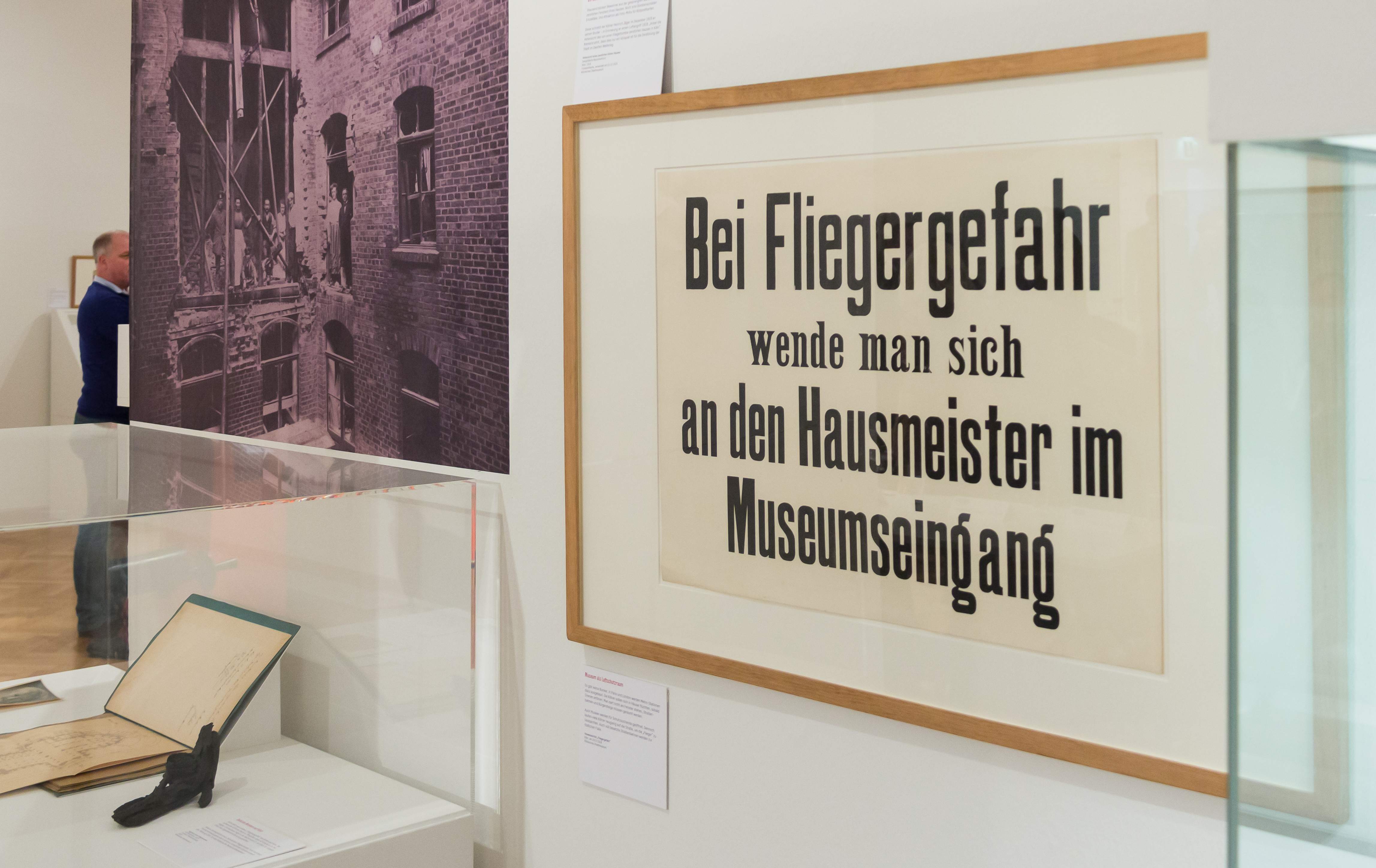
Bei Fliegergefahr …
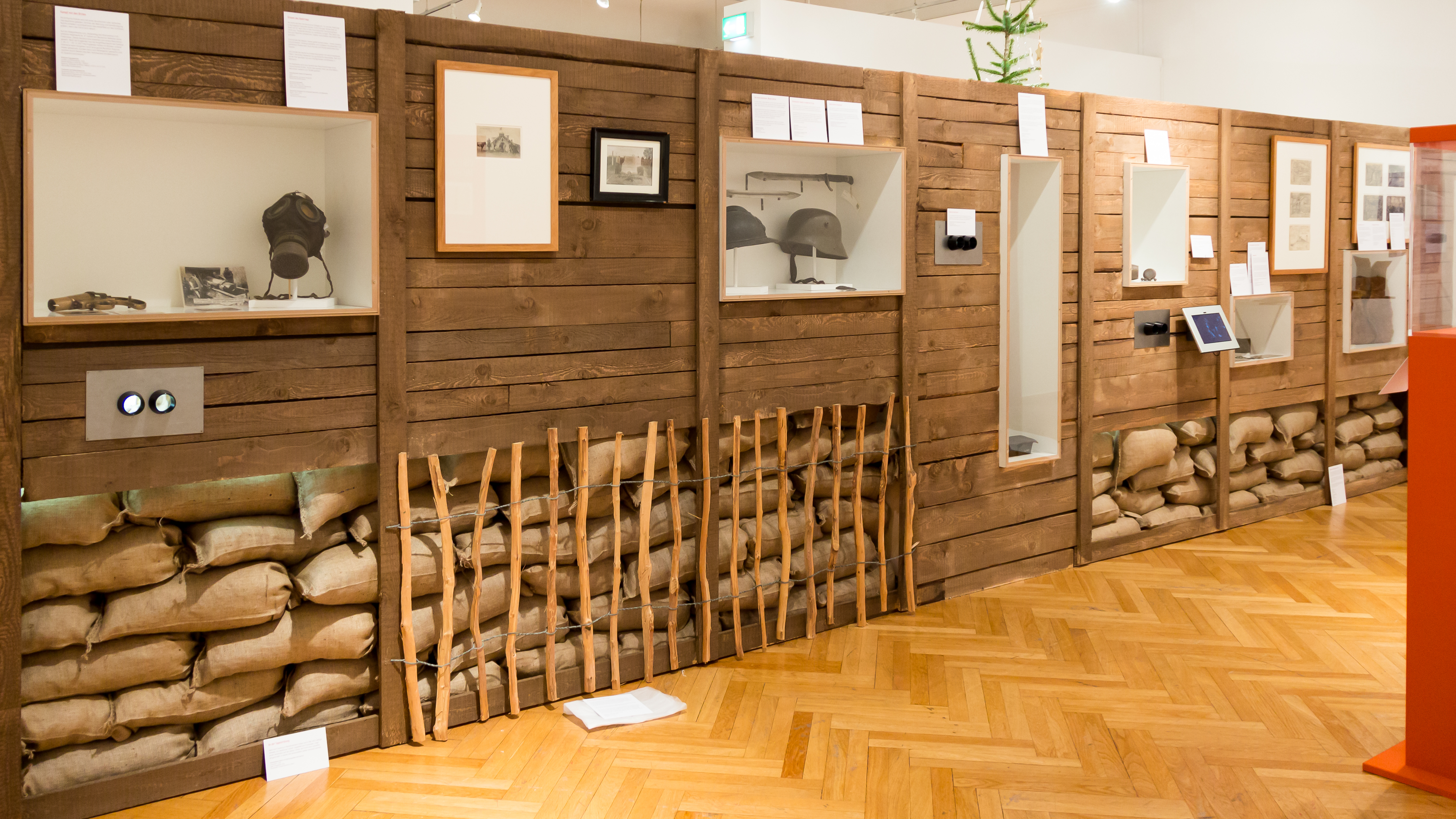
Im Schützengraben
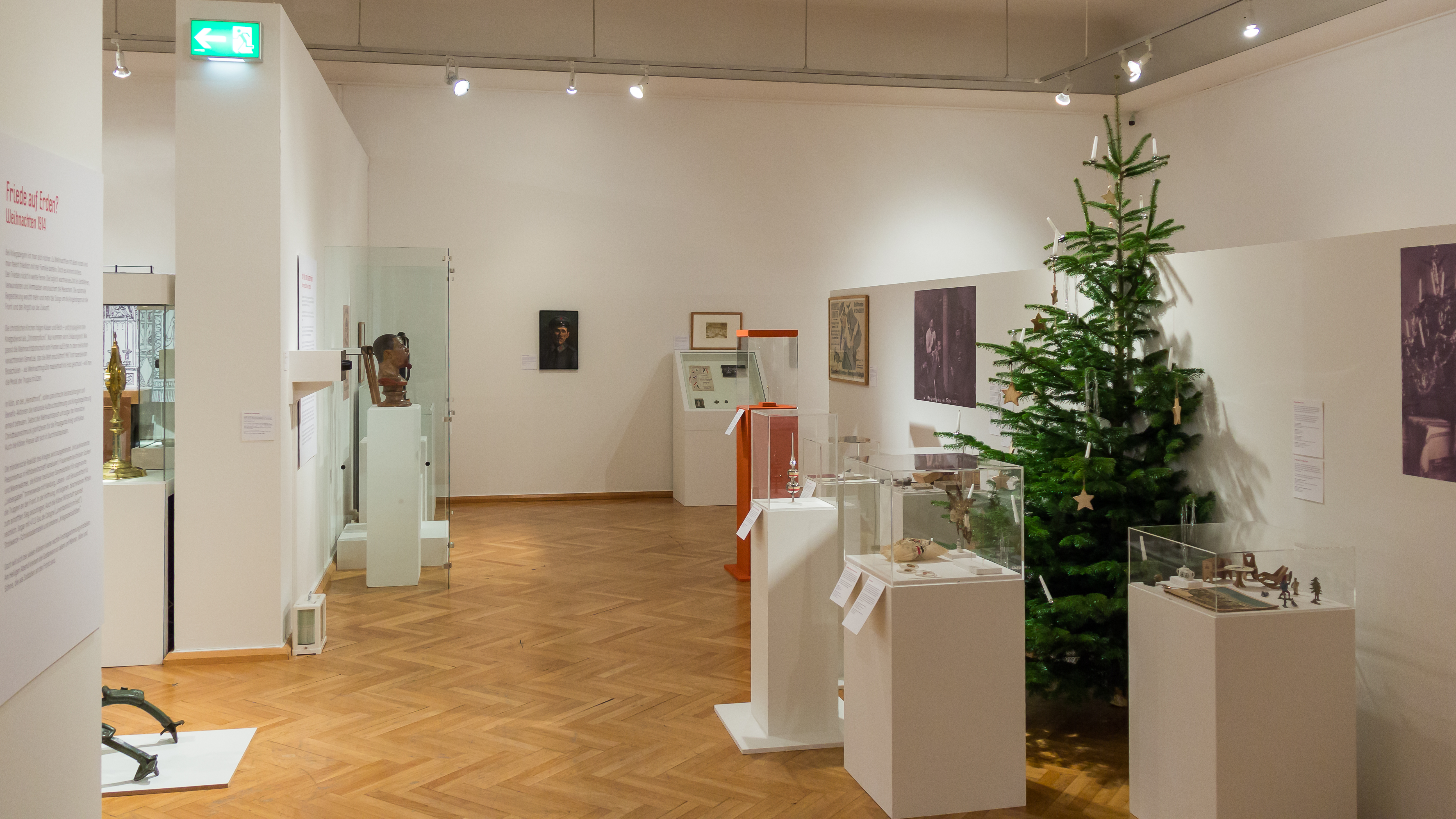
Friede auf Erden? Weihnachten 1914

- 12. Dezember 2015 bis 24. April 2016: ENDSTATION UBIERRING. 40 Das Aus des Fachbereichs Kunst und Design in der Kölner Südstadt.
- 21. November 2015 bis 24. April 2016: Köln ungeschönt. Wilhelm Scheiner als Fotograf.
- 11. März bis 12. Juni 2016: Kleine KUBUS-Ausstellung: in Zusammenarbeit mit dem Deutschen Staubarchiv: Unter Kölner Dächern – Kölner Staub als Objektkunst und Fotografie
- 4. Juni bis 6. September 2016: Grosses Kino! 120 Jahre Kölner Kinogeschichte
- 24. Juni bis 25. September 2016: Kleine Kubusausstellung Carl Niessen und das Kölner Theatermuseum
- 10. Dezember 2016 bis 14. Mai 2017: in der Reihe Schauplatz Kölner Geschichte 3  Drunter und Drüber: Der Heumarkt Schauplatz Kölner Geschichte., in Zusammenarbeit mit dem Römisch-Germanischen Museum.

Impressionen aus der Ausstellung „Der Heumarkt. Schauplatz Kölner Geschichte.“
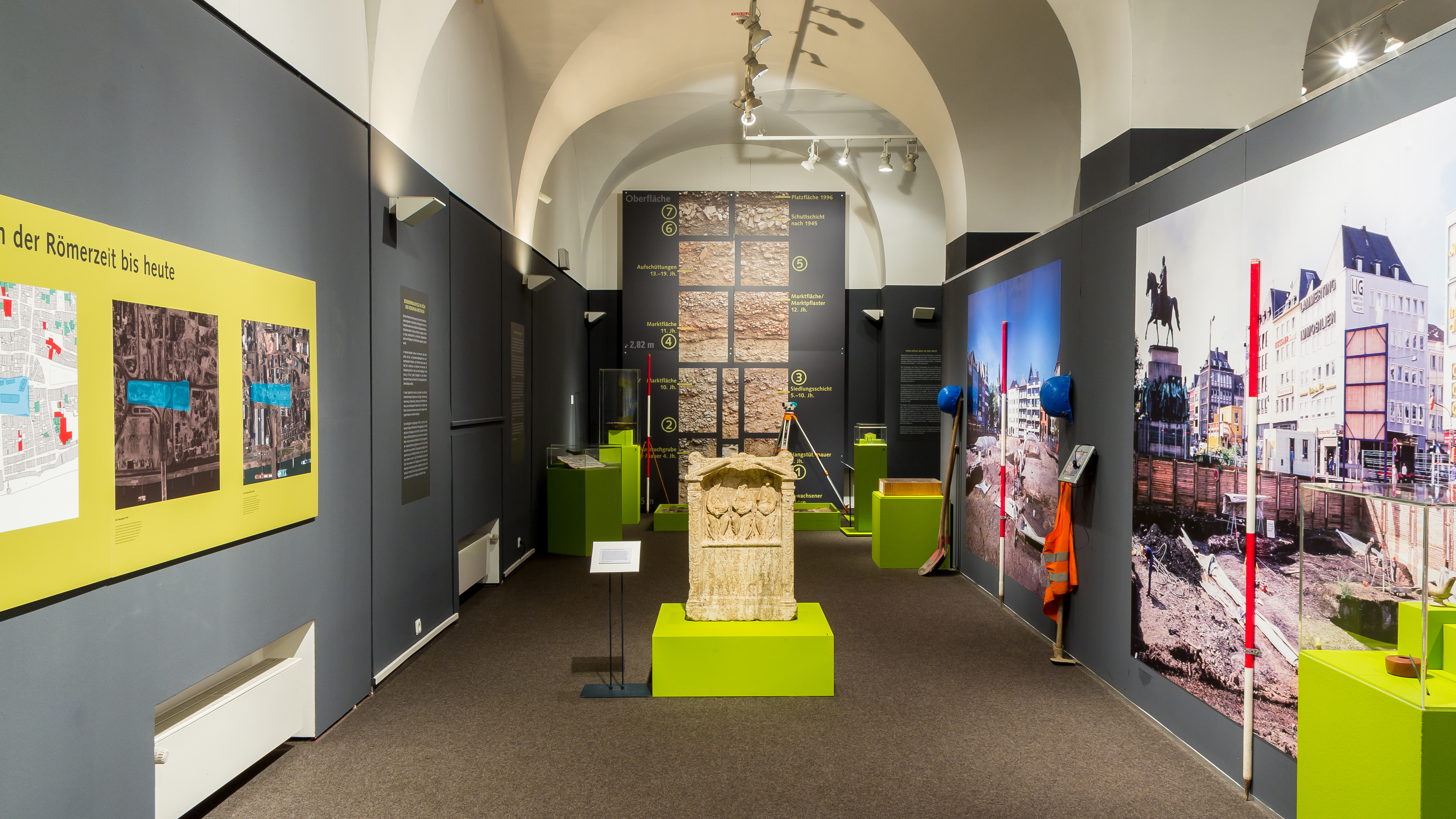
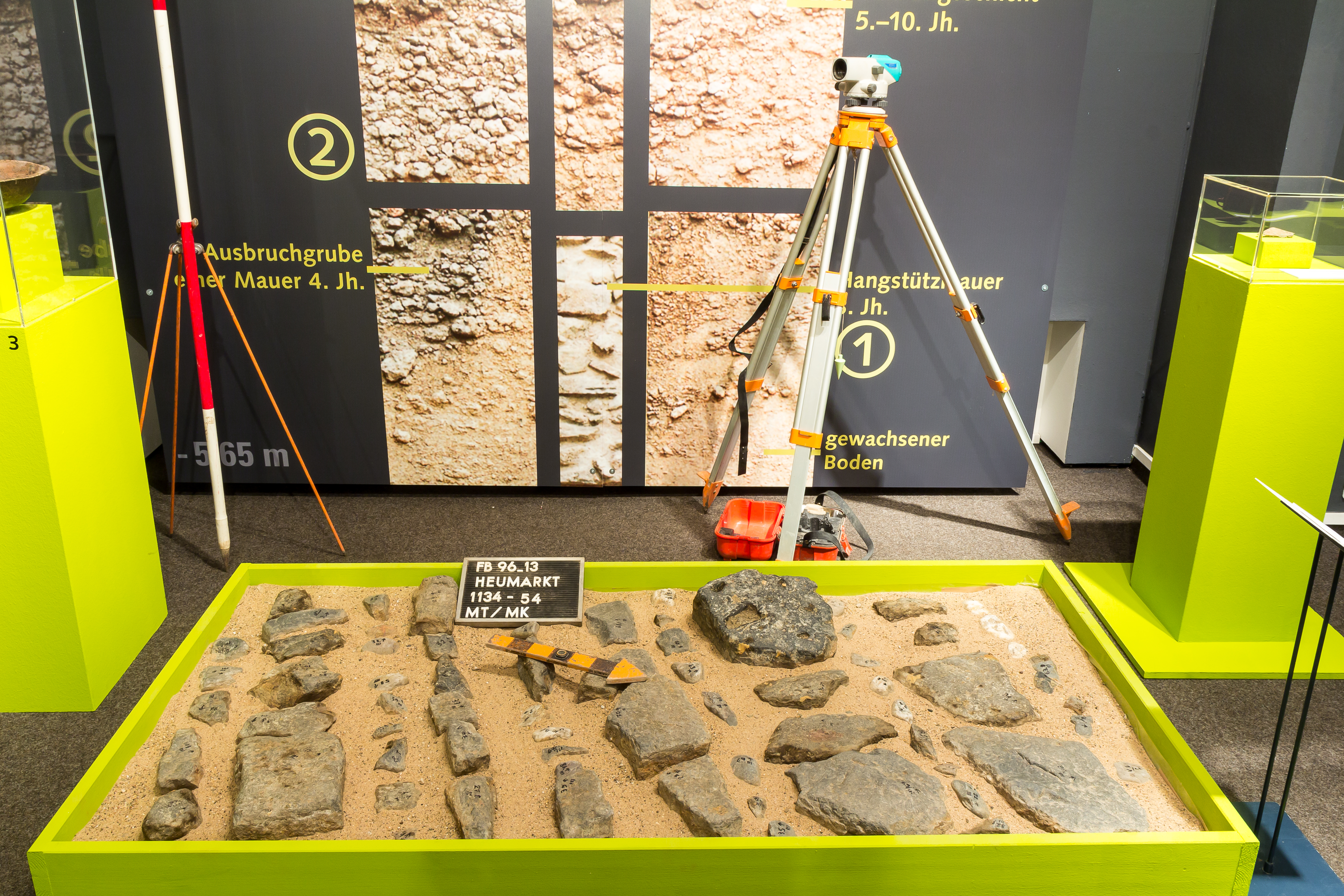
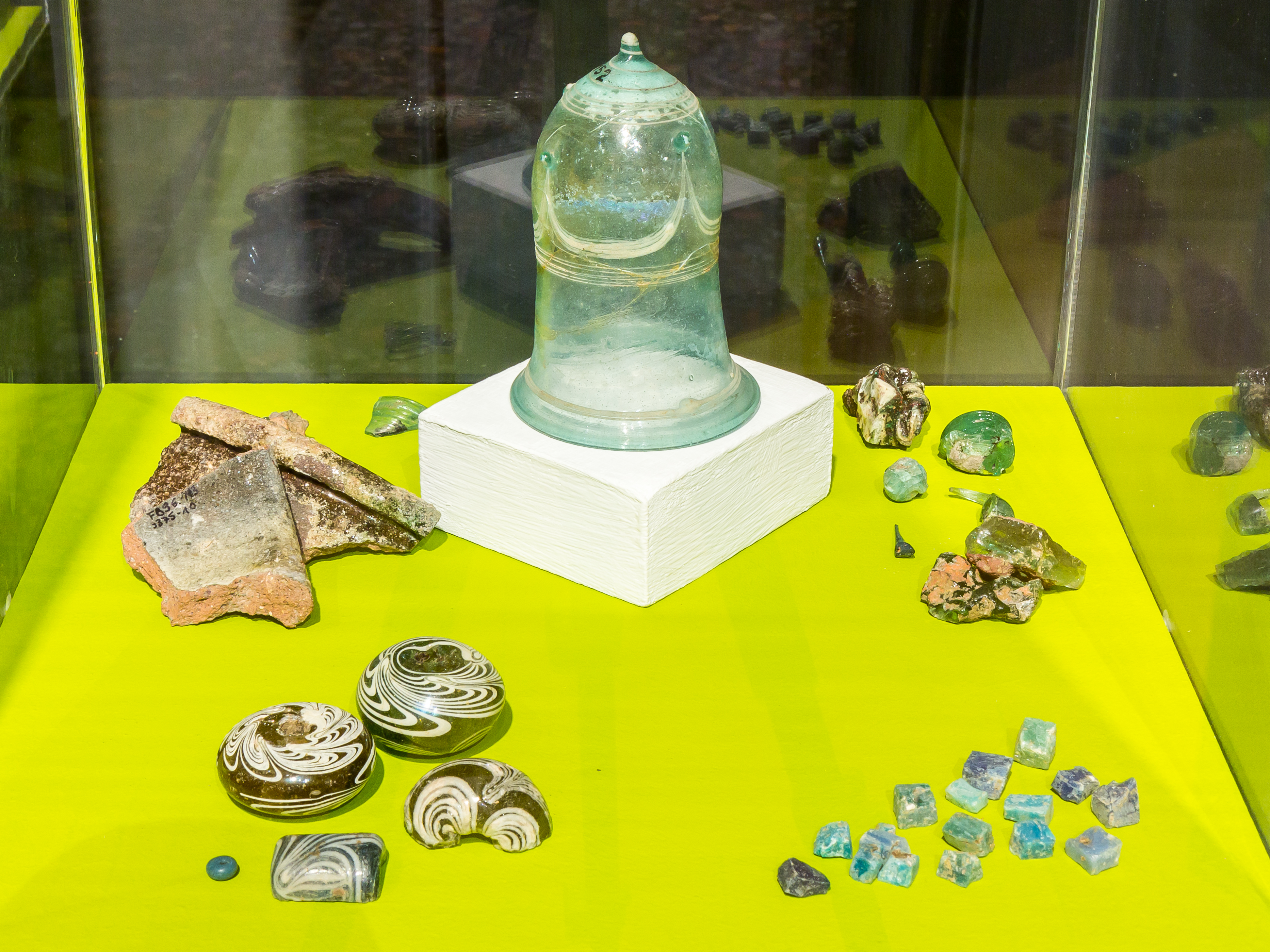
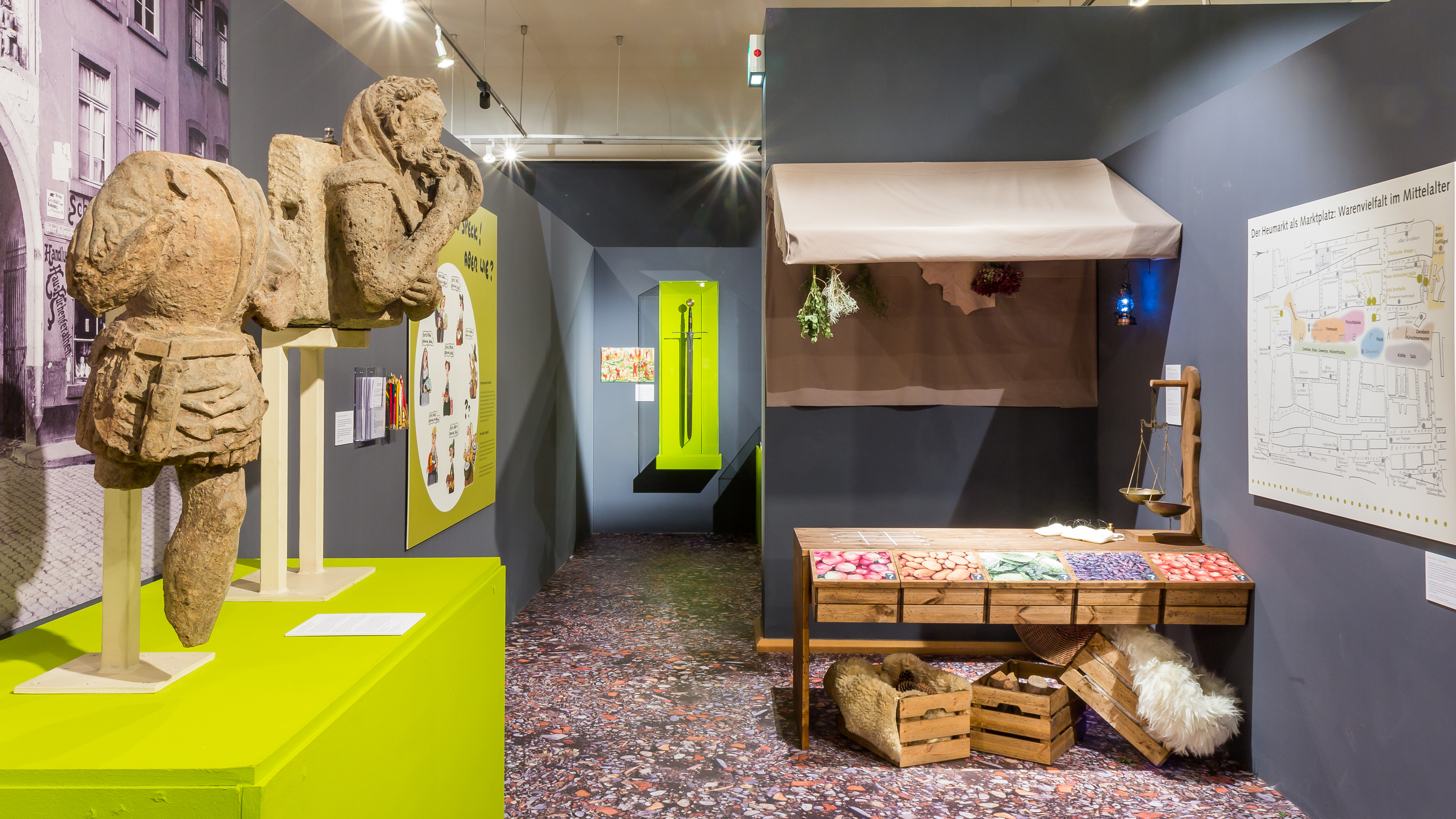
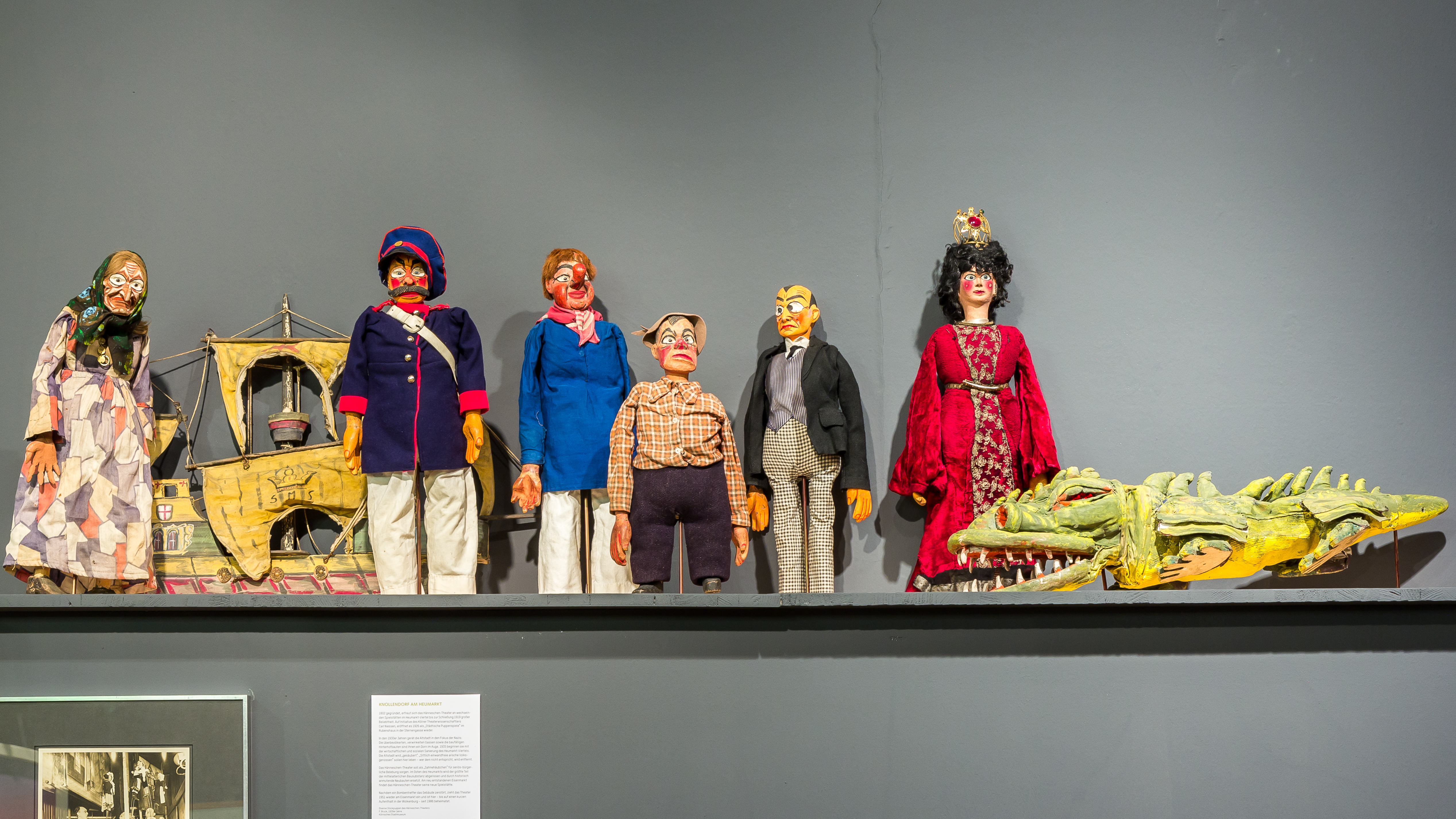

- 24. März 2017 bis 11. Mai 2017: Kleine KUBUS-Ausstellung Bosporus am Rhein. Das Restaurant Bosporus in der Weidengasse
- 1. Juli 2017 bis 19. November 2017: Konrad der Grosse. Die Adenauerzeit in Köln 1917–1933

Impressionen aus der Ausstellung „Konrad der Grosse. Die Adenauerzeit in Köln 1917–1933“
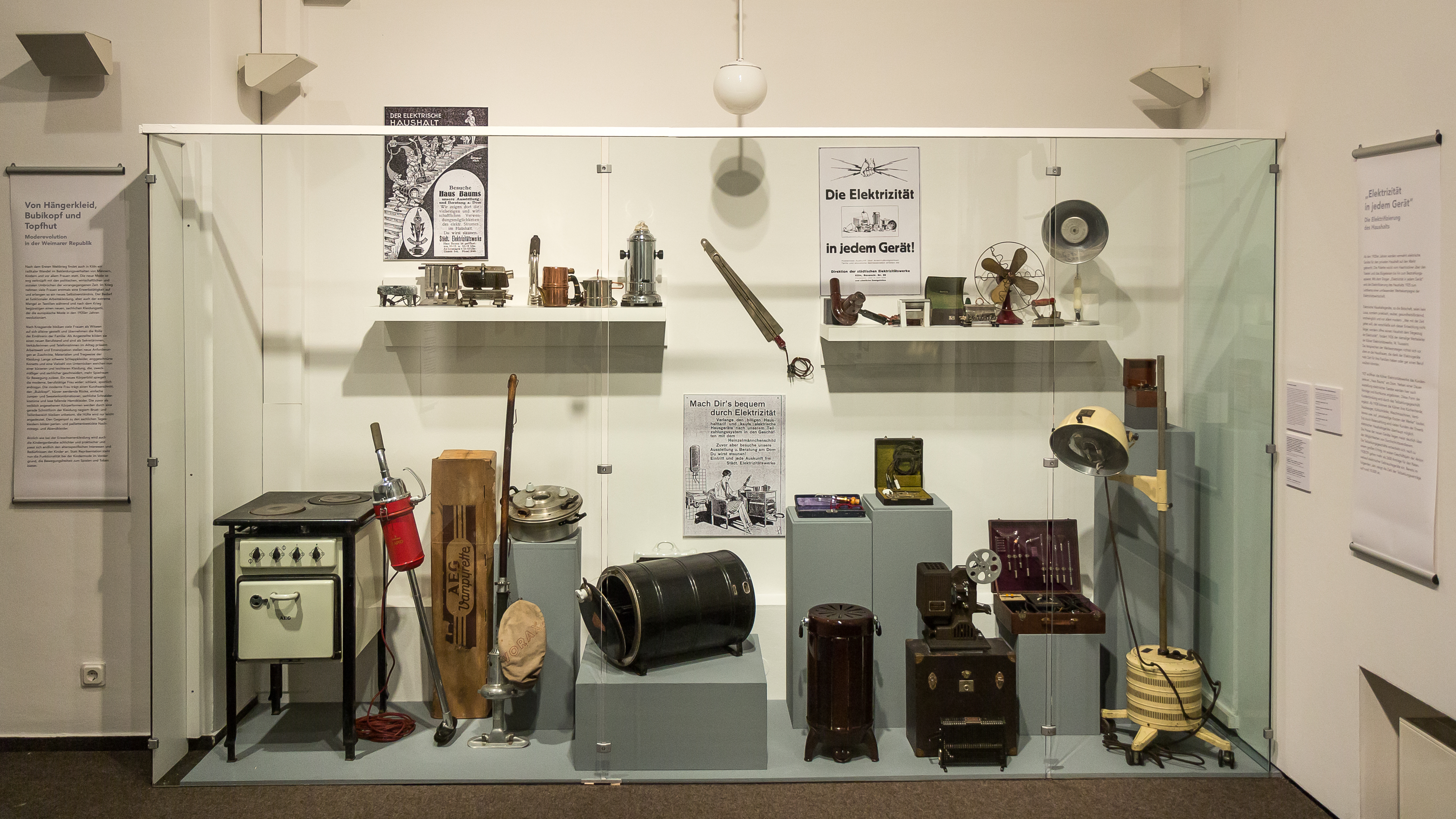
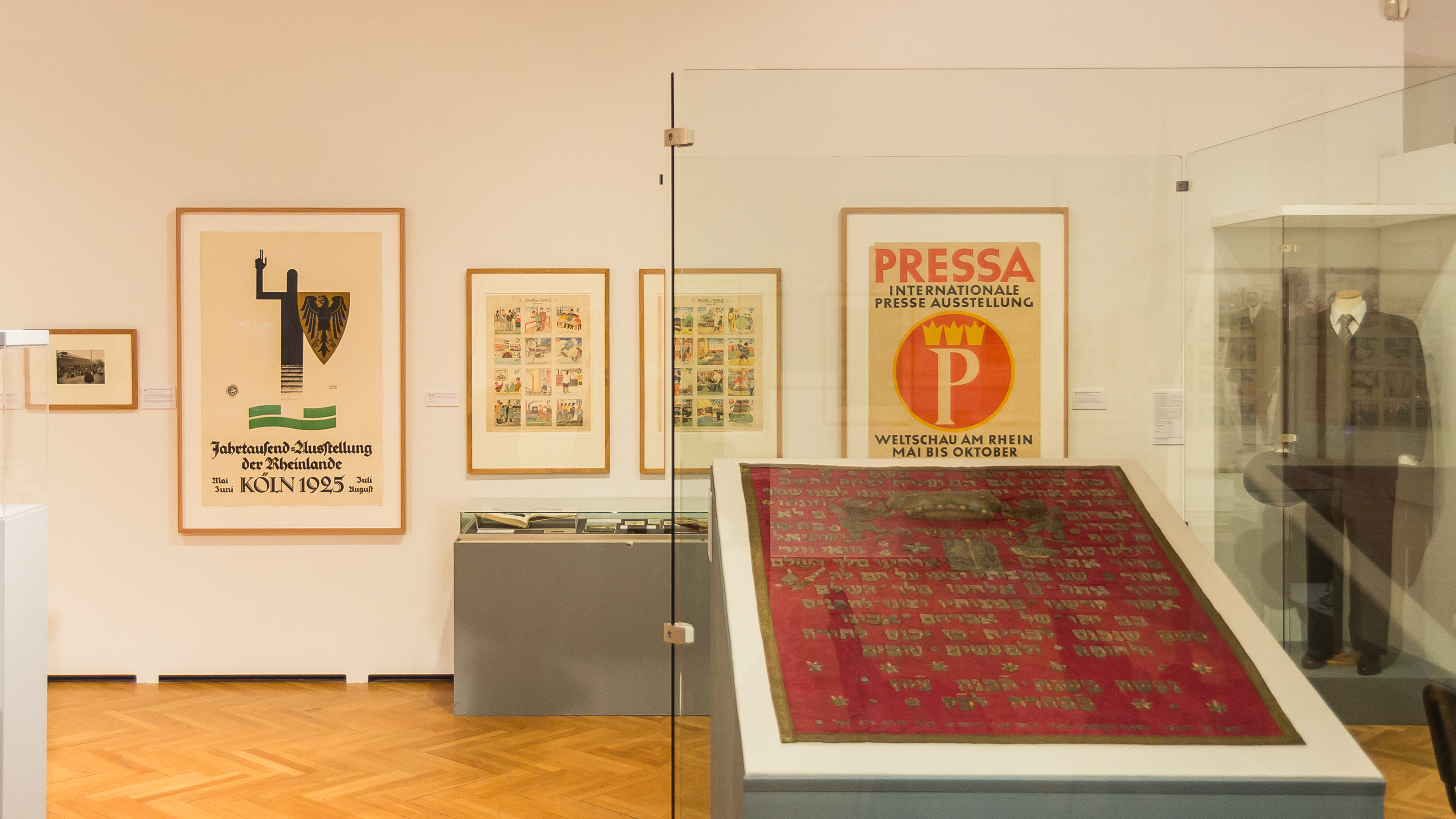
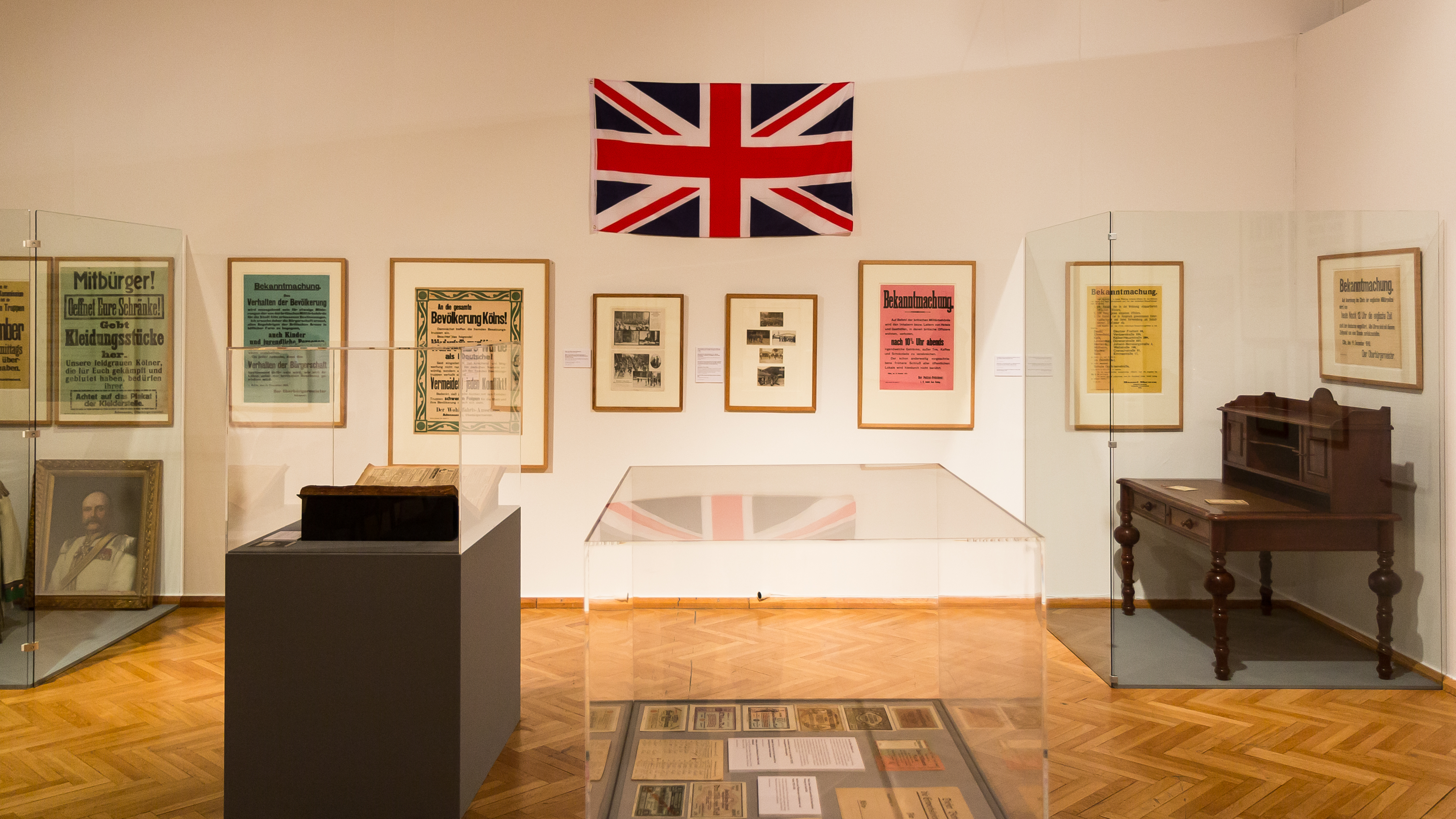
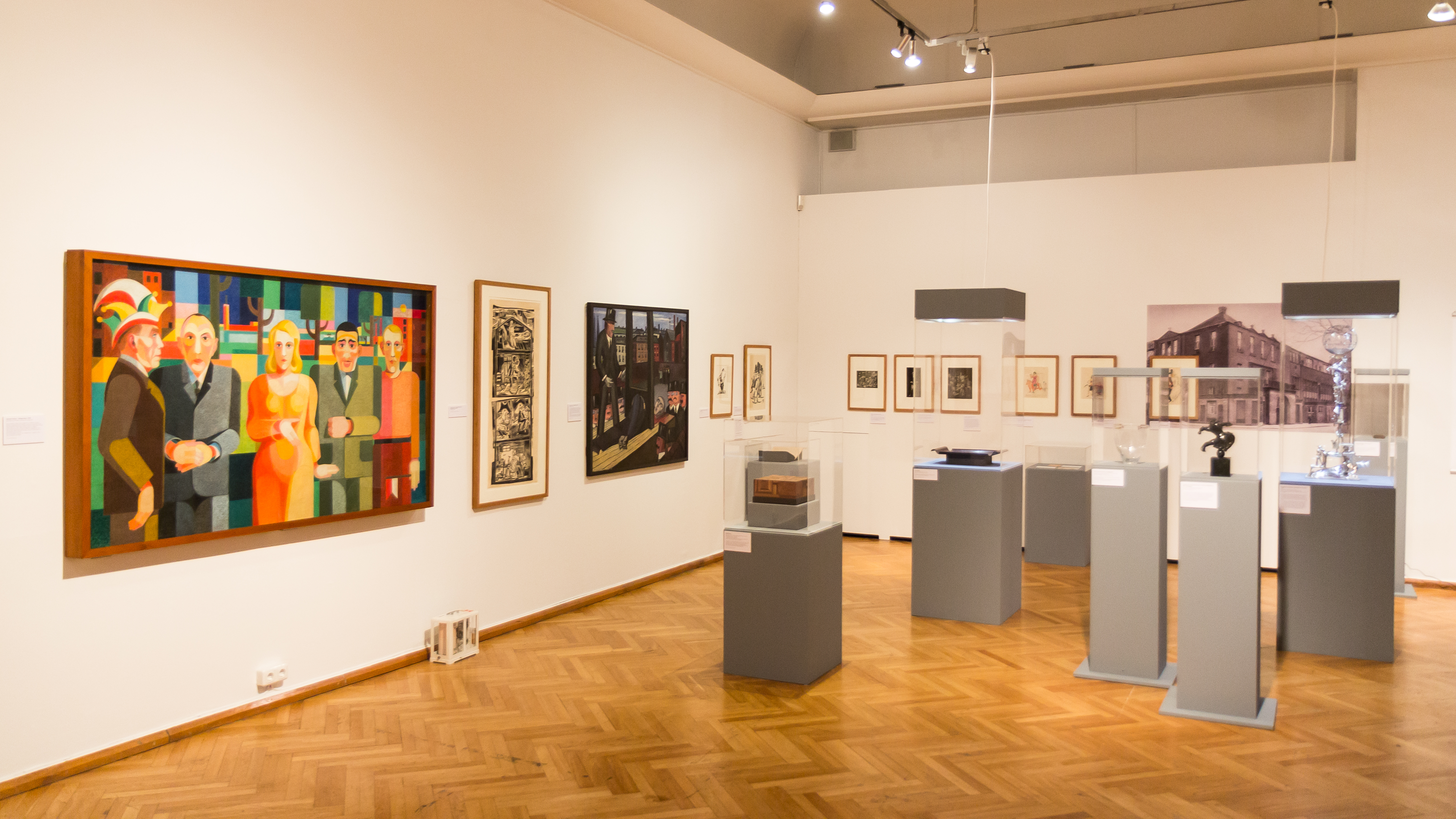
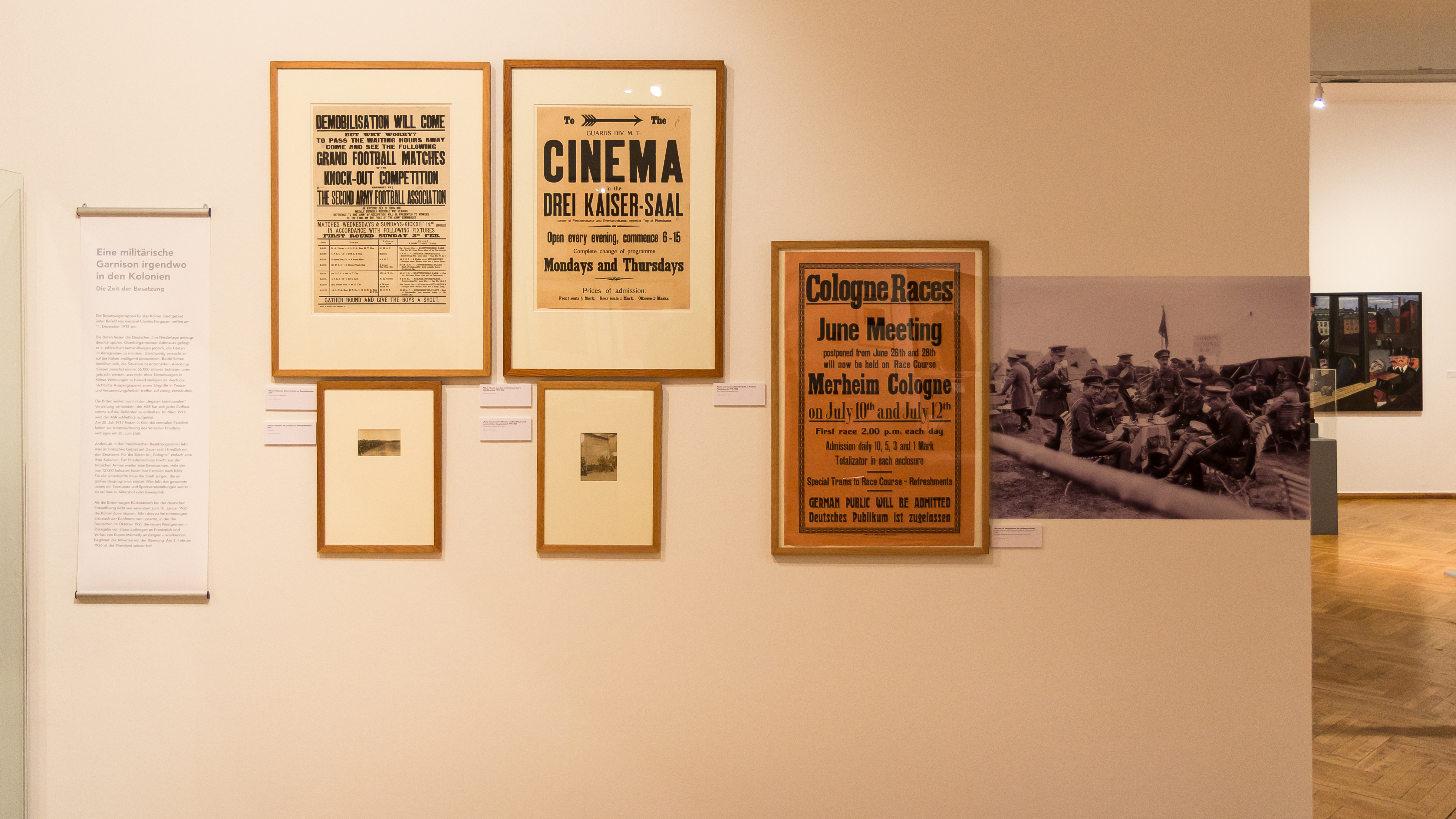

- 16. Dezember 2017 bis 25. März 2018: Karin Richert: Im rechten Licht
- 16. Dezember 2017 bis 25. März 2018: Trotzdem Alaaf! Kölner Rosenmontag 1991 + 2017

Impressionen aus der Ausstellung „Trotzdem Alaaf! Kölner Rosenmontag 1991 + 2017“
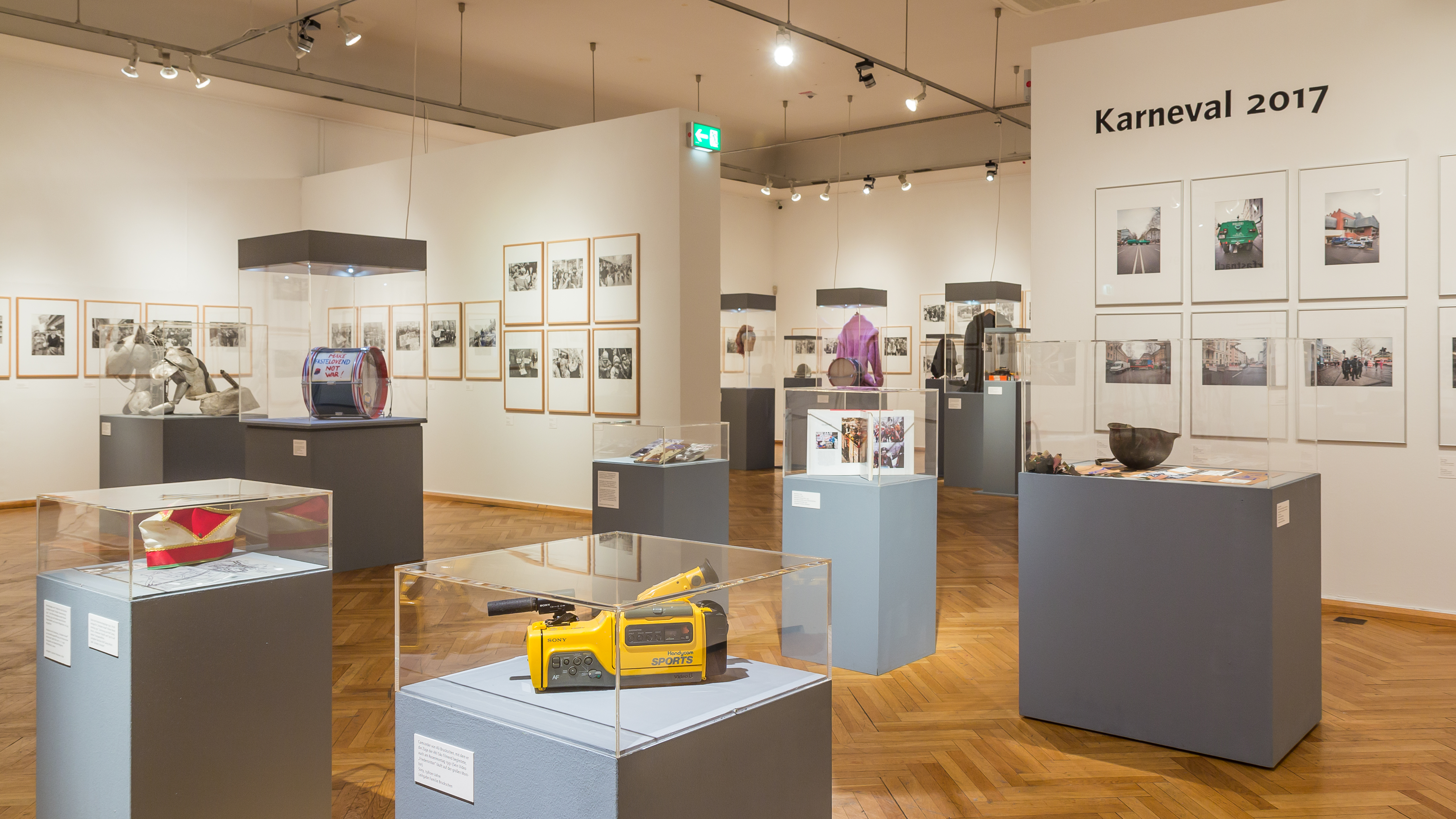
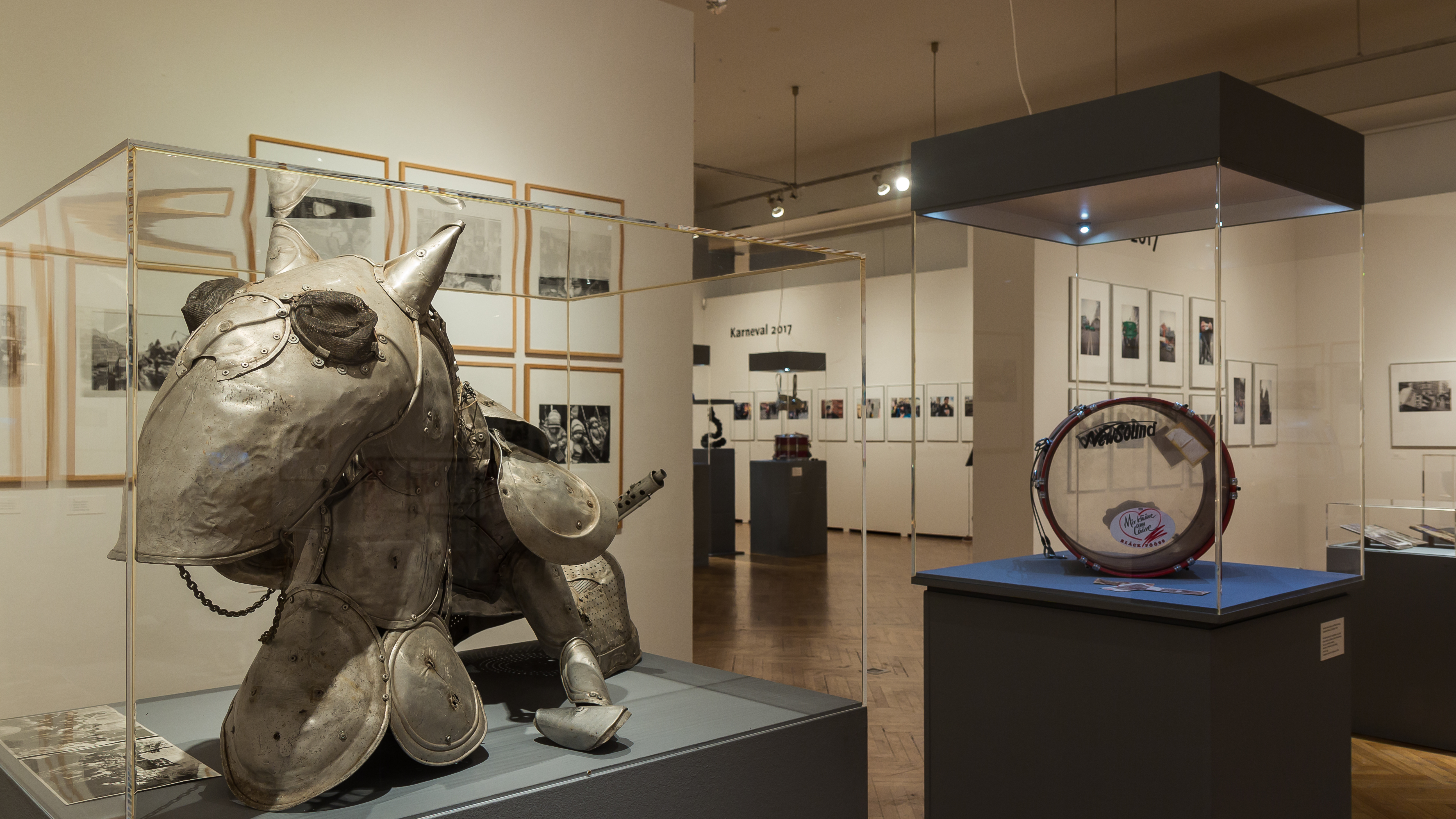
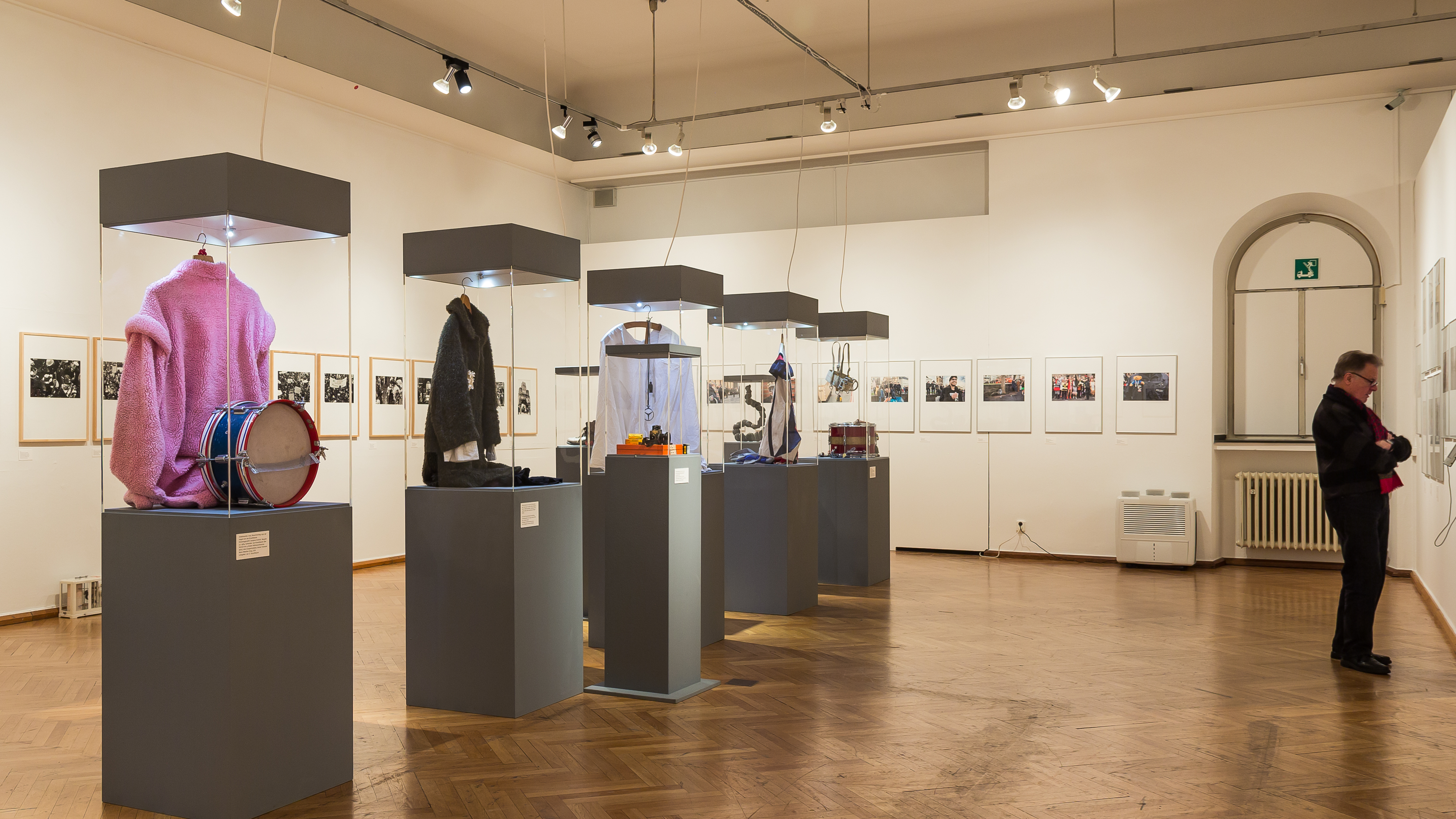
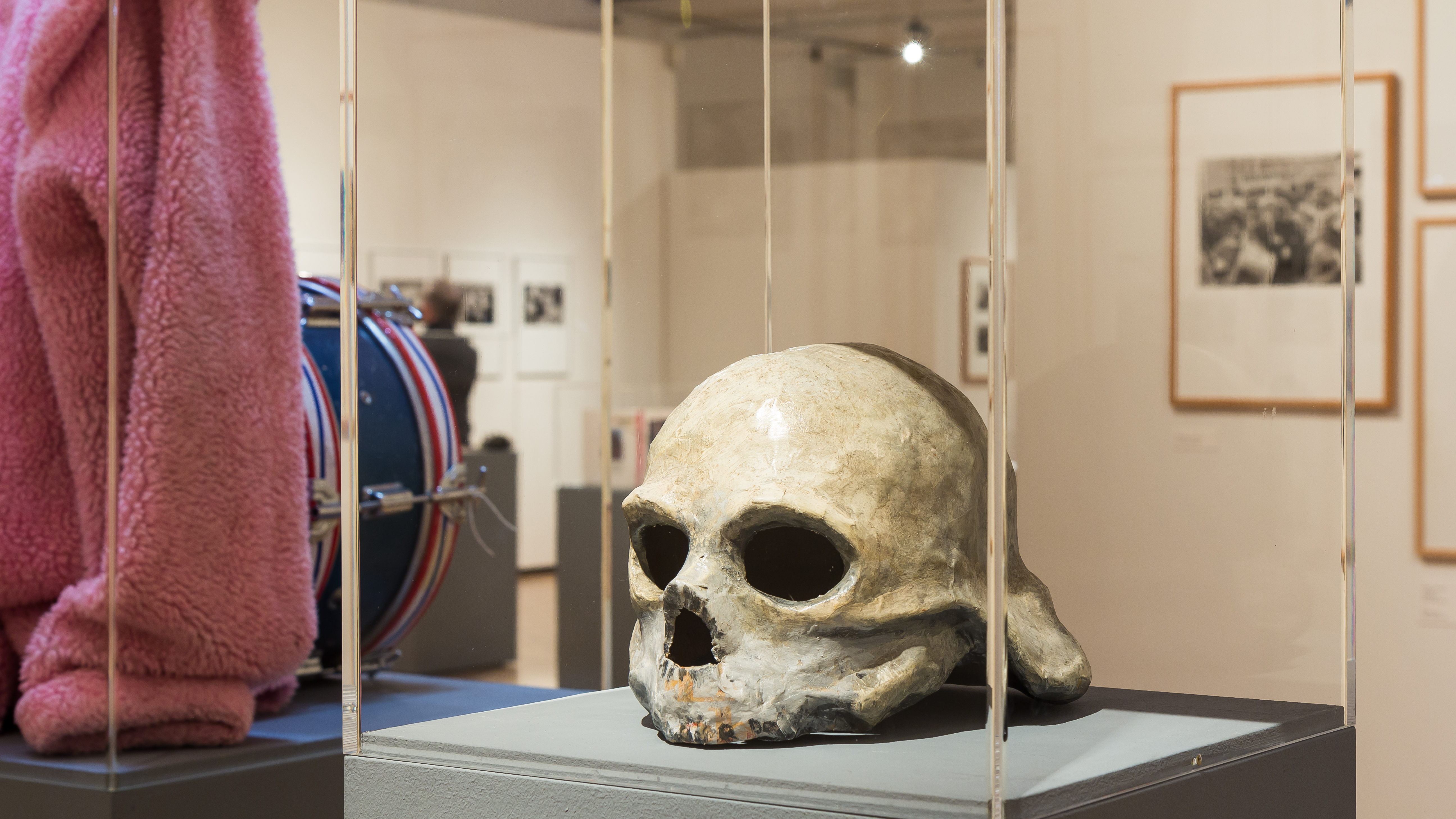

- 5. Mai 2018 bis 26. August 2018: Bretter, die die Welt bedeuten. Spielend durch 2000 Jahre Köln
- 20. Oktober 2018 bis 31. März 2019: Köln 68! Protest. Pop. Provokation.
- 4. Mai bis 14. Juli 2019: Ronit Porat. Paradiesvogel – Artist meets archive, in Kooperation mit der Internationalen Photoszene Köln
- 4. Mai bis 14. Juli 2019: You are here – Versuche einer fotografischen Standortbestimmung, Teil 1, in Kooperation mit der Internationalen Photoszene Köln
- 24. August 2019 bis 26. Januar 2020: Köln an der Seine. Der Pavillon der Stadt Köln auf der Pariser Weltausstellung 1937
- 24. August 2019 bis 26. Januar 2020: Köln am Rhein oder: Von Zeit zu Zeit (in Kooperation mit dem Rheinischen Bildarchiv Köln)

Impressionen aus der Ausstellung „Köln an der Seine. Der Pavillon der Stadt Köln auf der Pariser Weltausstellung 1937“
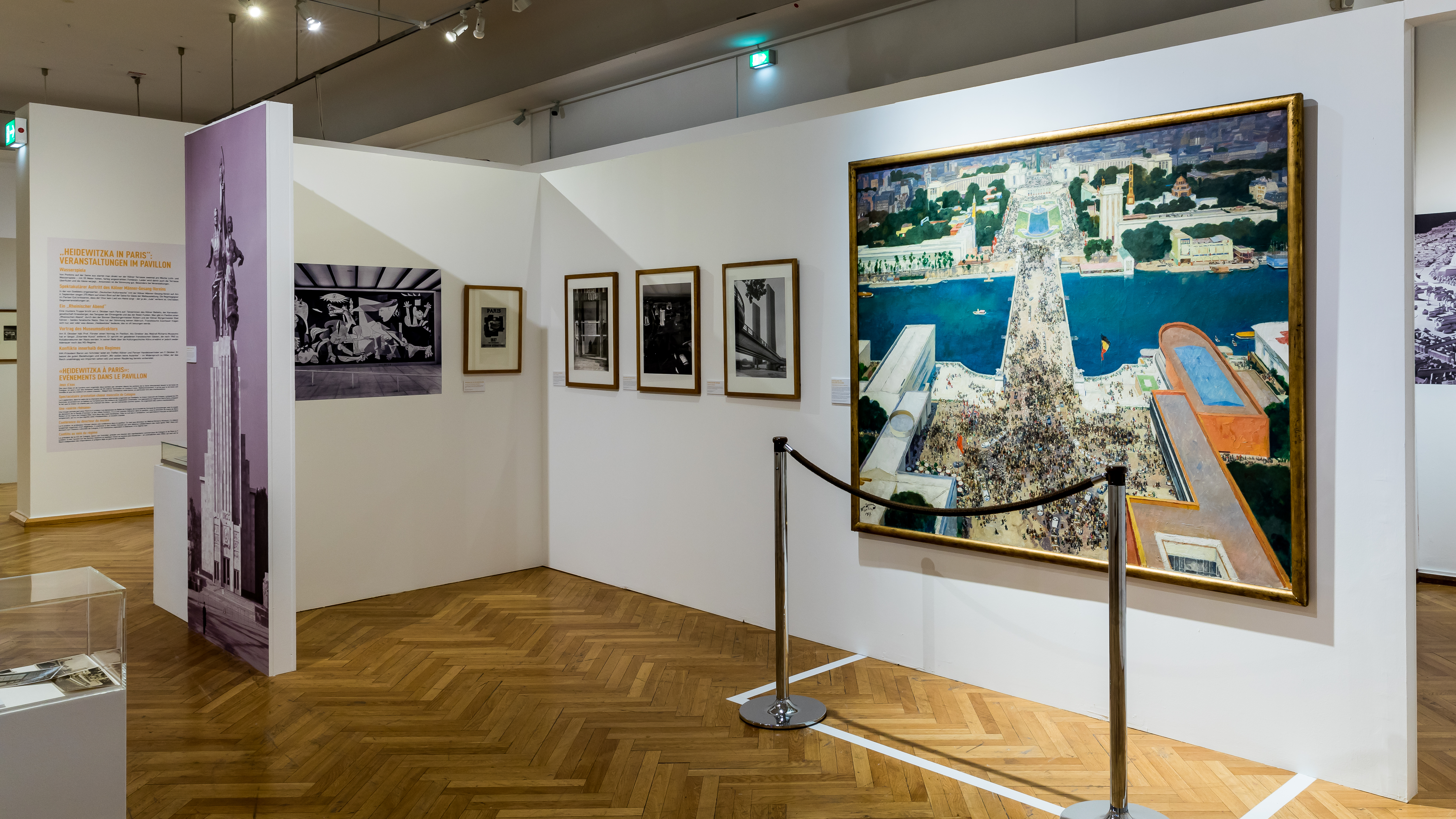
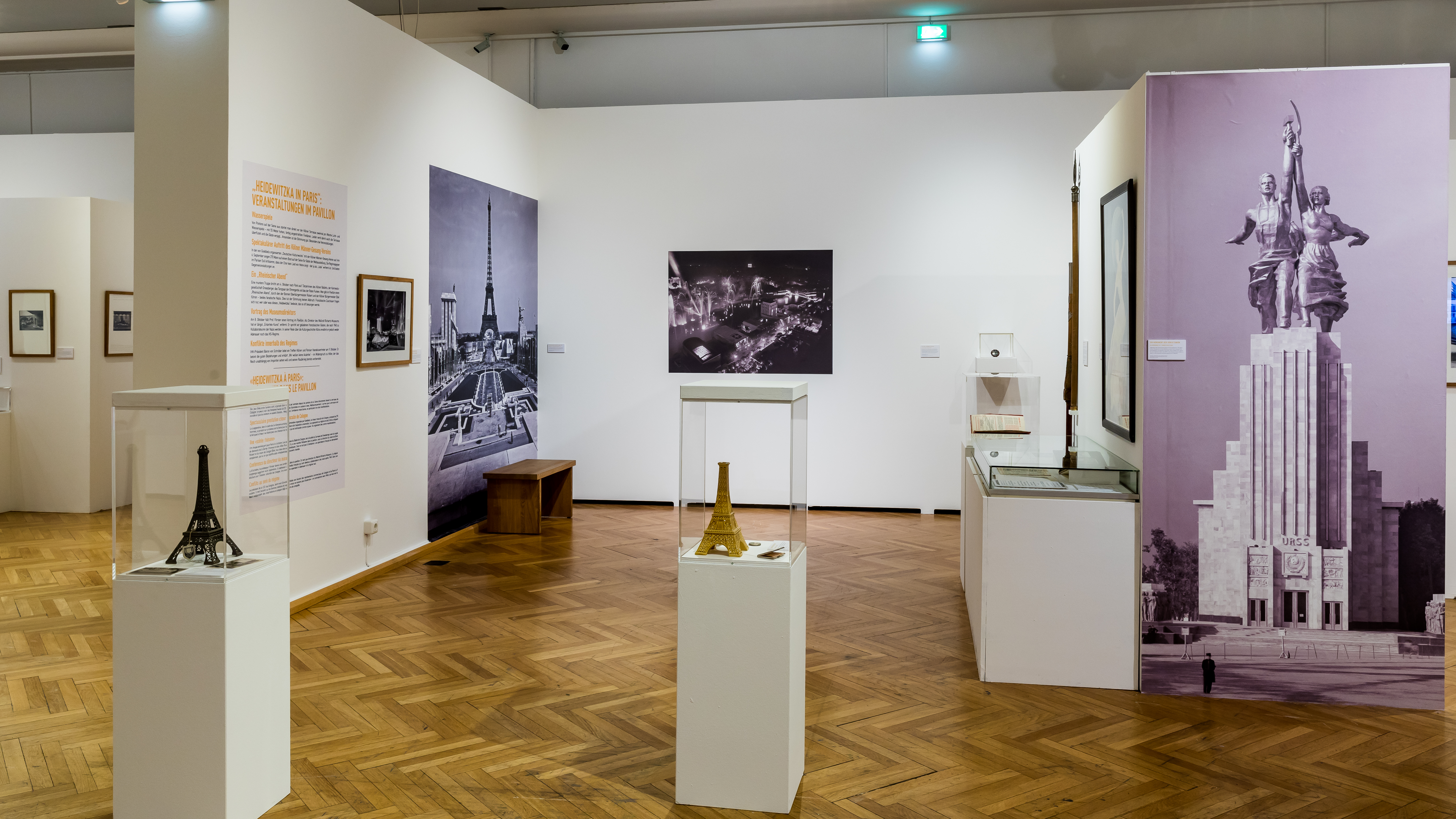
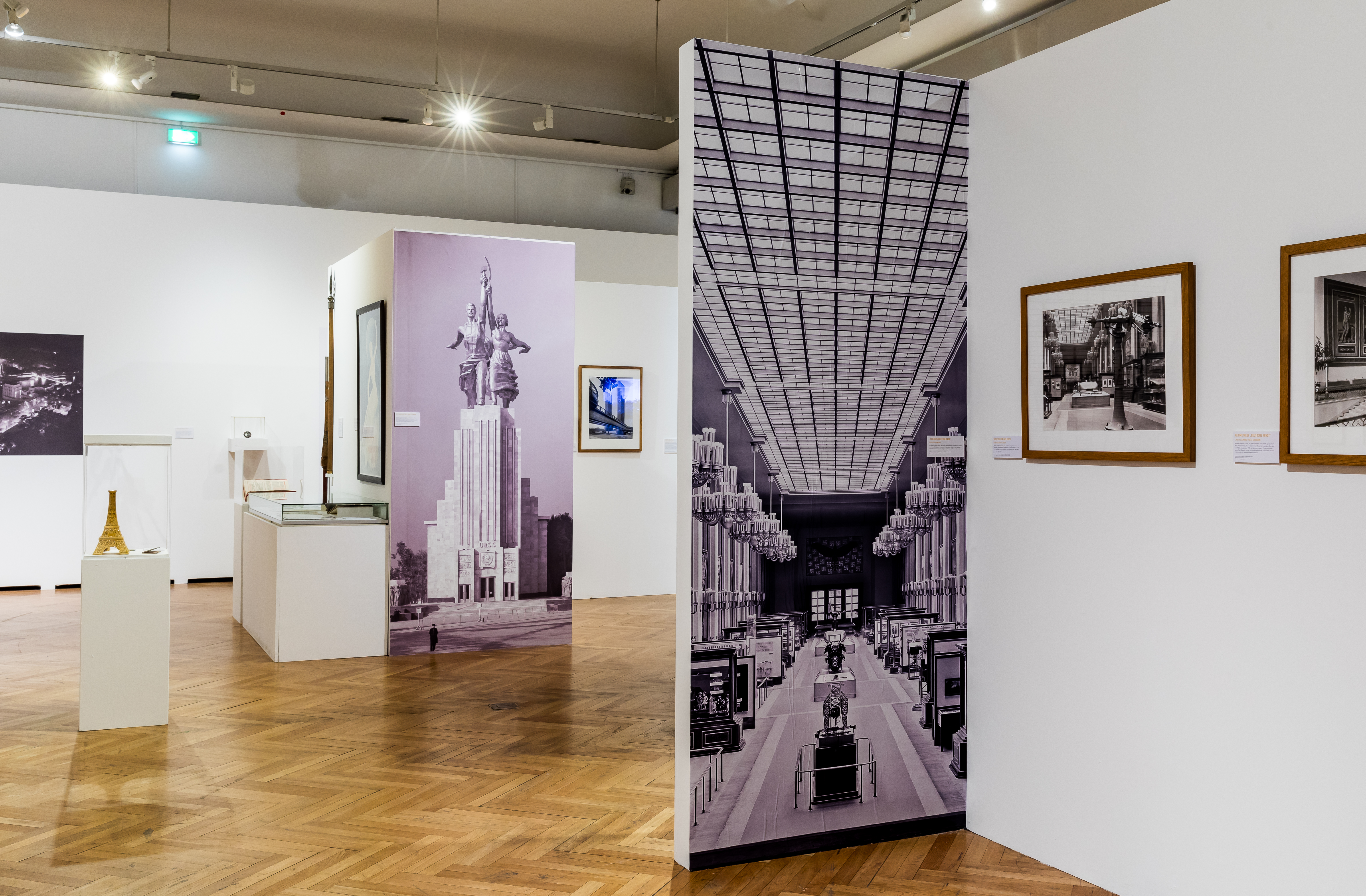
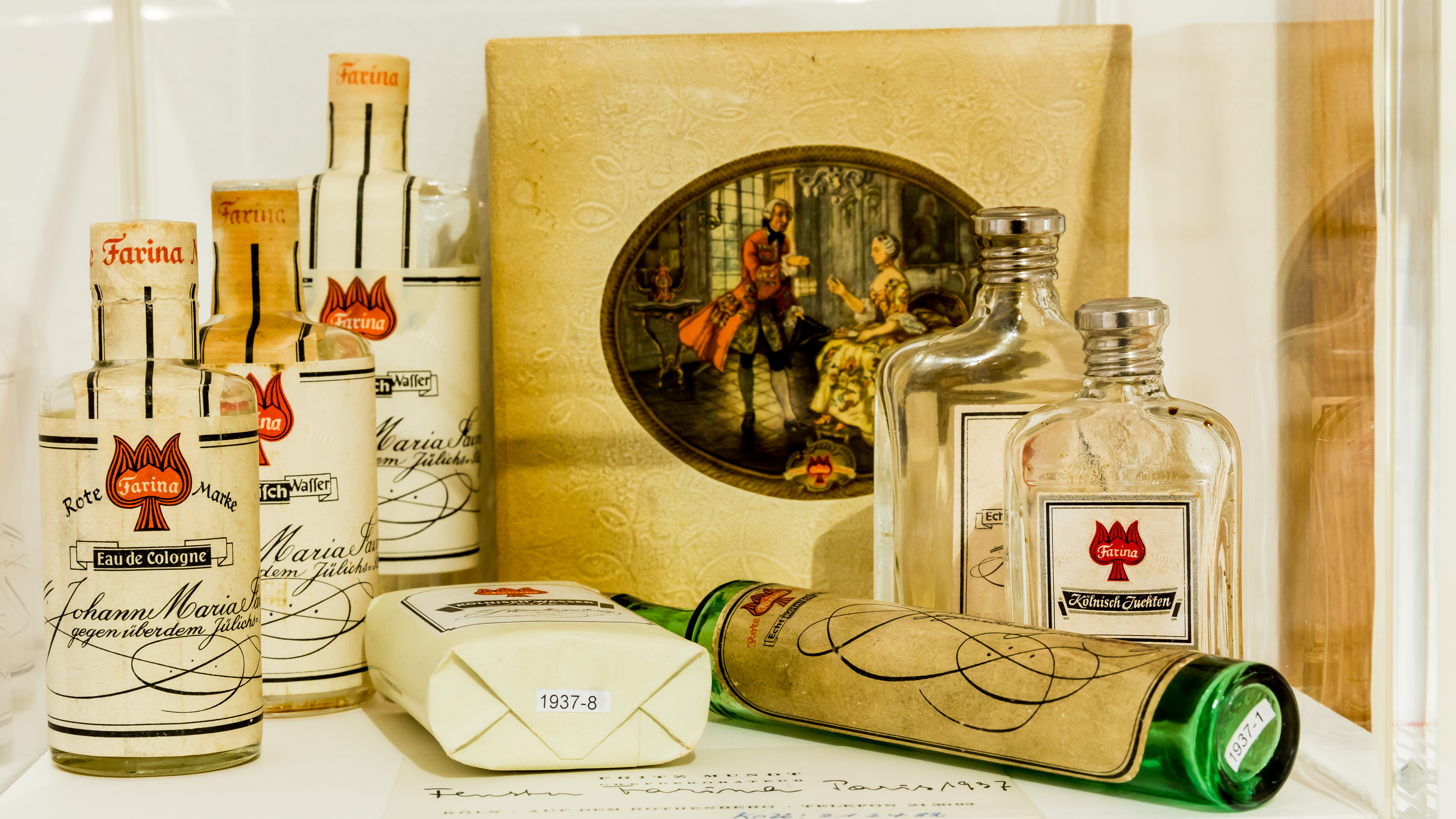

## Führungen
Das Museum bietet Führungen durch seine Sammlungsbestände in Hochdeutsch, auf Kölsch und – neben Englisch – in Italienisch, Polnisch, Türkisch, Ukrainisch und Französisch sowie (individuell buchbar) in Einfacher Sprache an.

## Bibliothek
Eine öffentlich zugängliche Präsenzbibliothek ergänzt das Angebot des Museums. Hier werden rund 50.000 Medieneinheiten zur Kölner Stadtgeschichte und der Geschichte des Rheinlands bereitgestellt. Wissenschaftliche Zeitschriften und Ausstellungskataloge sowie allgemeine Werke zur Kultur-, Wirtschafts- und Sozialgeschichte befinden sich im Bestand. Eine Sammlung alter Drucke vom 15. bis 19. Jahrhundert kann nach Absprache als Quellenmaterial für diverse Themen genutzt werden. Der Bibliothekskatalog wird seit 2019 kontinuierlich digitalisiert.

## Direktoren
- 1888–1894: Arthur Pabst
- 1894–1924: Joseph Hansen
- 1925–1950: Wilhelm Ewald
- 1950–1965: Franz Brill
- 1966–1974: Günther Albrecht
- 1974–1976: Hugo Borger
- 1976–1984: Heiko Steuer
- 1984–Juli 2009: Werner Schäfke
- 2009–2010: Michael Euler-Schmidt (kommissarisch)
- 2010–2022: Mario Kramp[55]
- 2022–2023: kommissarisch Silvia Rückert
- seit 16. Oktober 2023: Matthias Hamann[56][57]

### Zu einzelnen Beständen
- Ingeborg Unger (Bearb.) mit einem Beitrag von David Gaimster: Kölner Ofenkacheln. Die Bestände des Museums für Angewandte Kunst und des Kölnischen Stadtmuseums. Locher GmbH, Köln 1988, ISBN 3-927396-01-X (wichtige Materialvorlage).
- Rita Wagner: Kölnischer Bildersaal. Die Gemälde im Bestand des Kölnischen Stadtmuseums einschließlich der Sammlung Porz und des Kölner Gymnasial- und Stiftungsfonds. Hrsg.: Werner Schäfke. Kölnisches Stadtmuseum, Köln 2006.
- Werner Schäfke  Marcus Trier (Hrsg.): Mittelalter in Köln. Eine Auswahl aus den Beständen des Kölnischen Stadtmuseums. Emons, Köln 2010, ISBN 978-3-89705-654-1.